# Madrid
Madrid (španělsky také Madrid, IPA: [maˈðɾið]) je hlavní a největší město Španělska. Žije v něm přibližně 3,42 milionu obyvatel. Po Berlíně se jedná o druhé největší město v Evropské unii. Metropolitní oblast obývá kolem 6,6 milionu lidí, čímž je po Paříži druhá největší v Evropské unii. Město zaujímá celkovou rozlohu 604,3 km².
Madrid leží na řece Manzanares a nachází se jak v centru Pyrenejského poloostrova a Španělska, tak i v centru Madridského společenství. To se skládá z vlastního města a okolních měst a vesnic. Sousedními jednotkami jsou společenství Kastilie a León a Kastilie – La Mancha. Hlavním městem státu je Madrid téměř bez přerušení od roku 1561. Jakožto hlavní město, sídlo vlády a sídlo španělského krále je Madrid zároveň politickým, ekonomickým a kulturním centrem Španělska. Současným starostou je José Luis Martínez-Almeida z Lidové strany.
Počátky osídlení na území města se datují až do pravěku. První historický dokument o existenci sídla pochází z období Córdobského emirátu. V roce 1083 město dobyl kastilský král Alfonso VI. Rychlý rozvoj započal po roce 1561, kdy byl Madrid ustanoven hlavním městem. Během španělské občanské války ve 30. letech 20. století byl Madrid jedním z nejpostiženějších španělských měst. Frankisté jej dobyli až ke konci války.
Ze všech měst v Evropské unii má druhé největší HDP. To se odráží na vlivu v politice, vzdělávání, médiích, módě, vědě, kultuře i umění. To všechno přispívá k tomu, že je Madrid jedním z nejvýznamnějších globálních měst. Celkové nominální HDP města také činí 12% HDP Španělska.
Díky své ekonomické produkci, vysoké životní úrovni a velikosti trhu je Madrid považován za přední finanční centrum jižní Evropy a Pyrenejského poloostrova. Město je sídlem vedení mnoha významných španělských firem, jako jsou Telefónica, Iberia, Repsol, BBVA či FCC. Ve městě probíhá většina bankovních operací v zemi. Ze všech španělsky mluvících měst v něm vzniká nejvíce webových stránek. Podle žebříčku časopisu Monocle z roku 2022 je Madrid patnáctým nejvhodnějším městem pro život.
V Madridu sídlí vrchní vedení mnoha organizací: Světová organizace cestovního ruchu (UNWTO), která spadá pod OSN, Organizace iberoamerických států (OEI), Rada pro dohled nad veřejným zájmem (PIOB) či Iberoamerický generální sekretariát (SEGIB). Město je také centrem propagátorů a regulátorů španělského jazyka: vedení Španělské královské akademie (RAE) či Instituto Cervantes, nadaci Fundéu. Ve městě se také pořádá mnoho veletrhů Dva světoznámé fotbalové kluby se sídlem ve španělské metropoli jsou Real Madrid a Atlético Madrid.
I když Madrid disponuje moderní infrastrukturou, mnoho jeho historických čtvrtí a ulic si stále zachovává svůj původní historický vzhled a specifickou náladu. Mezi přední madridské pamětihodnosti patří náměstí Plaza Mayor, Královský palác (Palacio Real), Královské divadlo s obnovenou operou, park Buen Retiro, založený v roce 1631, a budova Národní knihovny z 19. století. Zlatý trojúhelník umění zahrnuje Museo del Prado a muzea moderního umění Museo Reina Sofía a Museo Thyssen-Bornemisza. Symbolem města se staly palác a fontána na náměstí Plaza de Cibeles.

## Název
Existují různé teorie týkající se původu jména. Všechny však mají problémy, pokud jde o úplné vysvětlení fonetického vývoje.
- Z keltského slova Magetoritum (kořen "ritu" znamená brod)
- Z arabského maǧrà (vodní proud) nebo majrit (jaro/fontána)
- Z mozarabské varianty latinského výrazu matricis (vodní proud)

## Historie

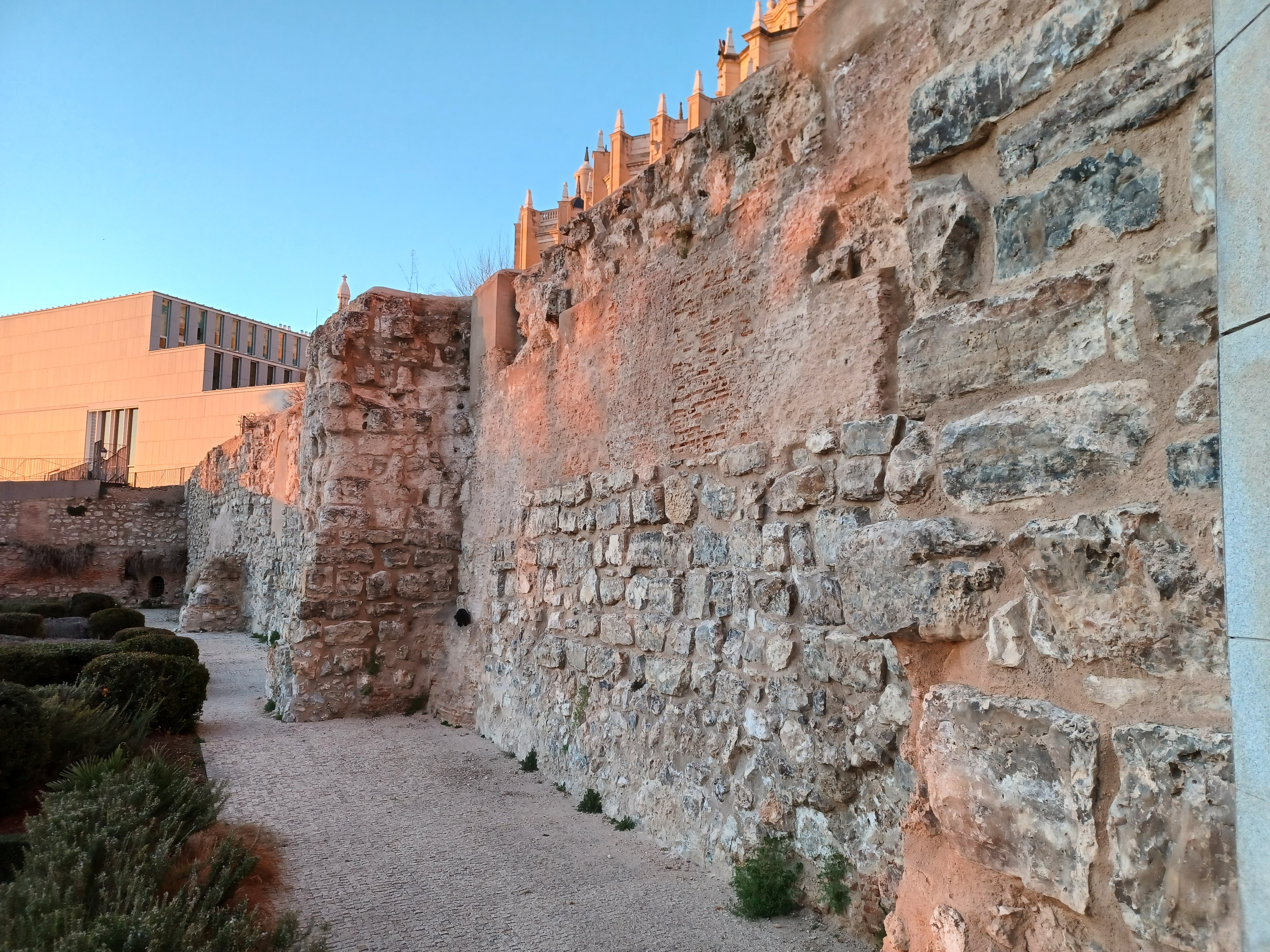
Původní muslimské hradby

| „                                                                                                 | Fui sobre agua edificada, mis muros de fuego son | Byl jsem na vodě zbudován, mé hradby z ohně jsou | “ |
| — heslo města, https://www.abc.es/madrid/20150508/abci-agua-fuego-lema-olvidado-201505071530.html |                                                  |                                                  |   |

### Nejstarší osídlení a středověk
Území dnešního Madridu je osídleno již od pravěku. Nacházejí se zde archeologické pozůstatky keltského osídlení s názvem Carpetani, jedné z římských vil, baziliky Vizigótů poblíž dnešního kostela Santa María de la Almudena a tří vizigótské nekropolí.
První historická zmínka o existenci sídla v Madridu pochází z éry córdobského emirátu. Ve druhé polovině 9. století nechal emír Mohammed I. postavit pevnost na ostrohu u řeky Manzanares jako jednu z mnoha pevností na hranici muslimy ovládané oblasti An-Andalus. Ty měly chránit Toledo před křesťanskými útočníky a také sloužit jako výchozí bod pro muslimské ofenzívy. Po rozpadu córdobského chalífátu na počátku 11. století byl Madrid začleněn pod Toledo.

V roce 1079 začal rozsáhlejší útok křesťanů směrem na Toledo. Roku 1083 se Madridu zmocnil Alfonso VI. Kastilský. Ten město dále využíval jako útočnou základnu právě proti Toledu, které bylo dobyto v roce 1085. Křesťané obsadili centrum města a muslimové s židy byli vysídleni na předměstí. Madrid do roku 1118 zůstal v pohraničním území. Během muslimských výpadů byly roku 1110 zničeny městské hradby. Za vlády Alfonse VII. Kastilského byla v roce 1123 stanovena první hranice mezi Madridem a Segovií.

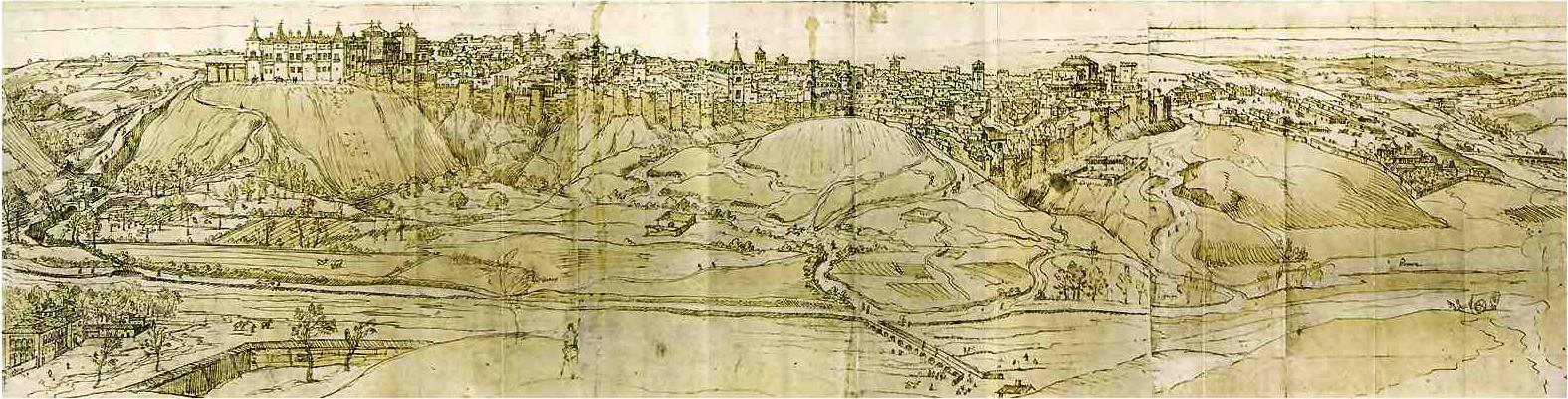
Pohled na město v roce 1562, Autor: Anton van den Wyngaerde

### Novověk

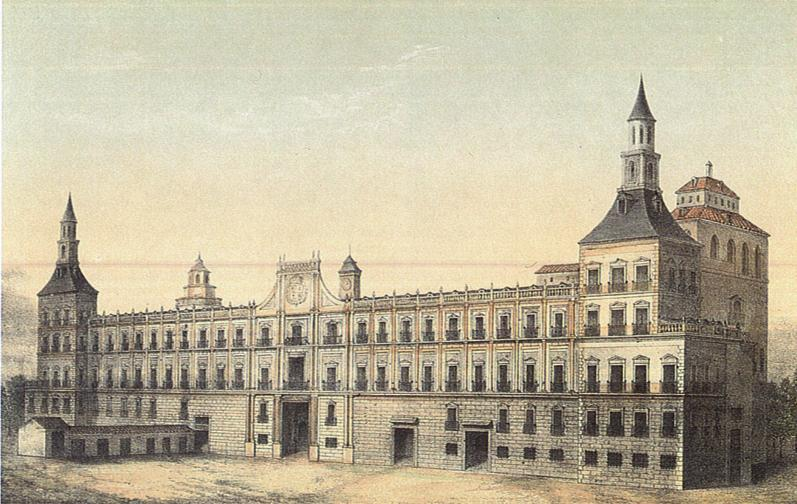
Alcázar v Madridu na místě dnešního Královského paláce

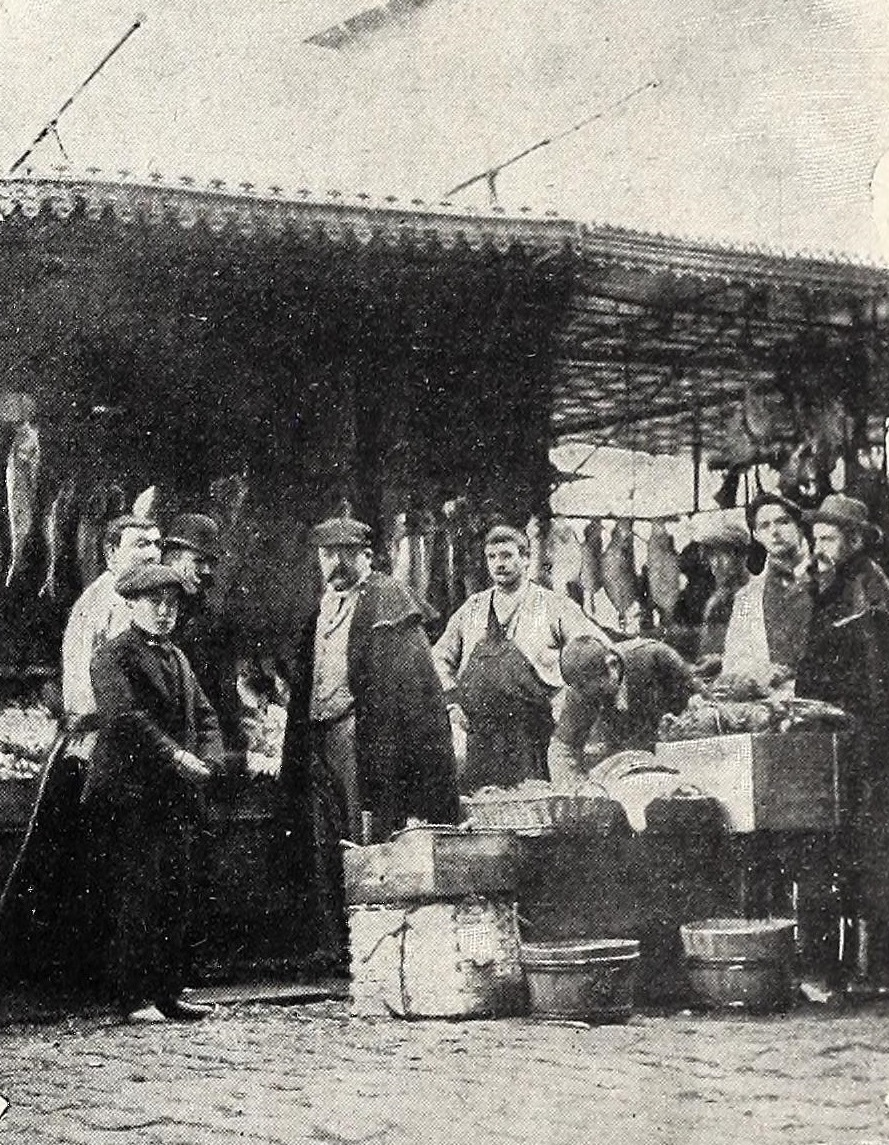
Rybí trh v roce 1898

Během povstání komunérů, vedených Juanem Lópezem de Padillou, se Madrid připojil ke vzpouře proti Karlovi V., císaři Svaté říše římské. Po porážce v bitvě u Villalar byl Madrid obléhán a později obsazen císařskými vojsky.
Počet obyvatel města vzrostl ze 4 060 v roce 1530 na 37 500 v roce 1594. V červnu 1561 ustanovil Filip II. Španělský svůj dvůr v Madridu, v Alcázaru. Díky tomu se stal Madrid politickým centrem monarchie a hlavním městem Španělska. Skutečnost, že se jedná o hlavní město, byla rozhodující pro vývoj. Populace vzrostla z 18 000 v roce 1561 na 80 000 v roce 1598.
Madrid se na počátku 17. století vzpamatoval z dočasné ztráty statusu hlavního města, které bylo mezi lety 1601 a 1607 přemístěno do Valladolidu. Vrátili si významní obyvatelé, ale extrémní chudoba byla všudypřítomná.
Během války o španělské dědictví se několikrát změnila kontrola města. Bylo ovládáno jak Habsburky, tak i Bourbony a Angličany s Portugalci. Filip V. Španělský, který po vymření španělské linie Habsburků získal za obrovské ústupky nárok na španělský trůn, vstoupil do hlavního města začátkem prosince roku 1710.
Ve snaze využít výhod polohy Madridu v geografickém středu Španělska se v průběhu 18. století investovalo do silnic vedoucích radiálně z města do celého Španělska. Karel III. Španělský se snažil přeměnit Madrid ve skutečné hlavní město, a to výstavbou kanalizace, pouličního osvětlení a množství památek a kulturních institucí.

### 19. století a počátek 20. století
Během francouzské okupace v květnu 1808 se u Královského paláce začal shromažďovat dav protestující proti francouzskému pokusu vystěhovat zbývající členy bourbonské královské rodiny do Bayonne. Tento plán vyvolal povstání proti francouzským jednotkám, které trvalo jen hodiny. Následné represe byly brutální a mnoho Španělů bylo popraveno. Povstání vedlo k vyhlášení španělské války za nezávislost.
Během období Trienio Liberal došlo k omezení absolutismu Ferdinanda VII. Ten v roce 1823 znovu obnovila francouzská armáda.
Během první poloviny 19. století byli jedinými příslušníky buržoazie obchodníci. Ve druhé polovině století však došlo k rozvoji. Město se definitivně stalo centrem financí a služeb. Objevila se nová průmyslová odvětví. Zavedení železniční dopravy taktéž napomohlo ekonomice města. To se stalo distribučním uzlem. Právě železnice zapříčinila i dostupnost čerstvých ryb namísto nasolených díky rychlejšímu dovozu.
Během první třetiny 20. století se počet obyvatel téměř zdvojnásobil na více než 850 tisíc. Nová předměstí jako Las Ventas, Tetuán či El Carmen se stala domovem nových pracovníků, zatímco Ensanche se stalo čtvrtí střední třídy.

### Druhá republika, občanská válka a frankistický režim

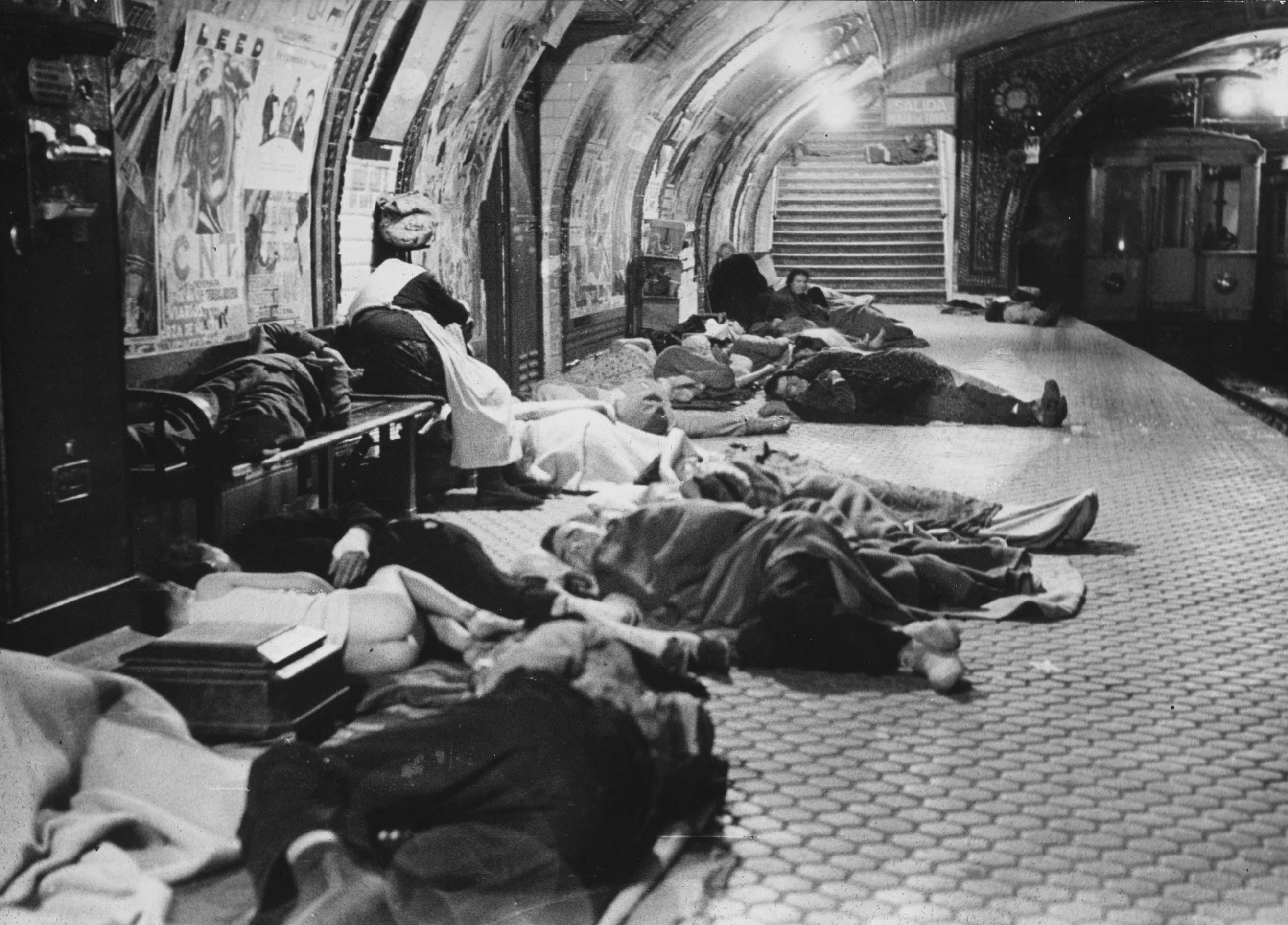
Lidé schovávající se v madridském metru během občanské války

Španělská ústava z roku 1931 byla první, která výslovně stanovila Madrid jako španělské hlavní město. Během třicátých let se Madrid těšil prosperitě, město obývali zejména mladí lidé. Během této doby byly realizovány velké stavební projekty, včetně severního rozšíření bulváru Paseo de la Castellana, který je dodnes jednou z hlavních dopravních tepen metropole. Velmi rostl sektor služeb, včetně oborů bankovnictví, pojišťovnictví a telekomunikací. Míra gramotnosti vzrostla nad 80%.
Vyhlášení republiky naopak zapříčinilo nedostatek bytů. Výstavba dostupného bydlení nedokázala držet krok, politická nestabilita odrazovala od investic do bydlení. Levicoví aktivisté začali vypalovat kláštery.
Madrid byl jedním z nejvíce postižených měst ve španělské občanské válce (1936–1939). Prošel si leteckým bombardováním. V listopadu 1936 se na jeho západních předměstích konala bitva. Město připadlo frankistům v březnu 1939.
Ekonomika poválečného Madridu stála na přídělových kuponech. Masa a ryb byl nedostatek, což zapříčinilo vysokou úmrtnost v důsledku podvýživy. Vzhledem k levicové minulosti Madridu chtěli někteří frankisté přesunout hlavní město (zejména do Sevilly). Tyto plány nebyly nikdy realizovány. Frankův režim totiž zdůrazňoval roli hlavního města během císařského Španělska.
Intenzivní růst počtu obyvatel díky imigraci z venkovských oblastí, vedl k výstavbě velkého množství bytů v okrajových částech města. Zpočátku přistěhovalci obývali provizorní chatrče, kterých bylo až 50 tisíc.
Madrid se územně rozrostl po připojení sousedních obcí. Tím dosáhl současného rozsahu 607 km2. Nově vybudované čtvrti na severozápadě města se staly domovem střední třídy, která se významně rozšířila v důsledku ekonomického rozmachu v 60. letech 20. století. Naopak periferie na jihovýchodě se staly dělnickou oblastí.

### Nedávná historie

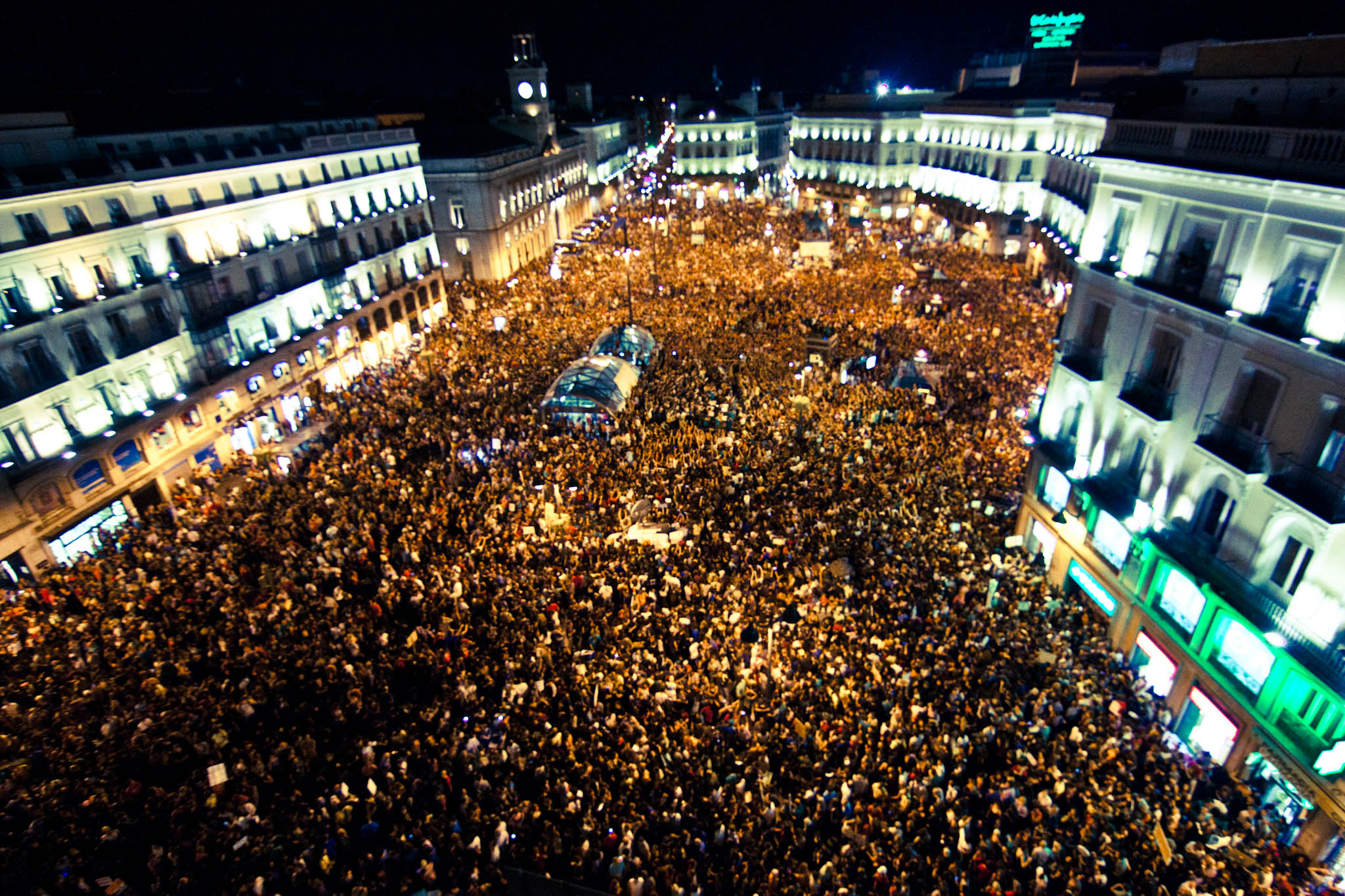
Demonstrace na náměstí Puerta del Sol v roce 2011

Po pádu frankistického režimu potvrdila nová ústava z roku 1978 Madrid jako hlavní město Španělska. Komunální volby v roce 1979 vynesly k moci prvního demokraticky zvoleného starostu Madridu od období druhé republiky.
Madrid byl dějištěm mnoha nejdůležitějších událostí španělského přechodu k demokracii, jako byly masové demonstrace na podporu demokracie po neúspěšném převratu v roce 1981. První demokratičtí starostové patřili k levicové straně PSOE, později jich většina pocházela z řad pravicové PP.
Hlavní město Španělska těžilo z prosperity v 80. a 90. letech 20. století a upevnilo svou pozici důležitého centra na evropském kontinentu. Během mandátu starosty města José María Álvarez del Manzano se postavilo několik dopravních tunelů pod městem. Následující administrativy podaly tři neúspěšné nabídky na letní olympijské hry v letech 2012, 2016 a 2020. Madrid byl centrem protestů proti úsporným opatřením, které propukly ve Španělsku v roce 2011.

## Geografie

### Poloha
| Růžice kompasu | Valladolid (~162 km) | Burgos (~215 km)      | Zaragoza (~273 km) | Růžice kompasu |
| Růžice kompasu | Cáceres (~250 km)    | Sever                 | Valencie (~301 km) | Růžice kompasu |
| Růžice kompasu | Cáceres (~250 km)    | Madrid                | Valencie (~301 km) | Růžice kompasu |
| Růžice kompasu | Cáceres (~250 km)    | Jih                   | Valencie (~301 km) | Růžice kompasu |
| Růžice kompasu | Sevilla (~390 km)    | Ciudad Real (~161 km) | Albacete (~223 km) | Růžice kompasu |

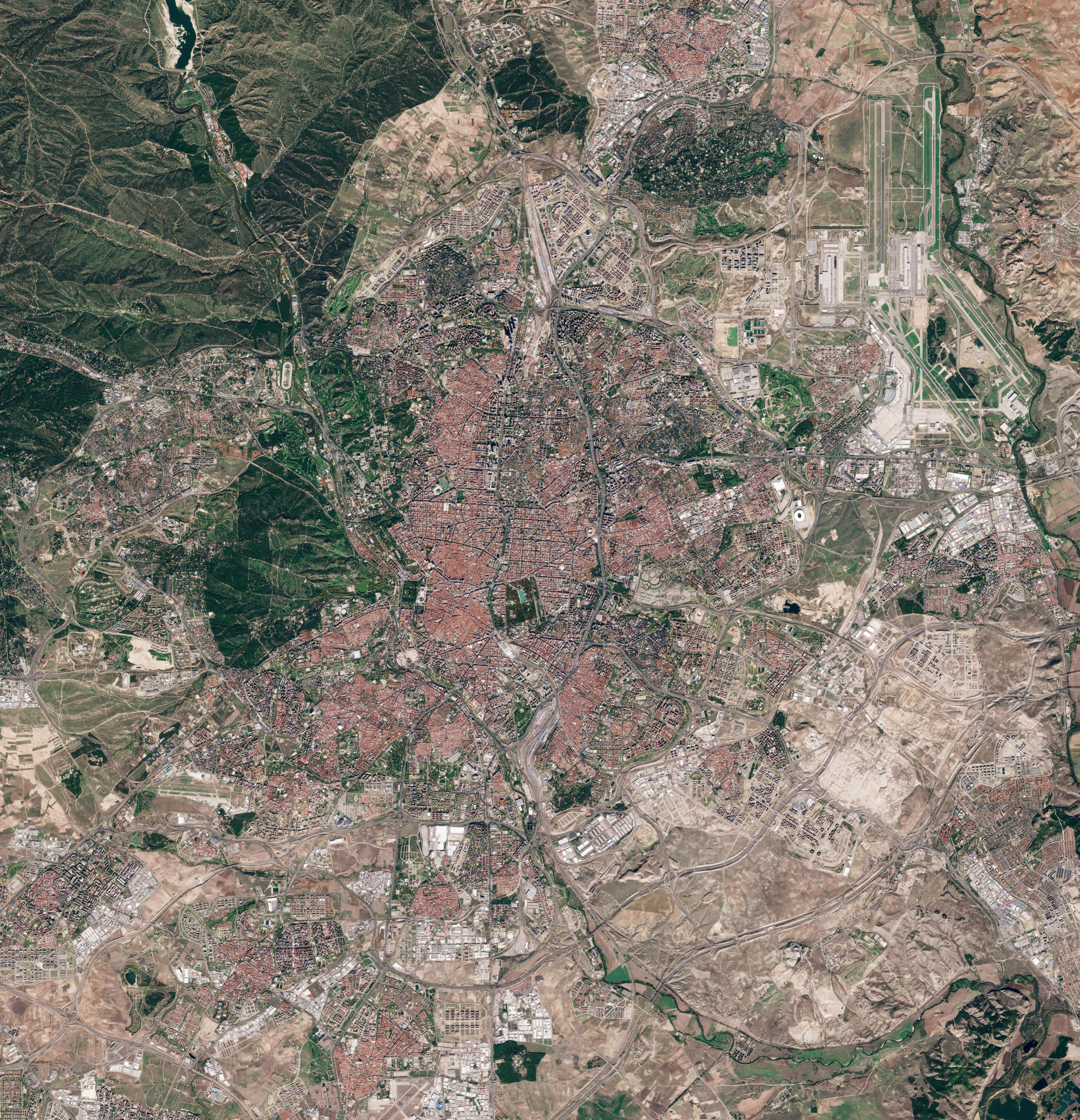
Satelitní snímek Madridu

Topografická mapa Madridu (2012)

Madrid leží ve středu Pyrenejského poloostrova na jihu náhorní plošiny Meseta. 60 km severně od města se rozprostírá pohoří Guadarrama. Město se rozprostírá v povodí řek Jarama a Manzanares, které se vlévají do Taja. S průměrnou nadmořskou výškou 650 metrů je Madrid druhým nejvýše položeným hlavním městem Evropy (po Andorra la Vella). Vlastní město je poměrně členité, nadmořská výška se pohybuje od 700 m na severu do 570 m na jihu města. Monte de El Pardo je zalesněná oblast pokrývající více než čtvrtinu území města. V ní lze navštívit i nejvyšší bod Madridu (843 m).
Nejstarší centrum se nachází na kopcích vedle levého břehu řeky Manzanares. Město se dále rozrůstalo směrem na východ, směrem k údolí Abroñigal, jímž dnes prochází dálnice M30. Město se také rozrostlo díky začlenění sousedních sídel včetně těch na jihozápadě na pravém břehu Manzanares.

### Klima
Dle Köppenovy klasifikace má západní polovina Madridu středomořské klima s horkými léty (Csa) přecházející do studeného stepního klimatu (Bsk) ve východní polovině. Celkově je silně ovlivněno městskými podmínkami.
Zimy jsou chladné hlavně díky vysoké nadmořské výšce a vzdálenosti od moře, které zmírňuje teplotní rozdíly. Většinou bývá slunečno, mezi prosincem a únorem se může vyskytnout déšť, ojediněle i sněžení. Mrazy a chladnější teploty jsou zejména během noci a rána, kdy do města vanou studené větry z okolních hor.
Léta jsou horká a slunečná, v nejteplejším měsíci, červenci, se průměrné denní teploty pohybují okolo 26 °C. Maxima běžně převyšují 35 °C a ojediněle až 40 °C během vln veder. Vzhledem k suchému klimatu a nadmořské výšce je vlhkost nízká. Teplotní rozdíly bývají vysoké, zejména během slunečných zimních dnů, kdy teplota odpoledne stoupá a po setmění rychle klesne. Madrid patří mezi nejslunnější hlavní města v Evropě.
14. srpna 2021 padl rekord, teplota dosahovala až 40,7 °C. Nejnižší, -10,1 °C, byla dne 16. ledna 1945. Na letišti ve východní části města činila nejvyšší zaznamenaná teplota 42,2 °C. Tento rekord je ze dne 24. července 1995. Nejnižší zaznamenaná teplota je ze stejného dne jako ve městě, ale na letišti klesla až na −15,3 °C. Od 7. ledna do 9. ledna 2021 během bouře Filomena napadlo v Madridu nejvíce sněhu od roku 1904, kdy se začal tento údaj zaznamenávat. Španělská meteorologická agentura ohlásila, že se ve městě nahromadilo 50 až 60 cm sněhu.
Nejvíce prší na podzim a na jaře. Atény a právě Madrid mají nejmenší roční úhrn srážek z evropských hlavních měst. Během léta jsou srážky vzácné, během sezóny dojde asi ke dvěma přeháňkám nebo bouřkám. Roční úhrn tedy přesahuje jen 400 mm.
| Madrid, park El Retiro 1981-2010, rekordy 1920-dnes – podnebí | Madrid, park El Retiro 1981-2010, rekordy 1920-dnes – podnebí | Madrid, park El Retiro 1981-2010, rekordy 1920-dnes – podnebí | Madrid, park El Retiro 1981-2010, rekordy 1920-dnes – podnebí | Madrid, park El Retiro 1981-2010, rekordy 1920-dnes – podnebí | Madrid, park El Retiro 1981-2010, rekordy 1920-dnes – podnebí | Madrid, park El Retiro 1981-2010, rekordy 1920-dnes – podnebí | Madrid, park El Retiro 1981-2010, rekordy 1920-dnes – podnebí | Madrid, park El Retiro 1981-2010, rekordy 1920-dnes – podnebí | Madrid, park El Retiro 1981-2010, rekordy 1920-dnes – podnebí | Madrid, park El Retiro 1981-2010, rekordy 1920-dnes – podnebí | Madrid, park El Retiro 1981-2010, rekordy 1920-dnes – podnebí | Madrid, park El Retiro 1981-2010, rekordy 1920-dnes – podnebí | Madrid, park El Retiro 1981-2010, rekordy 1920-dnes – podnebí |
| Období | leden                                                         | únor                                                          | březen                                                        | duben                                                         | květen                                                        | červen                                                        | červenec                                                      | srpen                                                         | září                                                          | říjen                                                         | listopad                                                      | prosinec                                                      | rok                                                           |
| --- | ------------------------------------------------------------- | ------------------------------------------------------------- | ------------------------------------------------------------- | ------------------------------------------------------------- | ------------------------------------------------------------- | ------------------------------------------------------------- | ------------------------------------------------------------- | ------------------------------------------------------------- | ------------------------------------------------------------- | ------------------------------------------------------------- | ------------------------------------------------------------- | ------------------------------------------------------------- | ------------------------------------------------------------- |
| Nejvyšší teplota [°C] | 19,9                                                          | 22,0                                                          | 26,7                                                          | 30,1                                                          | 35,5                                                          | 40,7                                                          | 39,7                                                          | 40,6                                                          | 38,9                                                          | 30,0                                                          | 22,7                                                          | 18,6                                                          | 40,7                                                          |
| Průměrné denní maximum [°C] | 9,8                                                           | 12,0                                                          | 16,3                                                          | 18,2                                                          | 22,2                                                          | 28,2                                                          | 32,1                                                          | 31,3                                                          | 26,4                                                          | 19,4                                                          | 13,5                                                          | 10,0                                                          | 20,0                                                          |
| Průměrná teplota [°C] | 6,3                                                           | 7,9                                                           | 11,2                                                          | 12,9                                                          | 16,7                                                          | 22,2                                                          | 25,6                                                          | 25,1                                                          | 20,9                                                          | 15,1                                                          | 9,9                                                           | 6,9                                                           | 15,1                                                          |
| Průměrné denní minimum [°C] | 2,7                                                           | 3,7                                                           | 6,2                                                           | 7,7                                                           | 11,3                                                          | 16,1                                                          | 19,0                                                          | 18,8                                                          | 15,4                                                          | 10,7                                                          | 6,3                                                           | 3,6                                                           | 10,1                                                          |
| Nejnižší teplota [°C] | −10,1                                                         | −9,1                                                          | −5,1                                                          | −1,6                                                          | 0,6                                                           | 4,4                                                           | 8,5                                                           | 9,2                                                           | 4,0                                                           | −0,4                                                          | −3,4                                                          | −9,2                                                          | −10,1                                                         |
| Průměrné srážky [mm] | 33                                                            | 35                                                            | 25                                                            | 45                                                            | 51                                                            | 21                                                            | 12                                                            | 10                                                            | 22                                                            | 60                                                            | 58                                                            | 51                                                            | 423                                                           |
| Slunečných hodin | 149                                                           | 158                                                           | 211                                                           | 230                                                           | 268                                                           | 315                                                           | 355                                                           | 332                                                           | 259                                                           | 199                                                           | 144                                                           | 124                                                           | 2 744                                                         |
| Zdroj: https://www.aemet.es/es/conocermas/recursos_en_linea/publicaciones_y_estudios/publicaciones/detalles/guia_resumida_2010, https://www.aemet.es/es/web/serviciosclimaticos/datosclimatologicos/valoresclimatologicos?l=3195&k=mad |                                                               |                                                               |                                                               |                                                               |                                                               |                                                               |                                                               |                                                               |                                                               |                                                               |                                                               |                                                               |                                                               |

## Obyvatelstvo

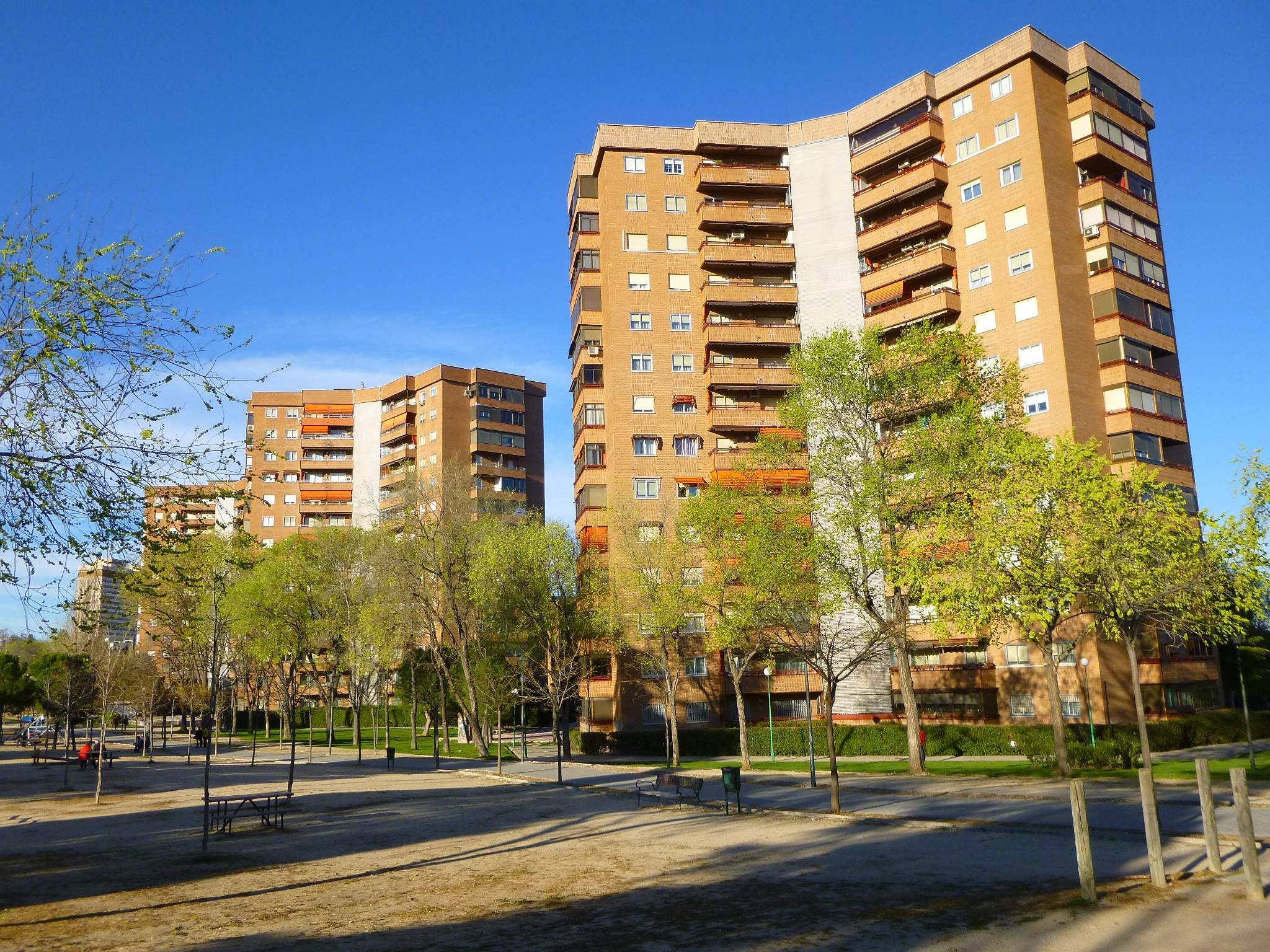
Obytné domy na jihu města

V lednu 2020 žilo v Madridu, hlavním městě Španělska, 3 345 894 registrovaných obyvatel. Rozloha města dosahuje 604,3 kilometrů čtverečních, hustota zalidnění tedy činí asi 5 337 obyvatel na kilometr čtverečný. Madrid je nejlidnatější španělské město a druhé nejlidnatější v Evropské unii.
Počet obyvatel Madridu se od poloviny 16. století, kdy se město stalo metropolí Španělska, zvýšil a od 70. let 20. století se obyvatelstvo ustálilo na přibližně 3 milionech.
Od roku 1970 do poloviny 90. let počet obyvatel klesal. Tento jev, který zasáhl i další evropská města, byl částečně způsoben růstem satelitních předměstí na úkor centra města. K tomu docházelo i v období pomalého ekonomického růstu.
Počet obyvatel začal opět koncem 90. let 20. století a začátkem 0. let 21. století. Hlavní příčinou byla imigrace díky vysokému hospodářskému růstu. Podle údajů ze sčítání lidu vzrostl počet obyvatel města mezi lety 2001 a 2005 o 271 856 lidí.
V roce 2017 bylo ve městě registrováno 29 032 porodů, narodilo se 14 916 chlapců a 14 116 dívek. Průměrný věk matek byl 33 let. Matky mezi 35 a 40 lety, ty porodily 34% z celkového počtu dětí. Následující skupinou jsou matky mezi 30 a 35 lety se zastoupením 32% a matky mezi 25 a 30 lety s 13%. Matky nad 40 let tvořily 12 % a matky do 25 let 8 %. 45 % matek nebylo v době porodu vdané.
Madridské společenství je regionem EU s nejvyšší průměrnou délkou života při narození. Ta v roce 2016 činila 82,2 let u mužů a 87,8 let u žen.

### Migrace a národnosti
Hlavní město Španělska přilákalo město mnoho přistěhovalců z celého světa. Většina pochází ze zemí latinské Ameriky. V roce 2020 se přibližně 76 % registrovaných obyvatel narodilo ve Španělsku. Dvě třetiny přistěhovalců se narodily v Americe, zbylá třetina v evropských, asijských či afrických zemích.
Od roku 2019 jsou nejrychleji rostoucí skupinou přistěhovalců Venezuelané.
Podle sčítání lidu z roku 2019 činí celková populace zahraničních přistěhovalců 462 343 obyvatel, což představuje 14,1 % z celkového počtu. Obvody s největším zastoupením imigrantů jsou Centro s 22,84 %, Usera s 22,07 %, Villaverde s 19,59 % a Carabanchel s 19,37 %. Naopak okresy s nejnižším zastoupením imigrantů jsou Retiro s 7,75 %, Fuencarral-El Pardo s 8,50 %, Moratalaz s 9,36 % a Barajas s 9,45 %.

### Náboženství
Většina obyvatel Madridu jsou římskokatoličtí křesťané. Město je také sídlem římskokatolické arcidiecéze madridské. V průzkumu z roku 2011, který provedla InfoCatólica, se 63,3 % obyvatel Madridu všech věkových kategorií označilo za katolíky.
V průzkumu Centro de Investigaciones Sociológicas (CIS) z roku 2019 se ve vzorku 469 respondentů označilo 20,7 % jako praktikující katolíci, 45,8 % jako nepraktikující katolíci, 3,8 % jako věřící jiného náboženství, 11,1 % jako agnostici, 3,6 % jako lhostejní k náboženství a 12,8 % jako ateisté. Zbývajících 2,1 % dotazovaných své náboženské přesvědčení neuvedlo.

## Správa

### Místní správa

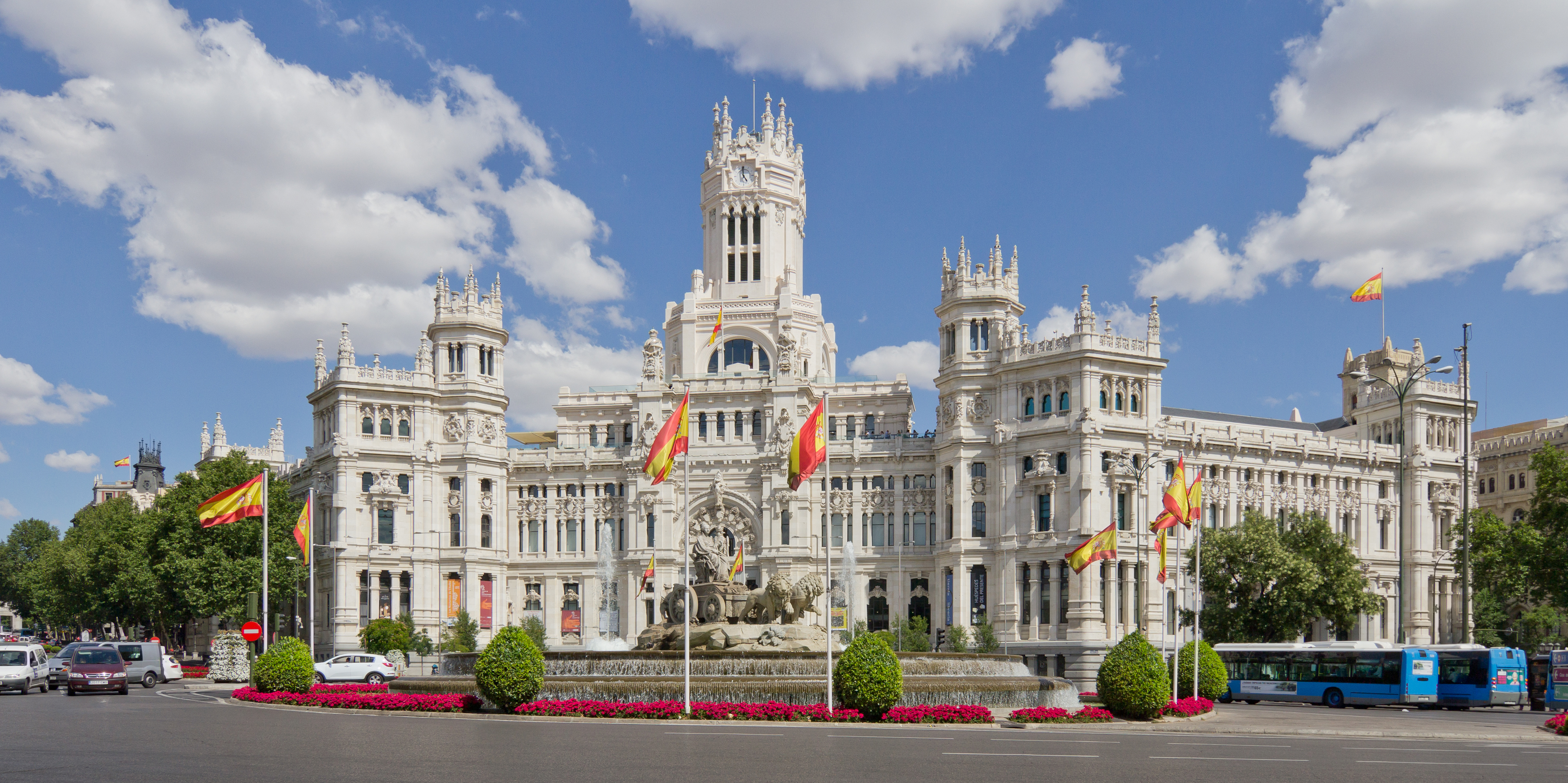
Madridská radnice

Městská rada (Ayuntamiento de Madrid) je orgánem odpovědným za správu obce. Tvoří jej plénum (Pleno), starosta (alcalde) a Vládní rada (Junta de Gobierno de la Ciudad de Madrid).
Plénum slouží jako orgán reprezentace občanů. Jeho 57 členů je voleno na čtyřleté funkční období. Mezi úkoly pléna patří: fiskální záležitosti, schvalování rozpočtu, volba starosty, schvalování a upravování vyhlášek a nařízení, řízení městských služeb, účast v meziobecních organizacích apod.
Plénu předsedá starosta, nejvyšší představitel města. Starosta je pověřen navrhovat vyhlášky, řídit činnost ostatních orgánů a řídit výkonnou obecní správu. Je odpovědný plénu a je také oprávněný jeho jednání předsedat, i když tuto odpovědnost může přenechat jinému zastupiteli. Od roku 2019 je starostou José Luis Martínez-Almeida, člen Lidové strany.
Vládní rada se skládá ze starosty, místostarostů a řady radních, kteří přebírají portfolia pro různé správní oblasti. Všechny tyto funkce zastávají obecní zastupitelé.
Jako radnice slouží od roku 2007 Palacio de Cibeles (Palác komunikací).

### Administrativní dělení

Madridské obvody

Madrid je administrativně rozdělen do 21 obvodů (distritos), které se dále dělí do 131 čtvrtí (barrios).
1. Centro: Palacio (11), Embajadores (12), Cortes (13), Justicia (14), Universidad (15), Sol (16)
2. Arganzuela: Imperial (21), Las Acacias (22), La Chopera (23), Legazpi (24), Las Delicias (25), Palos de Moguer (26), Atocha (27)
3. Retiro: Pacífico (31), Adelfas (32), Estrella (33), Ibiza (34), Jerónimos (35), Niño Jesús (36)
4. Salamanca: Recoletos (41), Goya (42), Fuente del Berro (43), Guindalera (44), Lista (45), Castellana (46)
5. Chamartín: El Viso (51), Prosperidad (52), Ciudad Jardín (53), Hispanoamérica (54), Nueva España (55), Castilla (56)
6. Tetuán: Bellas Vistas (61), Cuatro Caminos (62), Castillejos (63), Almenara (64), Valdeacederas (65), Berruguete (66)
7. Chamberí: Gaztambide (71), Arapiles (72), Trafalgar (73), Almagro (74), Ríos Rosas (75), Vallehermoso (76)
8. Fuencarral – El Pardo: El Pardo (81), Fuentelarreina (82), Peñagrande (83), Barrio del Pilar (84), La Paz (85), Valverde (86), Mirasierra (87), El Goloso (88)
9. Moncloa – Aravaca: Casa de Campo (91), Argüelles (92), Ciudad Universitaria (93), Valdezarza (94), Valdemarín (95), El Plantío (96), Aravaca (97)
10. Latina: Los Cármenes (101), Puerta del Ángel (102), Lucero (103), Aluche (104), Campamento (105), Cuatro Vientos (106), Las Águilas (107)
11. Carabanchel: Comillas (111), Opañel (112), San Isidro (113), Vista Alegre (114), Puerta Bonita (115), Buenavista (116), Abrantes (117)
12. Usera: Orcasitas (121), Orcasur (122), San Fermín (123), Almendrales (124), Moscardó (125), Zofío (126), Pradolongo (127)
13. Puente de Vallecas: Entrevías (131), San Diego (132), Palomeras Bajas (133), Palomeras Sureste (134), Portazgo (135), Numancia (136)
14. Moratalaz: Pavones (141), Horcajo (142), Marroquina (143), Media Legua (144), Fontarrón (145), Vinateros (146)
15. Ciudad Lineal: Ventas (151), Pueblo Nuevo (152), Quintana (153), La Concepción (154), San Pascual (155), San Juan Bautista (156), Colina (157), Atalaya (158), Costillares, Pinar de Chamartín (159)
16. Hortaleza: Palomas (161), Piovera (162), Canillas (163), Pinar del Rey (164), Apóstol Santiago (165), Valdefuentes (166)
17. Villaverde: San Andrés (171), San Cristóbal (172), Butarque (173), Los Rosales (174), Los Ángeles (175)
18. Villa de Vallecas: Casco Histórico de Vallecas (181), Santa Eugenia (182), Ensanche de Vallecas (183)
19. Vicálvaro: Casco Histórico de Vicálvaro (191), Ambroz (192), Valderrivas (193), El Cañareval (194)
20. San Blas – Canillejas: Simancas (201), Hellín (202), Amposta (203), Arcos (204), Rosas (205), Rejas (206), Canillejas (207), Salvador (208)
21. Barajas: Alameda de Osuna (211), Aeropuerto (212), Casco Histórico de Barajas (213), Timón (214), Corralejos (215)

### Partnerská města
- Abú Zabí, Spojené arabské emiráty
- Asunción, Paraguay
- Bělehrad, Srbsko
- Berlín, Německo
- Bogota, Kolumbie
- Budapešť, Maďarsko
- Buenos Aires, Argentina
- Brusel, Belgie
- Bordeaux, Francie
- Caracas, Venezuela
- Corrientes, Argentina
- Ciudad de Guatemala, Guatemala
- Havana, Kuba
- Jerevan, Arménie
- La Paz, Bolívie
- Lima, Peru
- Lisabon, Portugalsko
- Managua, Nikaragua
- Manila, Filipíny
- Ciudad de México, Mexiko
- Montevideo, Uruguay
- Moskva, Rusko
- Nuakšott, Mauritánie
- Miami, Spojené státy americké
- Minsk, Bělorusko
- New York, Spojené státy americké
- Panamá, Panama
- Paříž, Francie
- Peking, Čína
- Praha, Česko
- Priština, Kosovo
- Quito, Ekvádor
- Rabat, Maroko
- Rio de Janeiro, Brazílie
- Řím, Itálie
- San José, Kostarika
- San Juan, Portoriko
- San Salvador, Salvador
- Sarajevo, Bosna a Hercegovina
- Santiago de Chile, Chile
- Santo Domingo, Dominikánská republika
- Sofie, Bulharsko
- Tirana, Albánie
- Tripolis, Libye
- Tegucigalpa, Honduras
- Varšava, Polsko

### Regionální hlavní město
Madrid je hlavním městem Madridského společenství. To má vlastní legislativu a má širokou škálu kompetencí v oblastech, jako jsou sociální výdaje, zdravotnictví a školství. Sídlo regionálního parlamentu, se nachází v obvodu Puente de Vallecas. Regionální vláda sídlí v Královském domě pošty v samém centru města, na náměstí Puerta del Sol.

### Hlavní město
Madrid je hlavním městem Španělska. Španělský král, hlava státu, má oficiální sídlo v paláci Zarzuela. Hlavním sídlem je však Královský palác v Madridu, který však nyní slouží jen pro důležité události.V Madridu také sídlí španělská vláda, která se setkává v paláci Moncloa. Předseda vlády, premiér, má ve městě rovněž svou oficiální rezidenci. V metropolí také sídlí kanceláře ministerstev. Kromě toho zde sídlí dolní a horní komora španělského parlamentu, Kongres poslanců sídlí v Palacio de las Cortes a Senát Španělska sídlí v Palacio del Senado.

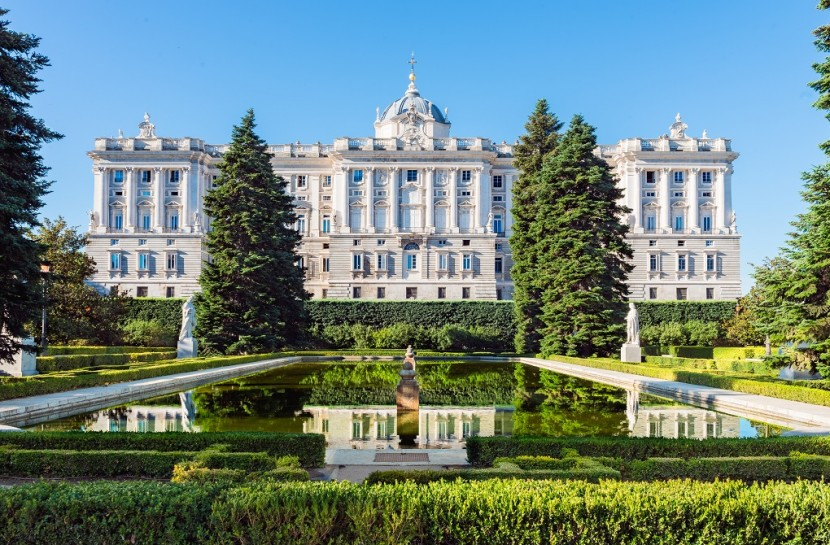
Královský palác v Madridu
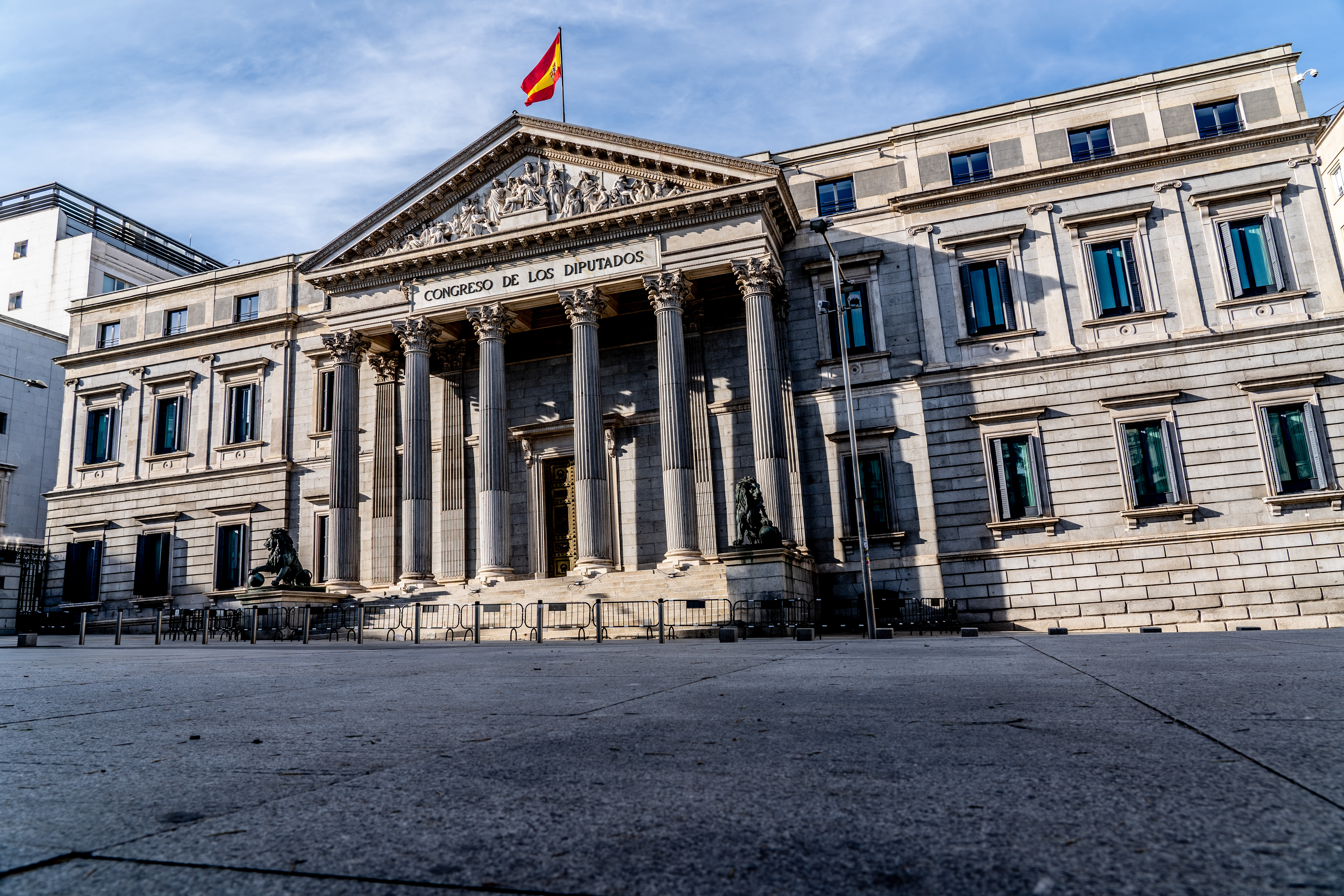
Palacio de las Cortes, sídlo Kongresu poslanců
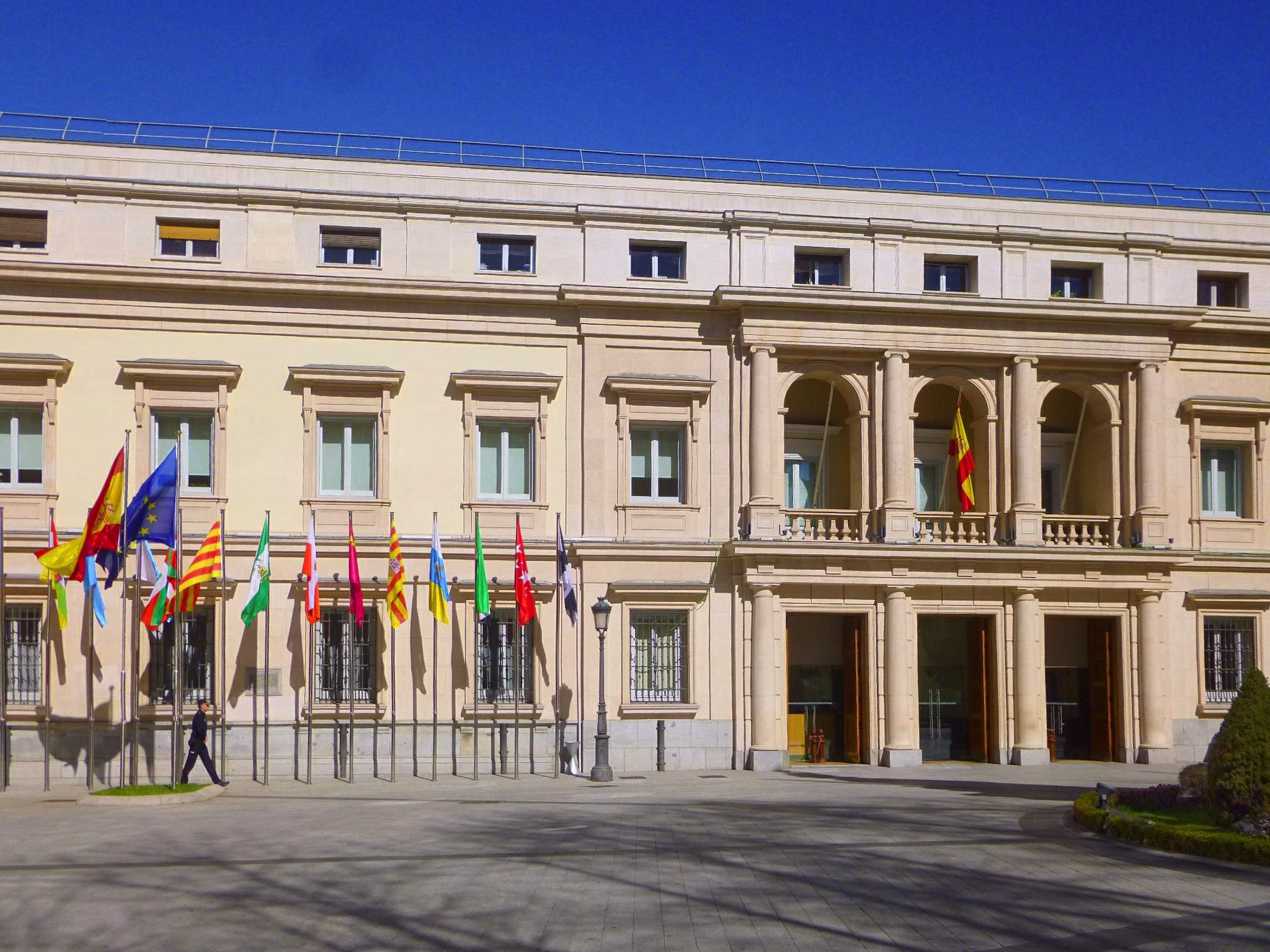
Palacio del Senado, sídlo Senátu Španělska
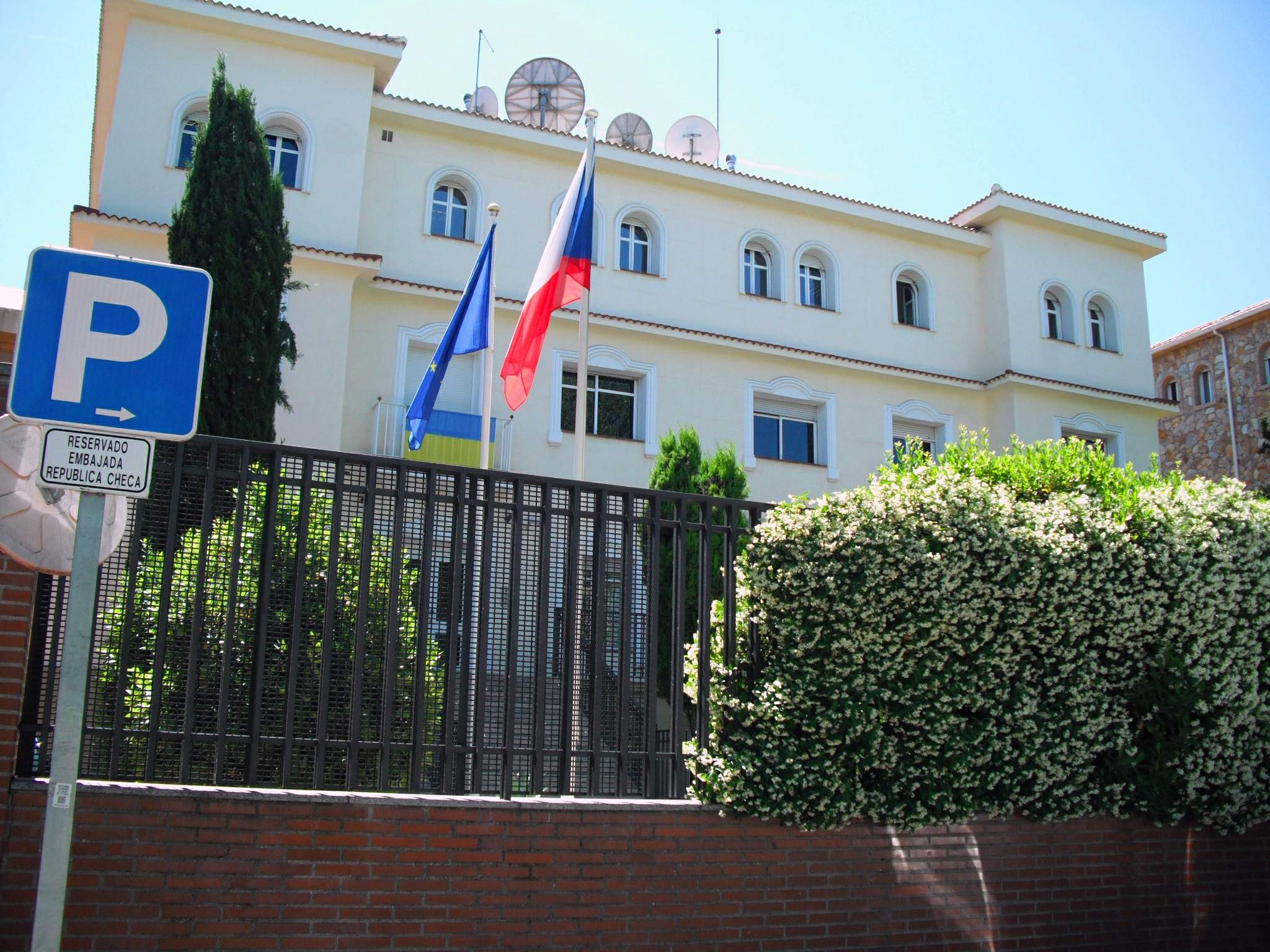
Velvyslanectví České republiky v Madridu

## Ekonomika

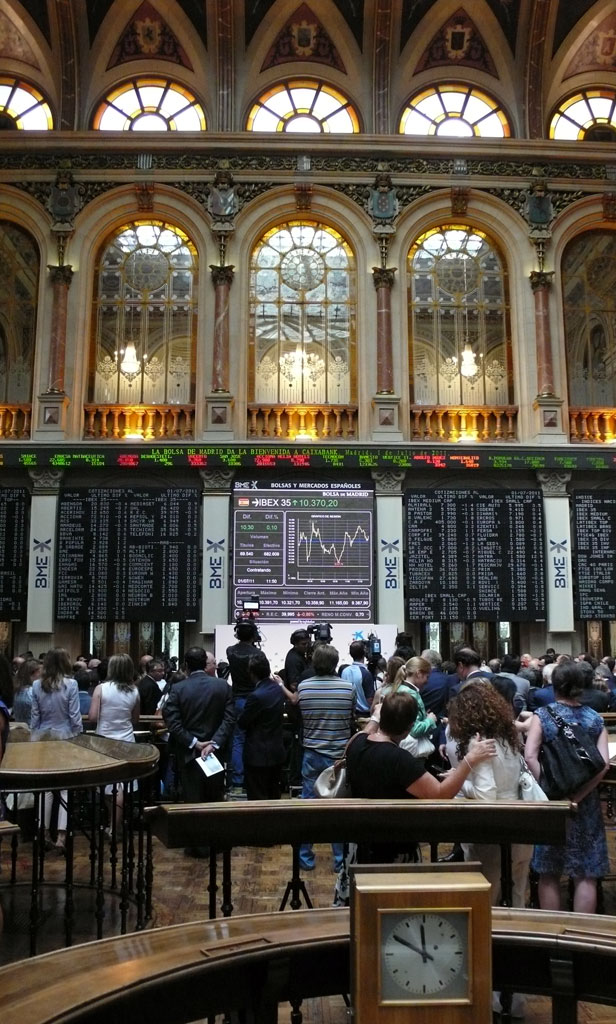
Madridská burza

Madrid je 5. nejvýznamnější obchodní centrum v Evropě (po Londýně, Paříži, Frankfurtu nad Mohanem a Amsterdamu) a 11. nejdůležitějším na světě. Z hlediska tvorby webových stránek je španělská metropole na špici ze všech španělsky mluvících měst.

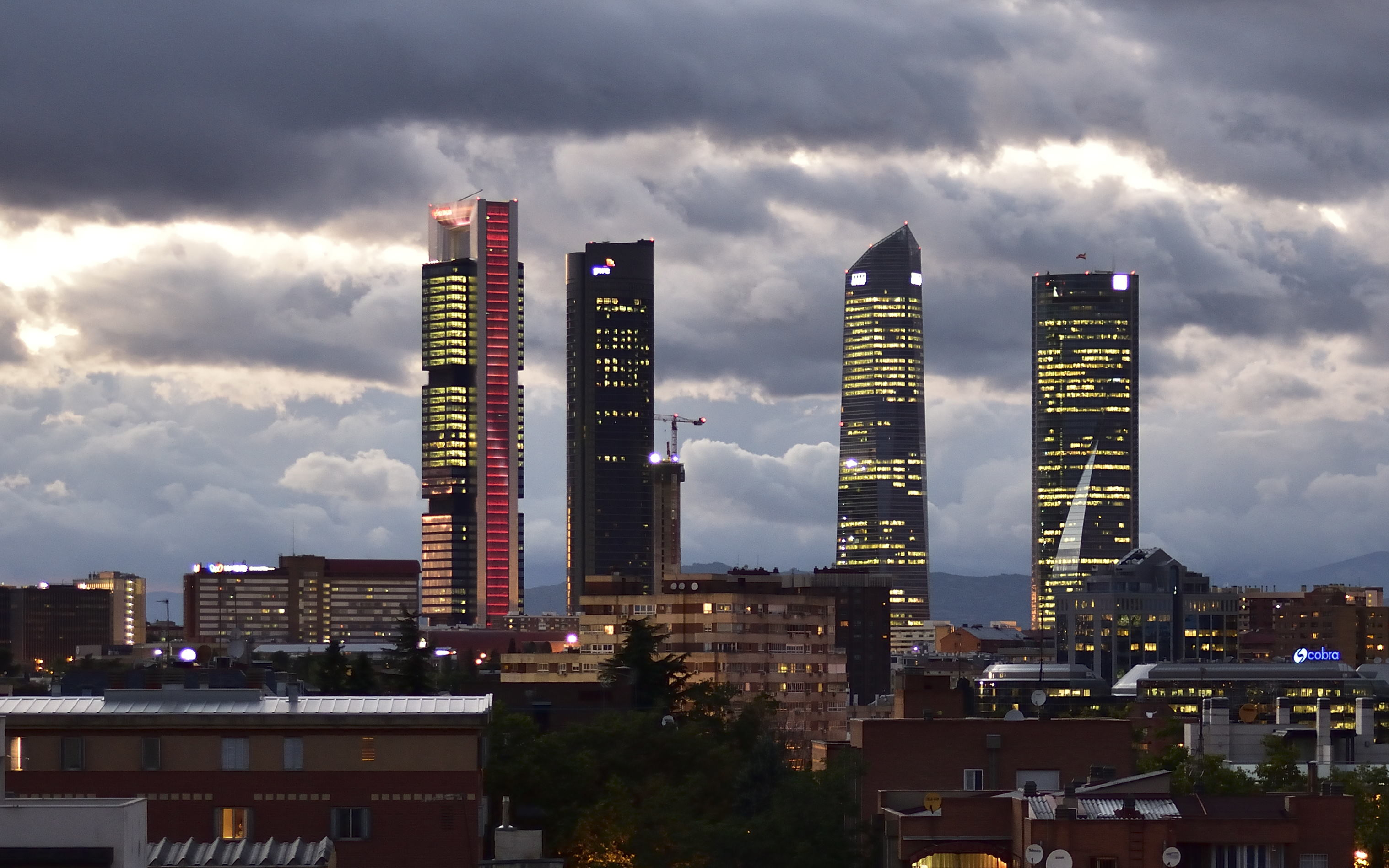
Cuatro Torres Business Area

HDP Madridského společenství, regionu zahrnujícího město a okolní obce, v roce 2017 činilo 220 miliard eur, což odpovídalo 33 800 eur na obyvatele. V roce 2011 bylo HDP na obyvatele v Madridu 74 % nad celostátním průměrem a 70 % nad průměrem členských států Evropské unie. Navzdory tomu bylo 11 % pod průměrem 10 největších měst EU. Přestože zde bydlí jen něco málo přes 50 % obyvatel Madridského společenství, město vytváří 65,9 % HDP této provincie. Po recesi, která začala v letech 2007 a 2008, probíhalo ekonomické oživování do roku 2014, poté se ekonomika opět vrátila k růstu.
Ekonomika Madridu se stále více zaměřuje na sektor služeb. V roce 2011 se služby na přidané hodnotě podílely z 85,9 %, průmysl ze 7,9 % a stavebnictví z 6,1 %. Přesto Madrid zaujímá pozici druhého průmyslového centra Španělska po Barceloně. Specializuje se zejména na výrobu špičkových technologií.
V roce 2011 činila míra nezaměstnanosti 15,8 % , což je nižší než španělský průměr. Mezi mladými lidmi ve věku 16–24 let byla míra nezaměstnanosti 39,6 %. Nezaměstnanost dosáhla vrcholu 19,1 % v roce 2013, ale se začátkem hospodářského oživení v roce 2014 začala míra nezaměstnanosti opět klesat. Ve druhém čtvrtletí roku 2018 dosahovala míra nezaměstnanosti 10,06 %. Stále větší podíl lidí pracuje v sektoru služeb, v roce 2011 činila zaměstnanost v tomto sektoru 86 % oproti 74 % v celém Španělsku. 41 % ekonomicky aktivních lidí v Madridu jsou vysokoškoláci oproti 24 % ve Španělsku jako celku.

### Historie hospodářství
Poté, co se Madrid v 16. století stal hlavním městem Španělska, byl spíše centrem spotřeby než výroby a obchodu. Ekonomická činnost z velké části spočívala na zásobování rychle rostoucího města, včetně královské rodiny a vlády. Vznikaly společnosti v oblastech bankovnictví a vydavatelství.
Španělská národní banka je jednou z nejstarších evropských centrálních bank. Založena byla v roce 1782 pod názvem Banco National de San Carlos. V roce 1829 byla přejmenována na Banco Español de San Fernando a v roce 1856 na současný název Banco de España. Její sídlo se nachází na ulici Calle de Alcalá. Madridská burza cenných papírů byla slavnostně otevřena 20. října 1831. Jejím srovnávacím indexem je IBEX 35.
Až do 20. století se průmyslový sektor ve velkém nevyvinul, ale později se začala rychle rozrůstat, zejména během španělského ekonomického zázraku v 60. letech 20. století ke konci Francova režimu. Ekonomika města se tehdy soustředila na výrobní průmysl, konkrétně průmyslová odvětví související s motorovými vozidly, letadly, chemikáliemi, elektronickými zařízeními, léčivy, potravinami, tištěnými materiály a koženým zbožím.
Průmyslový sektor se postupně značně rozšířil a diverzifikoval, díky čemuž se Madrid stal druhým průmyslovým centrem ve Španělsku. Ekonomice města však nyní stále více dominuje sektor služeb. Akciový trh v Madridu je třetím největším akciovým trhem v Evropě. Index IBEX 35 vyhodnocuje akcie 35 nejcennějších společností právě na madridské burze.

### Média

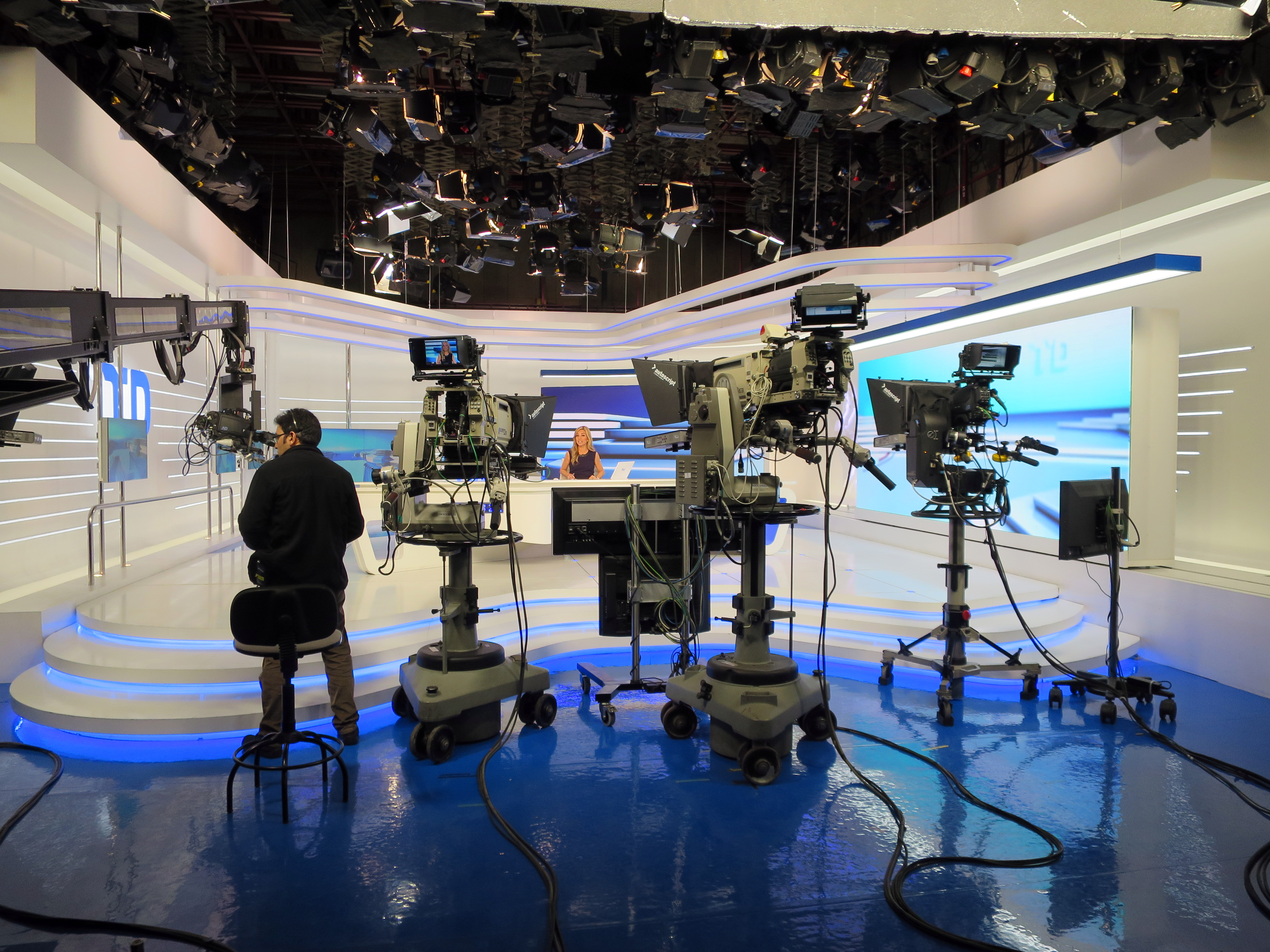
Studia RTVE

Madrid je důležitým centrem filmové a televizní produkce, která je distribuována po celém španělsky mluvícím světě i mimo něj. Madrid je často vnímán jako vstupní bod na evropský mediální trh pro latinskoamerické mediální společnosti a naopak jako vstupní bod na latinskoamerické trhy pro evropské společnosti. V Madridu sídlí společnosti jako Radiotelevisión Española, Atresmedia, Mediaset España Comunicación a Movistar+. Ty produkují četné filmy, televizní pořady a televizní seriály, které jsou celosvětově distribuovány na různých platformách. Od roku 2018 také existuje madridské produkční centrum Netflixu. V roce 2019 zaměstnával filmový a televizní průmysl v Madridu 19 000 lidí (44 % lidí ve Španělsku pracujících v tomto odvětví).
RTVE, veřejnoprávní španělská rozhlasová a televizní společnost, sídlí v Madridu. Zde také sídlí vedení jednotlivých stanic (La 1, La 2, Clan, Teledeporte, 24h, TVE Internacional, Radio Nacional de España), Skupina Atresmedia sídlí v nedalekém městě San Sebastián de los Reyes. Největší společnost zabývající ve Španělsku zabývající se mediální produkcí Mediaset España Comunicación sídlí v obvodu Fuencarral-El Pardo. Podíl sledovanosti kanálů těchto největších třech společnosti činí 80 %.
V Madridu také sídlí většina internetových a tištěných médií ve Španělsku. Redakce mnohých časopisů a publikací také sídlí ve španělské metropoli. Jako příklad lze uvést El País, El Mundo, La Razón, Marca, ¡Hola!, Diario AS, El Confidencial a Cinco Días. Španělská mezinárodní tisková agentura EFE sídlí v Madridu od svého založení v roce 1939. Druhou španělskou tiskovou agenturou je soukromá Europa Press, založená roku 1953.

### Cestovní ruch

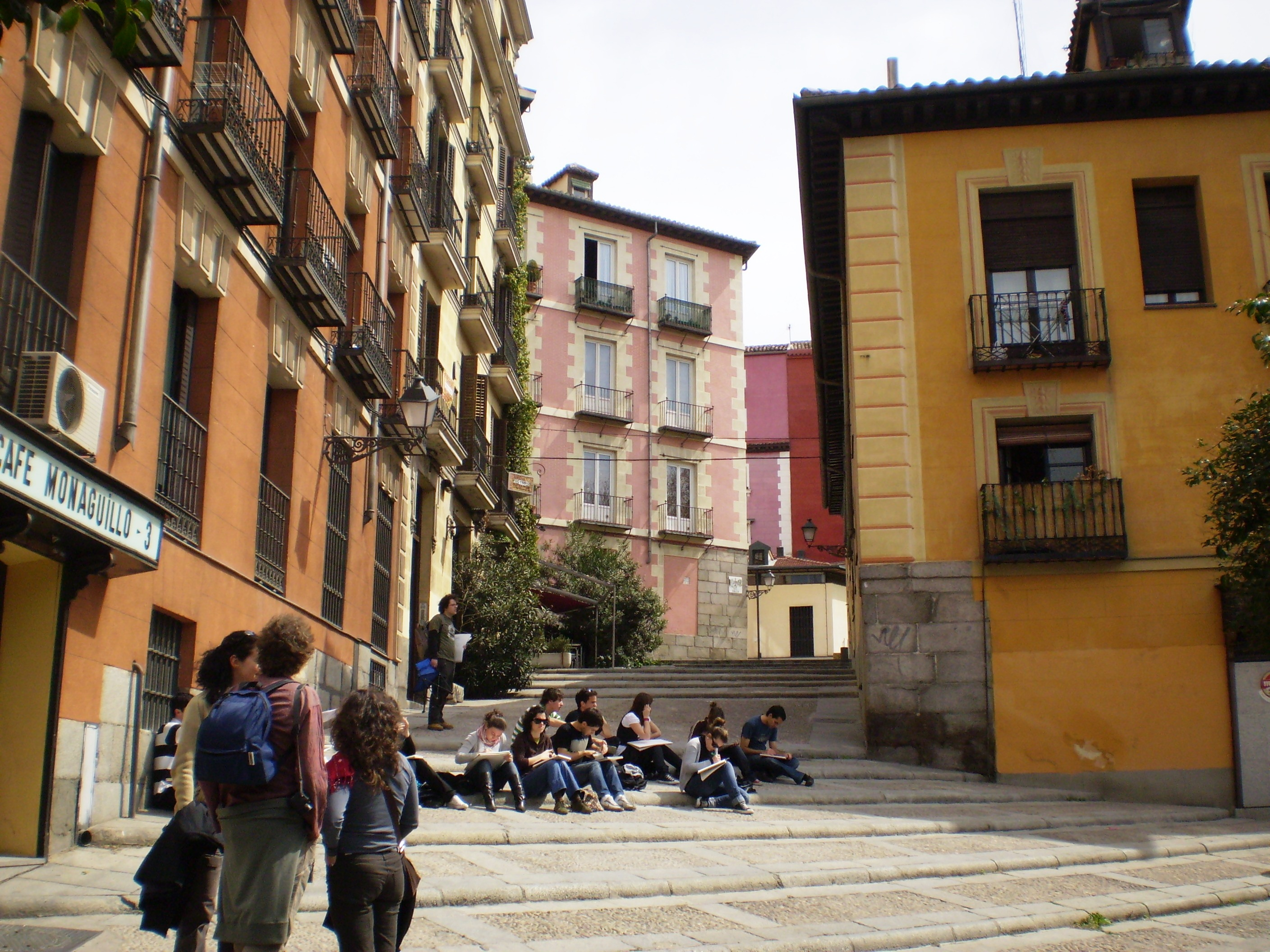
Madrid de los Asturias, část města s domy z éry Habsburků

Madrid je sídlem Světové organizace cestovního ruchu (UNWTO) a Mezinárodního veletrhu cestovního ruchu (FITUR).
V roce 2018 město navštívilo 10,21 milionu turistů. 53,3 % z nich pocházelo ze zahraničí. Největší podíl zahraničních turistů pochází ze Spojených států amerických, které jsou následovány Itálií, Francií, Spojeným královstvím a Německem. V roce 2018 ve městě fungovalo 793 hotelů s kapacitou 85 418 míst ve 43 816 pokojích. K roku 2018 v Madridu působilo také 20 217 turistických apartmánů.
Nejnavštěvovanějším muzeem bylo Muzeum královny Sofie se 3,8 miliony návštěvníky v roce 2018. Do tohoto čísla jsou započítány všechny tři pobočky. Museo del Prado tentýž rok přivítalo 2,8 milionu návštěvníků a Muzeum Thyssenů-Bornemiszů přes 900 tisíc návštěvníků.
Po roce 2010 vedl nárůst turistických bytů v centru města ke zvýšení cen nájemného, což vytlačilo místní obyvatele z centra města. Většina turistických apartmánů v Madridu (50–54 %) se nachází ve obvodu Centro. Ve čtvrti Sol (část obvodu Centro) slouží 3 z 10 domů jako apartmány a 2 z 10 jsou uvedeny v nabídce na Airbnb. V dubnu 2019 schválilo zastupitelstvo plán, který měl v úmyslu tuto praxi regulovat a výrazně omezit počet turistických apartmánů. Norma prosadila požadavek na samostatný přístup do těchto bytů z ulice. Po změně vládnoucí koalice v červnu 2019 však nová městská správa plánuje nařízení zrušit.

### Kvalita života
V žebříčku Quality of living city od konzultační společnosti Mercer z roku 2019 se Madrid umístil na 46. místě ze světových měst. V samotném Španělsku ho o tři pozice předstihla katalánská Barcelona.
Průměrné příjmy domácností jsou 12 % nad španělským průměrem. Podíl osob ohrožených chudobou v roce 2010 činil 15,6 %, což je více než 13,0 % v roce 2006. Tato čísla jsou však nižší průměr v celém Španělsku, který dosahuje 21,8 %. Podíl obyvatel klasifikovaných jako bohatí byl 43,3 %, což je mnohem více než v celém Španělsku, kde tato míra činila 28,6 %.
Spotřeba obyvatel Madridu byla negativně ovlivněna rušením pracovních míst a úspornými opatřeními, včetně zvýšení daně z obratu z 8 % na 21 % v roce 2012.
Přestože ceny rezidenčních nemovitostí od roku 2007 klesly o 39 %, průměrná cena obytných prostor v roce 2014 činila 2 375,6 eur za metr čtverečný. V seznamu 22 evropských metropolí jsou tedy madridské nemovitosti druhé nejdražší (po těch londýnských).

## Doprava

### Silniční

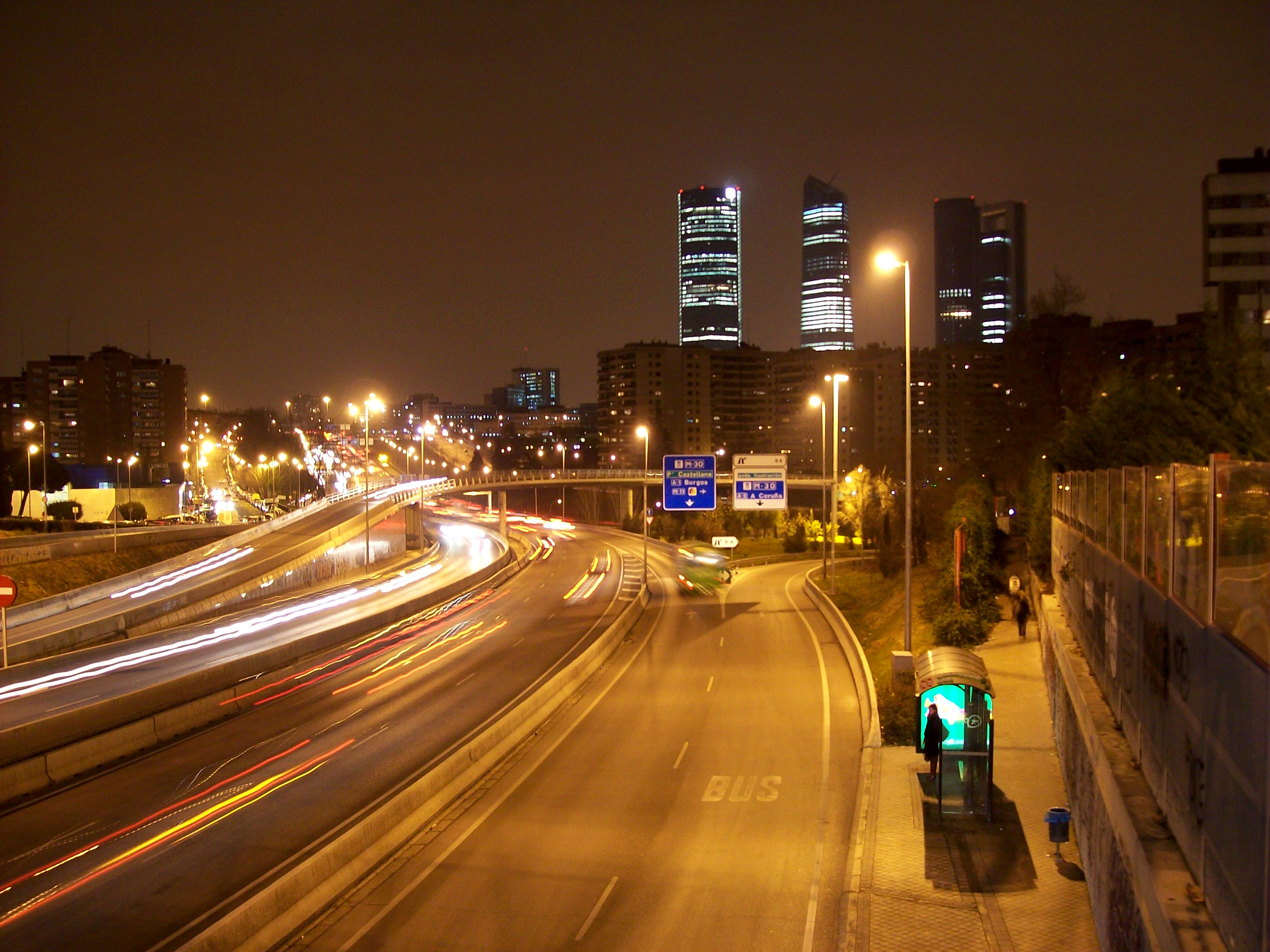
Vnitřní dálniční okruh Madridu v noci (M-30)

V Madridu se křižují nejdůležitější silnice Španělska. Ty vedou radiálně do všech částí země. Tento systém vznikl již v roce 1720 dle nařízení krále Filipa V. Španělského. V současnosti vede z Madridu 7 hlavních dálnic:
- A-1 do Francie přes Burgos, Vitoria-Gasteiz a San Sebastián
- A-2 do Francie přes Zaragozu, Lleidu a Barcelonu
- A-3 ke Středozemnímu moři do Valencie
- A-4 k Atlantskému oceánu do Cádizu přes Córdobu a Sevillu
- A-5 do Portugalska přes Méridu a Badajoz
- A-6 k Atlantskému oceánu do A Coruñy přes Lugo
- A-42 do Toleda

Kvůli velkému množství dopravy byly paralelně s hlavními dálnicemi vybudovány nové zpoplatněné dálnice. Jedná se o R-2, R-3, R-4 a R-5. Ty měly poskytnout placenou alternativu k často přeplněným bezplatným hlavním dálnicím. S výjimkou R-3 však nekončí na křižovatce s nejvnitřnějším okruhem M-30, protože R-2 a R-5 končí na středním okruhu M-40 a R-4 na vnějším M-50.
Madridská silniční síť zahrnuje také čtyři okružní dálnice v různých vzdálenostech od centra. Vnitřní silniční okruh M-30, je jediný, který celý vede uvnitř madridských městských hranic. Vlastníkem je město. Jedná se o nejrušnější španělskou silnici, je známá svými dopravními zácpami. Významná část vede pod zemí paralelně s řekou Manzanares. Úseky v tunelu jsou delší než 6 km a mají 3 až 6 jízdními pruhy v každém směru.
Druhý silniční okruh, M-40, který vlastní stát, zasahuje i do území okolních obcí. I část tohoto okruhu vede kvůli přírodní rezervaci pod zemí. M-45 spojuje okruhy M-40 a M-50. M-50 je vnějším půlkruhem města. Jeho úplně dokončení se neplánuje.
V centrální nízkoemisní zóně Madridu jsou od roku 2018 neelektrická (nehybridní) vozidla kromě těch vlastněných rezidenty. Znečištění v oblasti po zákazu kleslo. V roce 2016 bylo oznámeno, že Madrid během příští dekády zastaví používání všech osobních a nákladních automobilů s dieselovým pohonem.
V roce 2018 byly madridské silnice nejbezpečnější v celém Španělsku s pouhými 18 dopravními nehodami na milion obyvatel.

### Železniční

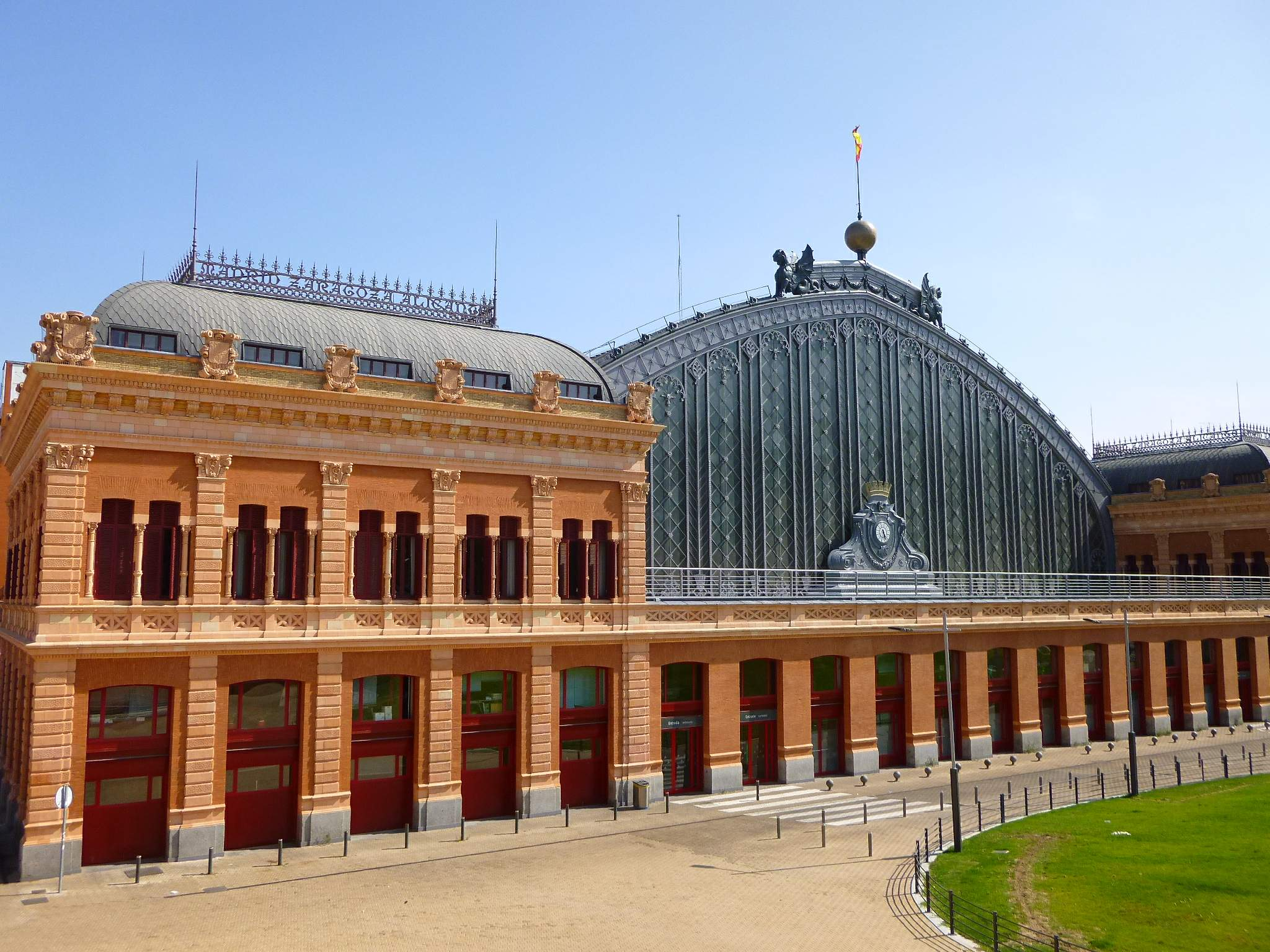
Nádraží Atocha

Madrid je vedle Tokia a Paříže jedním ze tří největších uzlů vysokorychlostní železnice na světě. Je ústředním bodem španělské vysokorychlostní železniční sítě Alta Velocidad Española (AVE), která byla slavnostně otevřena v roce 1992. Tehdy byl zahájen provoz na úseku z Madridu do Sevilly. Nyní existuje asi 2 900 km tratí sítě AVE. Ty spojují Madrid s Barcelonou, Málagou, Sevillou, Valencií, Valladolidem, Zaragozou a 11 dalšími hlavními městy provincií. Mezi dvěma hlavními nádražími Atocha a Chamartín byl vybudován tunel. Nádraží Atocha bylo navíc ještě rozšířeno.
Paprsčitý charakter sítě zesílil význam španělské metropole jako dopravního uzlu. Například jízdní doba do Barcelony a Sevilly jsou pouhé 2 hodiny a 30 minut. Spojení se ještě vylepší po otevření tratí do Asturie, Baskicka a Extremadury. V roce 2011 využilo vlaky AVE asi 23 milionů cestujících. Po otevření linky do Sevilly se podíl cest vlakem mezi těmito dvěma městy zvýšil ze 14 % na 50 %, zatímco podíl letecké dopravy klesl z 11 % na 4 % a podíl silniční ze 75 % na 46 %.

### Letecká

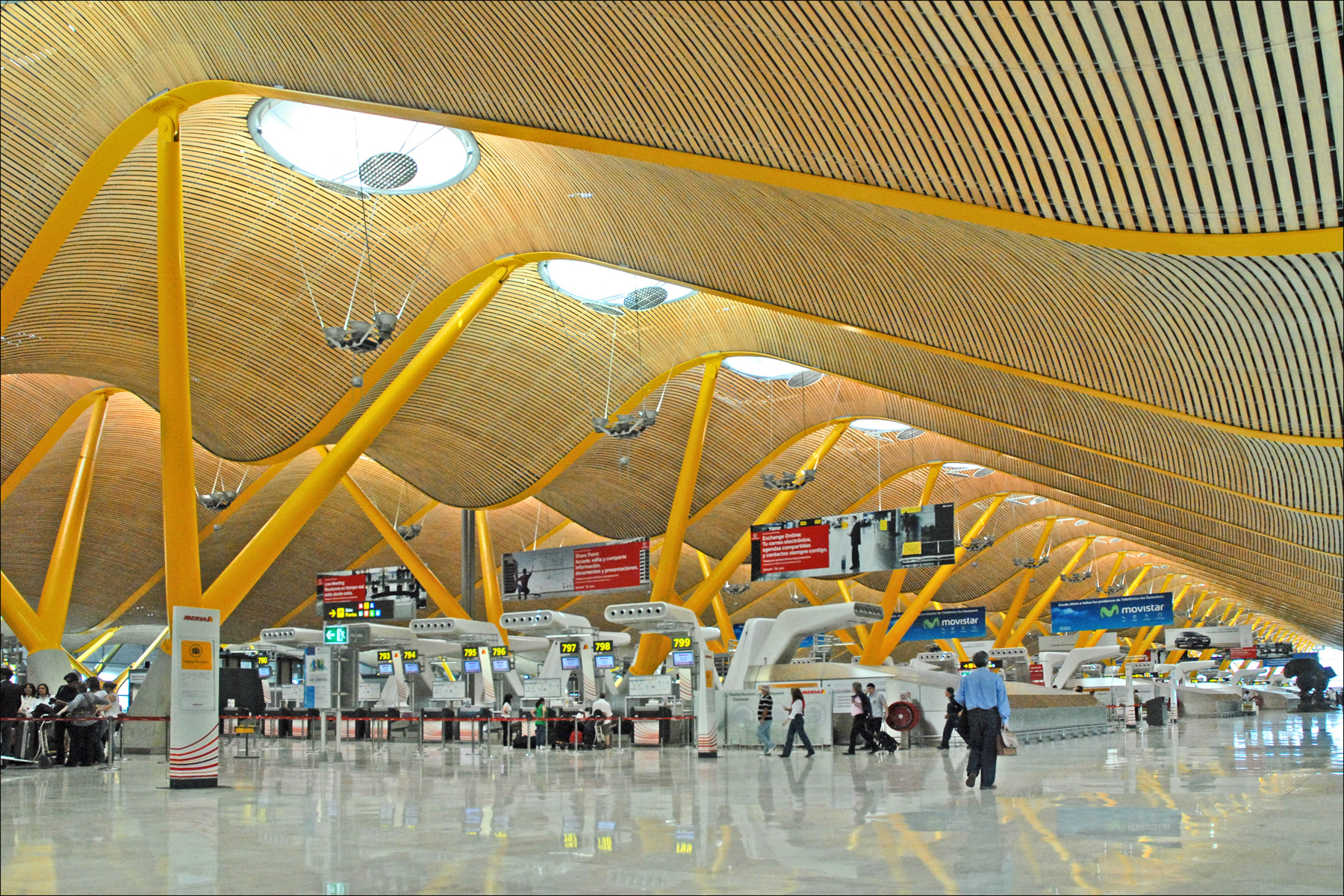
Letiště Madrid-Barajas

Letiště Adolfa Suaréze Madrid-Barajas je nejrušnějším letištěm Španělska. Je také domovským letištěm společnosti Iberia Airlines. Je důležité pro ekonomiku města, jedná se o největší firmu v Madridu. Podle odhadů vytváří 44 000 pracovních míst přímo a 210 000 nepřímo. Slouží taktéž jako letecký vstupní bod na Pyrenejský poloostrov nejen z Evropy, ale i Ameriky a zbytku světa.
V roce 2019, posledním roce před pandemií covidu-19, odbavilo přes 61 milionů cestujících a přes 550 tisíc tun nákladu. V roce 2013 tvořili 70 % pasažérů mezinárodní cestující. Počty cestujících z něj v roce 2019 činily největší a nejrušnější španělské letiště. Ve stejném roce bylo 29. nejrušnější letiště světa a páté nejrušnější letiště Evropy. Podíl mezinárodní letecké nákladní dopravy přes Madrid-Barajas představuje 83,4 % veškeré nákladní dopravy přes Španělsko.
Nový čtvrtý terminál výrazně snížil zpoždění a zdvojnásobil kapacitu letiště na více než 70 milionů cestujících ročně. Byly také vybudovány dvě další vzletové a přistávací dráhy, díky nimž je Madrid-Barajas čtyřdráhové letiště, které zvládne odbavit 120 letů za hodinu.
Letiště se nachází v rámci území města, 9 km od městské finanční čtvrti a 13 km severovýchodně od Puerta del Sol, historického centra Madridu. Dobré spojení s centrem města zajišťuje dálnice a metro. Název letiště přejalo od přilehlé čtvrti Barajas.
Uzavřené letiště Ciudad Real mělo být druhým letištěm pro město. S centrem je s ním spojeno vysokorychlostní železnicí, protože leží dále od města. Dalším drobným téměř nevyužívaným letištěm je letiště Cuatro Vientos (LECU). Nedaleko města se nacházejí ještě vojenské letecké základny Getafe a Torrejón.

### Městská hromadná
V Madrid funguje systém veřejné dopravy, který je výsledkem dlouhodobé politiky podporující rozšíření sítě metra a příměstské železnice (Cercanías), zlepšení autobusové dopravy, výstavbu 28 přestupních uzlů a dotace na veřejnou dopravu a její propagaci.
Dle průzkumu mobility z roku 2004 vykonali lidé v regionu (Madridském společenství) 14,5 milionů cest denně, k 10 milionům z nich byl využit dopravní prostředek. 48,6 % z nich se konalo výhradně v Madridu, 22,5 % začalo nebo skončilo v Madridu a 28,9 % bylo zcela mimo Madrid. Veřejná doprava byla použita k 69,1 % cest v Madridu a až k 27,3 % cest mimo španělskou metropoli. Podíl cest metrem dosahoval 40 % všech cest veřejnou dopravou, autobusem 30 %, meziměstským autobusem 10 % a příměstskou železnicí Cercanías 10 %. Novější údaje za rok 2013 ukazují, že autobusy celkově přepraví 404 milionů pasažérů, metro 563 milionů a Cercanías 153 milionů. Madrid je závislý na metru a městské autobusové dopravě, periferie na Cercanías a meziměstských autobusech. Některé stanice metra jsou také mimo Madrid.
Průměrná doba, kterou lidé stráví dojížděním veřejnou dopravou v Madridu, například do práce a z práce, ve všední den je 62 minut. 13 % uživatelů veřejné dopravy ji každý den využívá déle než 2 hodiny. Průměrná doba, po kterou lidé čekají na zastávce nebo na stanici veřejné dopravy, je 11 minut. 13 % cestujících čeká každý den v průměru více než 20 minut. Průměrná vzdálenost, kterou lidé obvykle ujedou během jedné cesty veřejnou dopravou, je 9,5 km, ale 25 % ujede více než 12 km najednou.

#### Metro

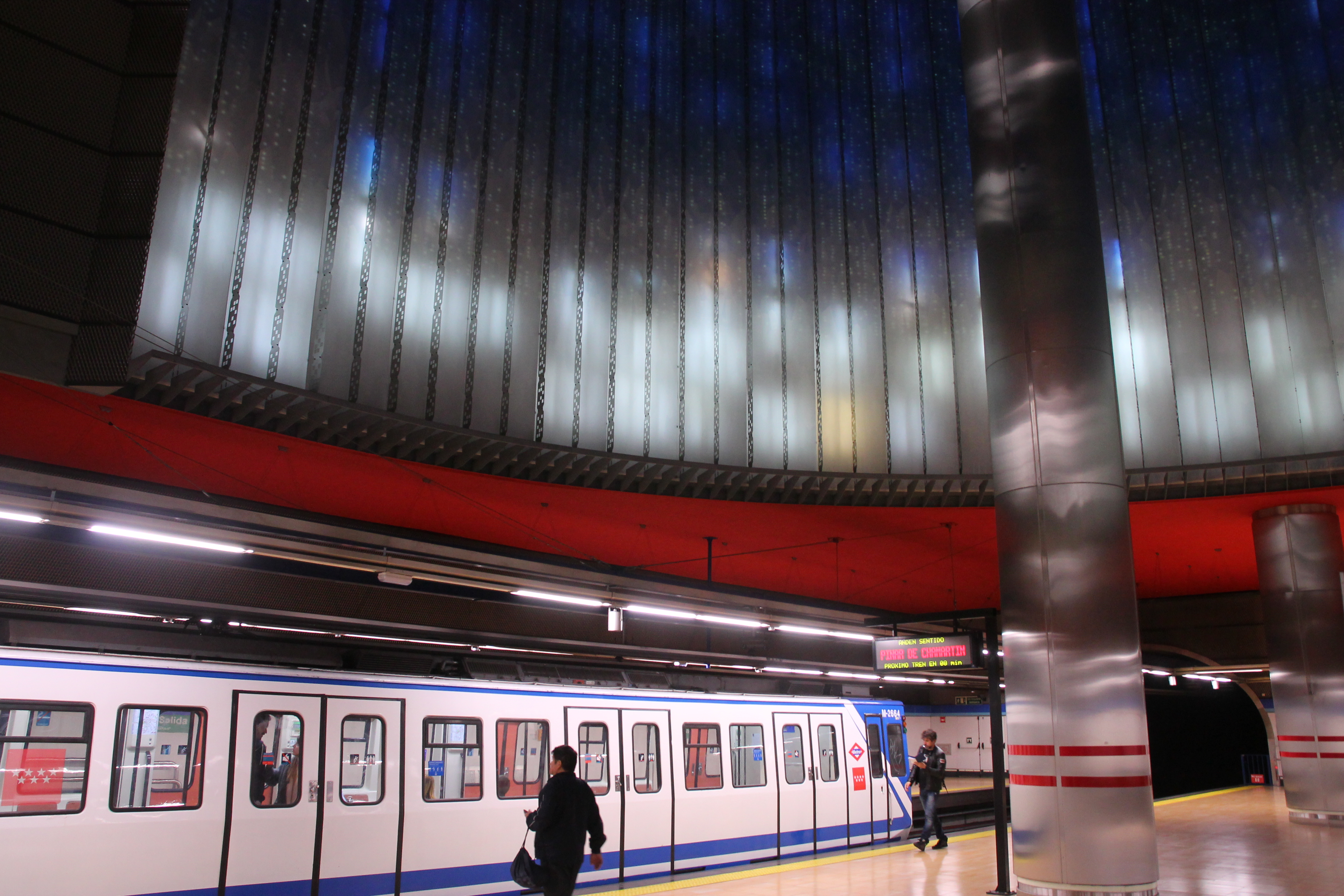
Souprava metra ve stanici Chamartín

Madridské metro je jednou z nejrozsáhlejších a nejrychleji rostoucích sítí metra na světě. Včetně okružní linky L12 (Metrosur), která obsluhuje předměstí na jihozápad od metropole je madridské metro po londýnském a moskevském třetím nejdelším systémem metra v Evropě. Po mnohých rozšířeních na počátku 21. století se v současné době skládá z 293 kilometrů tras, které vedou převážně v podzemí, a celkem 302 stanic.

Mapa metra v Madridu

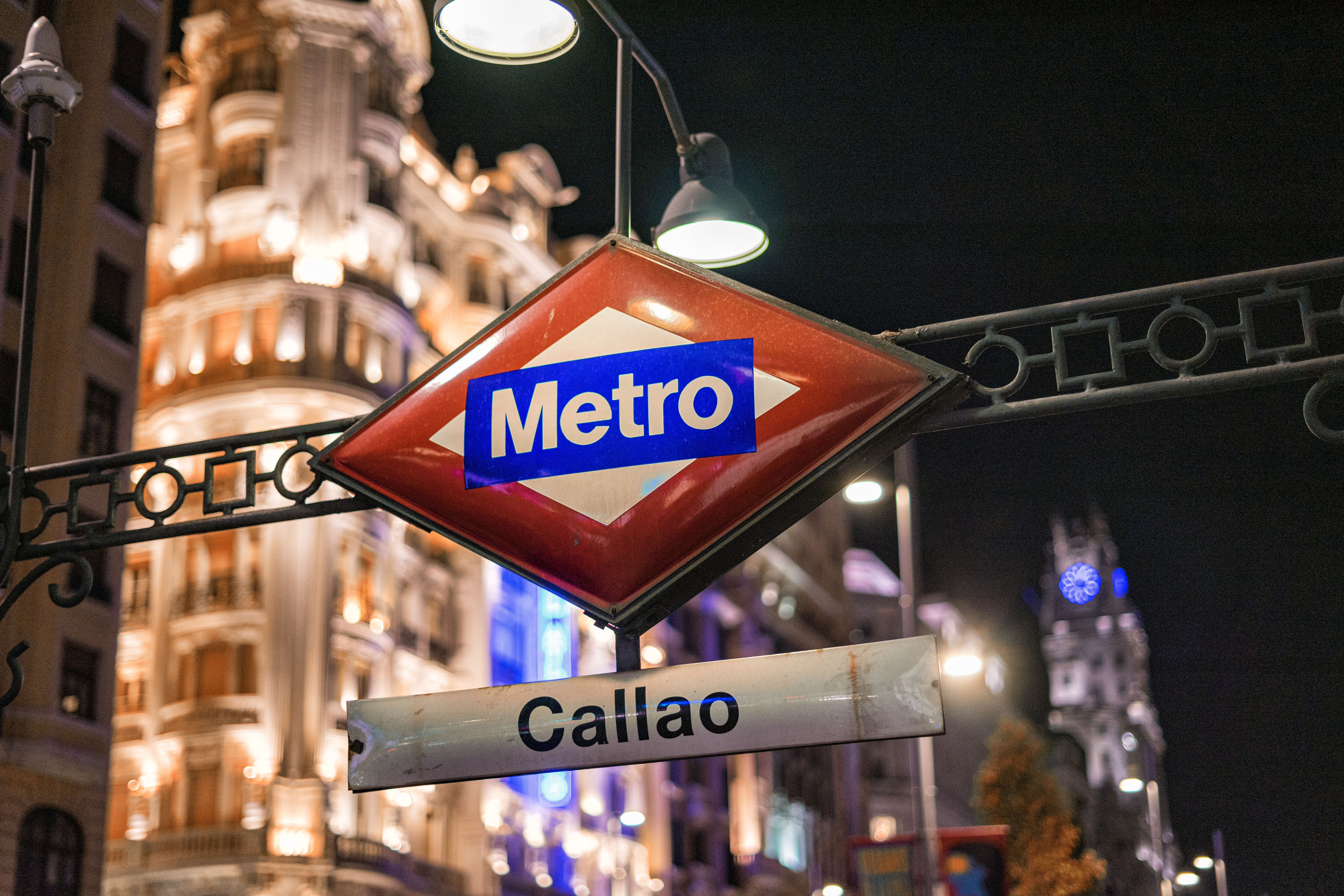
Označník stanice metra

Metro je zároveň dvanáctým nejdelším na světě navzdory tomu, že je Madrid až padesátá nejlidnatější metropolitní oblast na světě. Rychlý růst v posledních 20 letech zařadil madridskou síť mezi nejrychleji rostoucí na světě. Na rozdíl od španělské silniční a železniční dopravy panuje v madridském metru většinou levostranný provoz, protože ten byl ve Španělsku až do roku 1924 normou. Netradiční je i rozchod, který činí 1445 mm. Tento rozchod byl převzat od madridských tramvají. Liší se i napěťové soustavy. První úsek byl otevřen roku 1919.
Síť metra se skládá z 302 stanic. Má 12 linek, jednu krátkou spojovací a čtyři linky lehkého metra. Linky jsou diametrální kromě L6 a L2, které jsou okružní. Asi 50 % obyvatel žije ve vzdálenosti nižší než 600 m od stanice metra. Metro je v současnosti provozováno od 6.00 hodin do 1.30, poslední soupravy končí jízdu okolo druhé hodiny ranní. Celý den jezdilo jen během World Pride 2017 a během sněhové bouře v roce 2021. Zajímavost je, že v metru se nachází 1705 eskalátorů a 529 výtahů. Celkový počet souprav se pohybuje okolo 2400.
Metro se rozkládá nejen na území samotného hlavního města, ale i v jeho aglomeraci – konkrétně ve městech Alcorcón, Fuenlabrada, Getafe, Leganés, Móstoles na jihu; ve městech Pozuelo de Alarcón a Boadilla del Monte na západě; ve městech Alcobendas a San Sebastián de los Reyes na severu a ve městech Arganda del Rey, Coslada, Rivas-Vaciamadrid a San Fernando de Henares na východě.

#### Cercanías
Španělský železniční systém, Red Nacional de los Ferrocarriles Españoles (Renfe) provozuje drtivou většinu španělských železnic. Cercanías je název pro příměstskou železnici, která obsluhuje Madrid a jeho metropolitní oblast. Provozuje ji Cercanías, odnož společnosti Renfe. Celková délka činí 382 kilometrů. Hlavní železniční nádraží jsou Atocha na jihu a Chamartín na severu. Síť Cercanías se skládá z 9 linek a 98 stanic. Linky C-2, C-7 a C-10 vedou z předměstských oblastí do Madridu; linky C-3, C-4, C-5 a C-8 spojují dvě předměstí a projíždí Madridem a C-1 spojuje centrum s letištěm a C-9 vede do lyžařských středisek, tudíž jezdí jen v zimní sezónu.

#### Autobusy

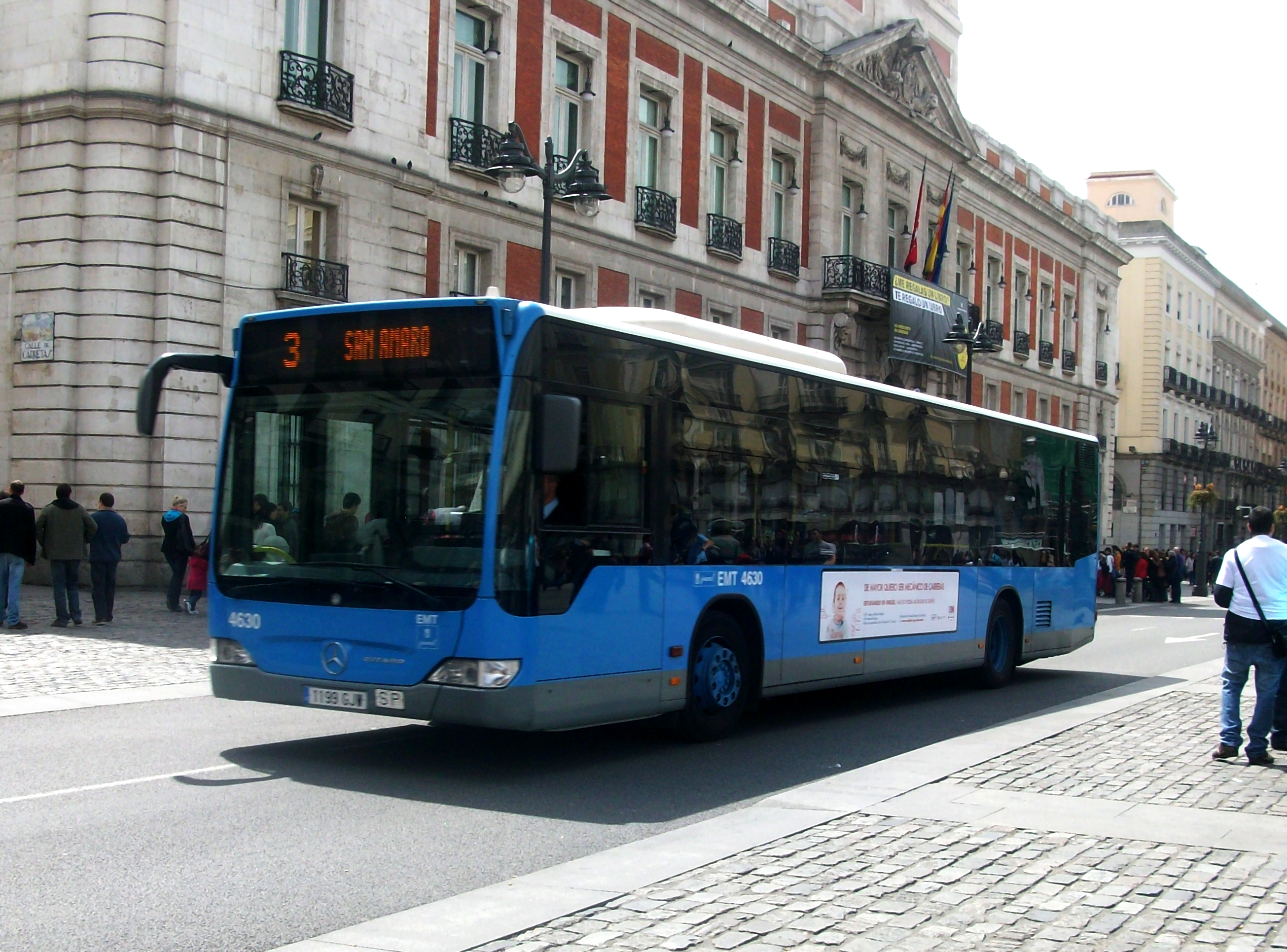
Autobus v Madridu

Autobusové linky slouží jako svoz k přestupním stanicím na metro. Celková délka autobusové sítě Madridské městské dopravní společnosti (Empresa Municipal de Transportes de Madrid neboli EMT Madrid) činila na konci roku 2013 3 690 km, což představuje 31% nárůst za posledních osm let. Linky obsluhuje vozový park čítající přes 3000 vozidel. Jejich počet neustále roste. Síť EMT je velmi hustá, provozuje 217 linek a více než 10 000 zastávek. Téměř všichni obyvatelé obce žijí ve vzdálenosti do 300 m od autobusové zastávky. Autobusy v Madridu jsou jedinou součástí veřejné dopravy, která je k dispozici nepřetržitě. Síť metra je totiž uzavřena mezi 2.00 a 6.00. Noční autobusy, také známé jako búhos („sovy“), jezdí od 23.45 do 6.00. Silný provoz a dopravní zácpy v Madridu mohou provoz autobusů v některých případech zpomalit. Město Madrid má však více než 90 km speciálních pruhů pro autobusy a vozy taxislužby, které pomáhají vyřešit tento problém. Autobusy obsluhující metropolitní oblast provozuje 33 soukromých společností, které koordinuje Consorcio Regional de Transportes de Madrid. Tato síť je v podstatě radiální.

## Infrastruktura

### Energetika

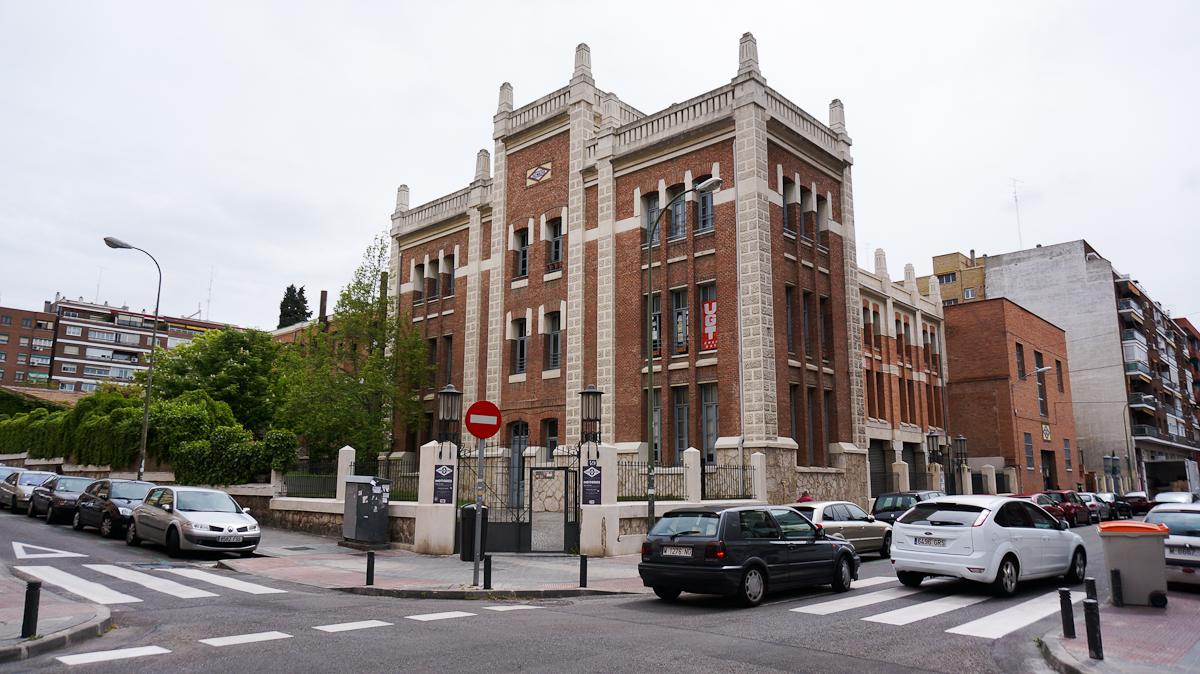
Budova bývalé elektrárny Pacífico

K roku 2020 v Madridu stále převládala energie vyrobená z neobnovitelných zdrojů. Třetina z celkového množství vyrobené elektrické energie pochází z kogeneračních elektráren. Ty produkují jak elektřinu, tak teplo pro civilní využití. Ještě v roce 2006 byl tento podíl vyšší než poloviční. Čtvrtina pochází z tepelných elektráren spalujících uhlí bez dalšího tepelného využití vzniklé energie. Tento podíl po roce 2006 klesal, ale od roku 2012 znovu rostl.
Asi 17 % elektřiny je vyráběno v bioplynových elektrárnách. Bioplyn se skládá zejména z methanu a oxidu uhličitého, dalšími složkami jsou zpravidla vodní páry, dusík, kyslík, vodík, čpavek a sirovodík. Vzniká například v zemědělství, anaerobních čističkách odpadních vod nebo v bioplynových stanicích. Celkový podíl na energetickém mixu se mezi lety 2006 a 2020 nezměnil. Pětina energie pochází z fotovoltaických elektráren, tedy ze sluneční energie. Ta je využívána jak v podobě elektřiny, tak i tepla. Zanedbatelný podíl, okolo 3 %, se vyrábí díky geotermální energii v geotermálních elektrárnách.
V minulosti sehrála významnou roli elektrárna Pacífico, celým názvem Nave de motores de Pacífico, v části města Chamberí. Fungovala do 50. let 20. století. Architektem budovy byl Antonio Palacios. V roce 2013 ji Madridské společenství prohlásilo za kulturní dědictví. Nejznámější je zejména pro tři masivní dieselové generátory. Nyní slouží jako výstavní a společenský prostor. Společně s uzavřenou stanicí Chamberí slouží právě madridskému metru.

### Zdravotnictví
V Madridu se nachází mnoho nemocnic, některé z nich patří i mezi nejlepší na světě. Jednou z nejvýznamnějších nemocnic je Hospital General Universitario Gregorio Marañón s kapacitou 1671 lůžek (k roku 2017). Spolupracuje s Universidad Complutense de Madrid. Celkově je péče v této instituci velmi kvalitní, avšak vyniká zejména onkologická a kardiologická. Dalšími nemocnicemi jsou například Hospital Universitario La Paz nebo Hospital Universitario 12 de Octubre. Všechny tři provozuje společnost SERMAS, celým názvem Servicio Madrileño de Salud, která se zajišťováním zdravotnické péče v Madridském společenství zabývá od svého vzniku v roce 2001.

## Vzdělávání
Vzdělávání ve Španělsku je bezplatné a povinné od 6 do 16 let. Vzdělávací systém se nazývá LOE (Ley Orgánica de Educación).

### Vysokoškolské vzdělávání
Madrid je sídlem mnoha veřejných a soukromých univerzit. Některé z nich patří k nejstarším na světě a mnohé z nich jsou nejprestižnějšími univerzitami ve Španělsku.
Cílem veřejné Národní univerzity distančního vzdělávání (Universidad Nacional de Educación a Distancia neboli UNED) je zajištění vysokoškolského vzdělávání prostřednictvím distančního způsobu vzdělávání. S více než 195 000 studenty v roce 2021 byla UNED největší ve Španělsku co do počtu studentů a jednou z největších v Evropě.

#### Universidad Complutense de Madrid

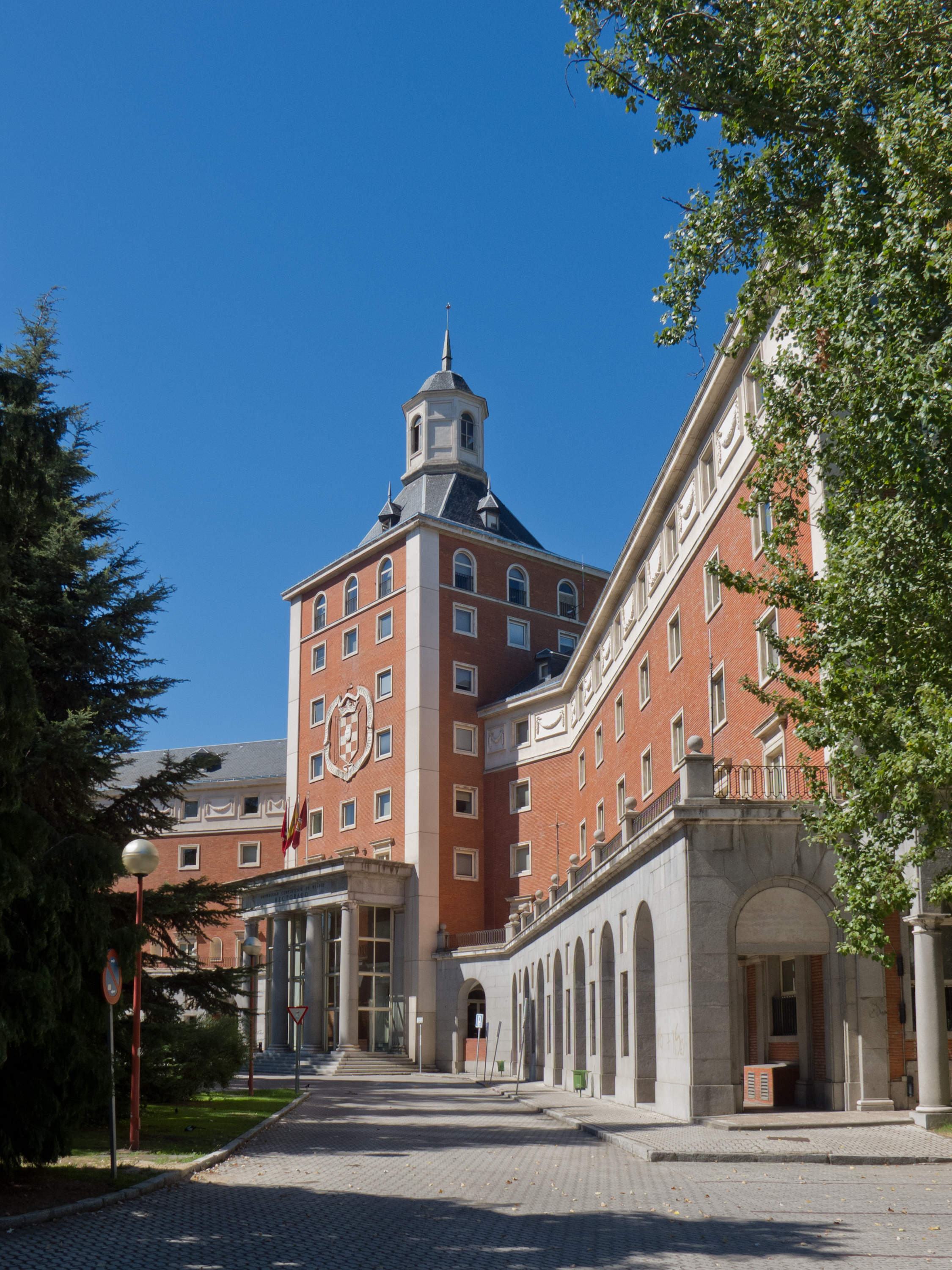
Rektorát Madridské univerzity

Universidad Complutense de Madrid neboli UCM, někdy nazývaná jen Madridská univerzita, je druhou největší univerzitou ve Španělsku po UNED. Je zároveň jednou z nejstarších univerzit na světě. Má více než 11 000 zaměstnanců a 117 000 studentů. Většina akademických pracovníků jsou Španělé. Nachází se ve dvou kampusech, hlavním je Ciudad Universitaria v obvodu Moncloa-Aravaca a druhém kampusu Somosaguas, který leží mimo samotné město v obci v Pozuelo de Alarcón. Ten byl založen v roce 1971.
Madridská univerzita jako celek (UCM) byla založena ve městě Alcalá de Henares, kde nějakou dobu sídlila. Založení se datuje do roku 1293, kdy kastilský král Sancho IV. Kastilský nechal vybudovat několik škol, z nichž později v roce 1499 Madridská univerzita vznikla. Na začátku 16. století existovalo 5 fakult: Artes y Filosofía (umění a filozofie), Teología (teologie), Derecho Canónico (kanonická práva), Letras (liberální umění) a Medicina (medicína).
V roce 1836, za vlády Isabely II. Španělské, byla univerzita přesunuta do Madridu. Novým názvem se stala Hlavní univerzita. Sídlila na ulici San Bernardo. V roce 1927 byl plánován vznik nového univerzitního města (Ciudad Universitaria), které mělo být postaveno v obvodu Moncloa-Aravaca na pozemcích, které tomuto účelu věnoval král Alfonso XIII. Španělský. Španělská občanská válka však proměnila univerzitní město v bojiště, což způsobilo zničení několika budov v a také ztrátu části bohatých vědeckých, uměleckých a bibliografických sbírek.
V roce 1970 reformovala frankistická vláda vysokoškolské vzdělávání. Z Hlavní univerzity se opět stala Universidad Complutense de Madrid. Tehdy byl také založen nový kampus Somosaguas za účelem vzdělávání v oblasti společenských věd. Původní kampus Alcalá nyní slouží Univerzitě Alcalá. Univerzita také umožňuje vzdělávání zahraničním studentům. Studenti ze Spojených států mohou například jet do Madridu v rámci projektu API (Academic Programs International). Po studiu na univerzitě se studenti vracejí domů s rozsáhlejší znalostí španělštiny a španělské kultury.

#### Další univerzity

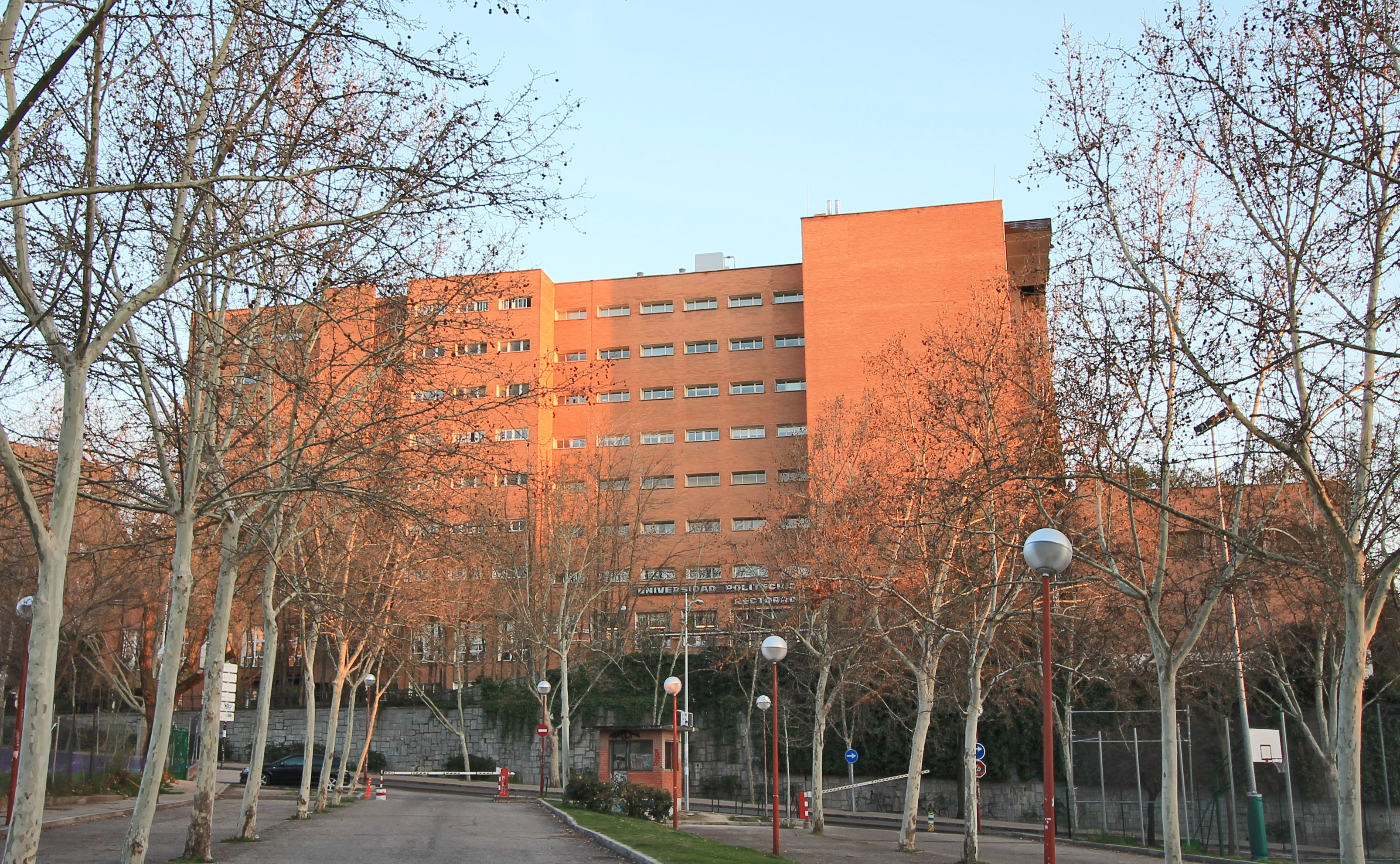
Technická univerzita v Madridu

Technická univerzita v Madridu (Universidad Politécnica de Madrid neboli UPM) je nejlepší technickou univerzitou ve Španělsku. Vznikla sloučením různých technických škol. Sídlí v kampusu Ciudad Universitaria společně s Madridskou univerzitou. Zároveň vlastní několik areálů roztroušených v centru města, v obvodu Puente de Vallecas a v sousední obci Boadilla del Monte.
Autonomní univerzita v Madridu (Universidad Autónoma de Madrid neboli UAM) byla založena v roce 1968. Některými odborníky je označována za nejlepší univerzitu v celém Španělsku, je také široce uznávána pro výzkum teoretické fyziky. Často je přezdívána jako La Autónoma. Hlavním sídlem je kampus Cantoblanco, který se nachází na severu Madridu. V hlavním areálu se nachází budova rektorátu, přírodovědecká, filozofická a výtvarná, právnická, ekonomická a obchodní, psychologická, informačně-technologická a pedagogická fakulta. Lékařská fakulta se nachází mimo hlavní areál nedaleko nemocnice Universitario La Paz.
Soukromá Papežská univerzita Comillas (Universidad Pontificia Comillas neboli UPC) je provozována jezuitským řádem. Další soukromou univerzitou je Nebrija, lze na ní studovat širokou škálu oborů. Některé z velkých veřejných univerzit sídlících v okolních obcích mají vedlejší kampusy v samotném Madridu, jedná se například o Univerzitu Karla III. v Madridu a Univerzitu krále Juana Carlose.

## Architektura a památky
Centrum města se vyznačuje širokými třídami s pruhy zeleně, velkými kruhovými náměstími a velkým počtem pompézních staveb, nejen starého stylu, ale i zcela hypermoderně vypadajících mrakodrapů. V Madridu je také zachována středověká architektura, většinou v samotném centru, včetně kostelních věží se jmény San Nicolás a San Pedro el Viejo kostela svatého Jeronýma Královského. Do dnešní doby však nepřežilo mnoho renesančních památek, dodnes však existuje například Segovijský most nebo klášter Las Descalas Reales.

### Historie

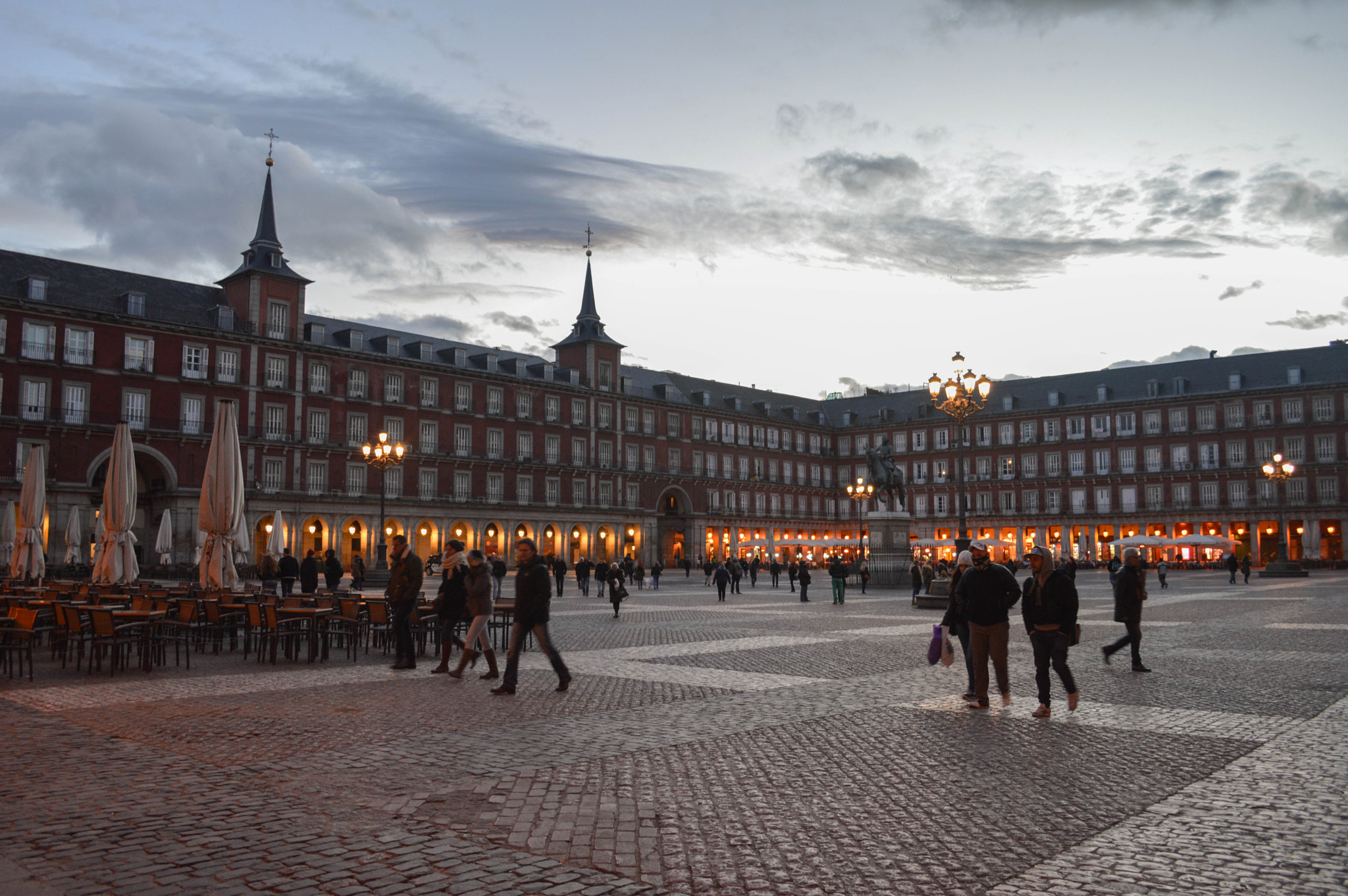
Plaza Mayor

Filip II. Španělský v roce 1561 přestěhoval královský dvůr do Madridu a z něj se tak stalo hlavní město. Během počátků habsburského období došlo k rozšíření evropského vlivu. Vznikl takzvaný rakouský styl, který představoval nejen rakouské vlivy, ale také italské a holandské, což odráželo mezinárodní dominanci Habsburků. Během druhé poloviny 16. století se ze střední Evropy do Španělska dostalo používání špičatých břidlic zakončení věží (například kostelních). Ty se následně staly základem tehdejší madridské architektury.
Výjimečné budovy a prostranství vznikaly na počátku 17. století. Architektem většiny z nich byl Juan Gómez de Mora. Jedná se například palác vévody z Ucedy (1610), klášter La Encarnación (1611– 1616), Plaza Mayor ( 1617–1619) nebo palác svatého Kříže (1629–1641). V témže století byla také postavena bývalá budova radnice, Casa de la Villa.

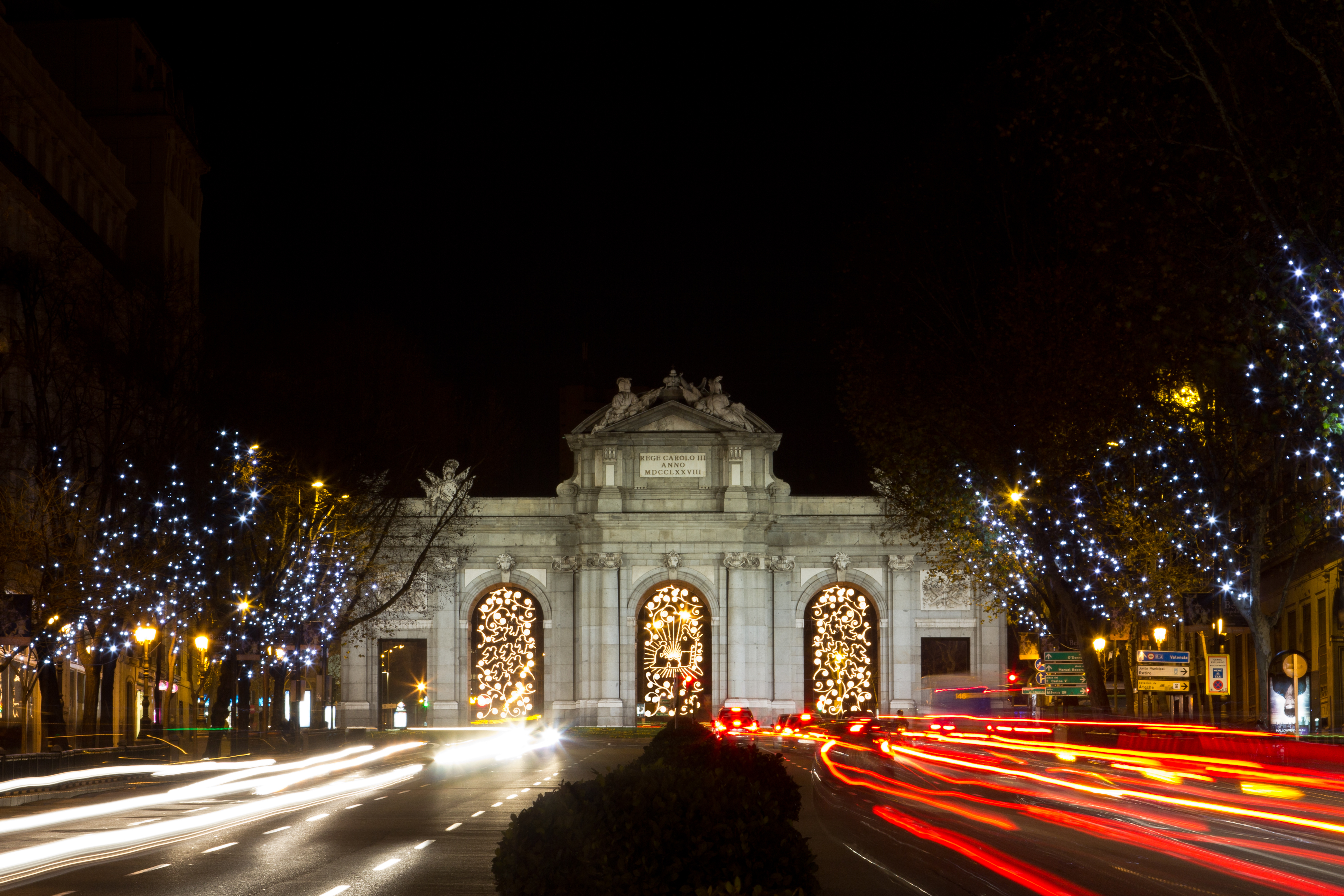
Puerta de Alcalá

Během vlády Bourbonů v 18. století znamenala architektura ve městě vstup do nové éry. Filip V. Španělský se pokusil dokončit vizi urbanizace Madridu krále Filipa II. Na všech stavbách se podepsal francouzský vliv. Jedná se o stavby jako je papežská bazilika sv. Michaela a kostel sv. Barbory. Král Karel III. Španělský nechal město zkrášlit a snažil se přeměnit Madrid na jedno z velkých evropských hlavních měst. Prosadil výstavbu Muzea del Prado (původně zamýšleného jako Muzeum přírodních věd), brány Puerta de Alcalá, Královské observatoře, baziliky San Francisco el Grande, Všeobecné nemocnice (nyní sídlo Muzea královny Sofie a Královské hudební konzervatoře). Bulvár Paseo del Prado, obklopený zahradami a zdobenými neoklasicistními sochami, je příkladem urbanismu té doby.
Na začátku 19. století, španělská válka za nezávislost, hispanoamerické války za nezávislost a politická nestabilita omezily architektonický vývoj Madridu. Z té doby však je Královské divadlo (Teatro Real), Národní knihovna Španělska nebo budovy obou komor parlamentu. Segovijský viadukt spojil Královský palác s jižní částí města.
Na seznamu klíčových osob madridské architektury v průběhu 19. a 20. století jsou autoři jako Narciso Pascual y Colomer, Francisco Jareño y Alarcón, Francisco de Cubas, Juan Bautista Lázaro de Diego, Ricardo Velázquez Bosco, Antonio Palacios, Secundino Zuazo, Luis Soto, Luis Moya Blanco anebo Alejandro de la Sota.

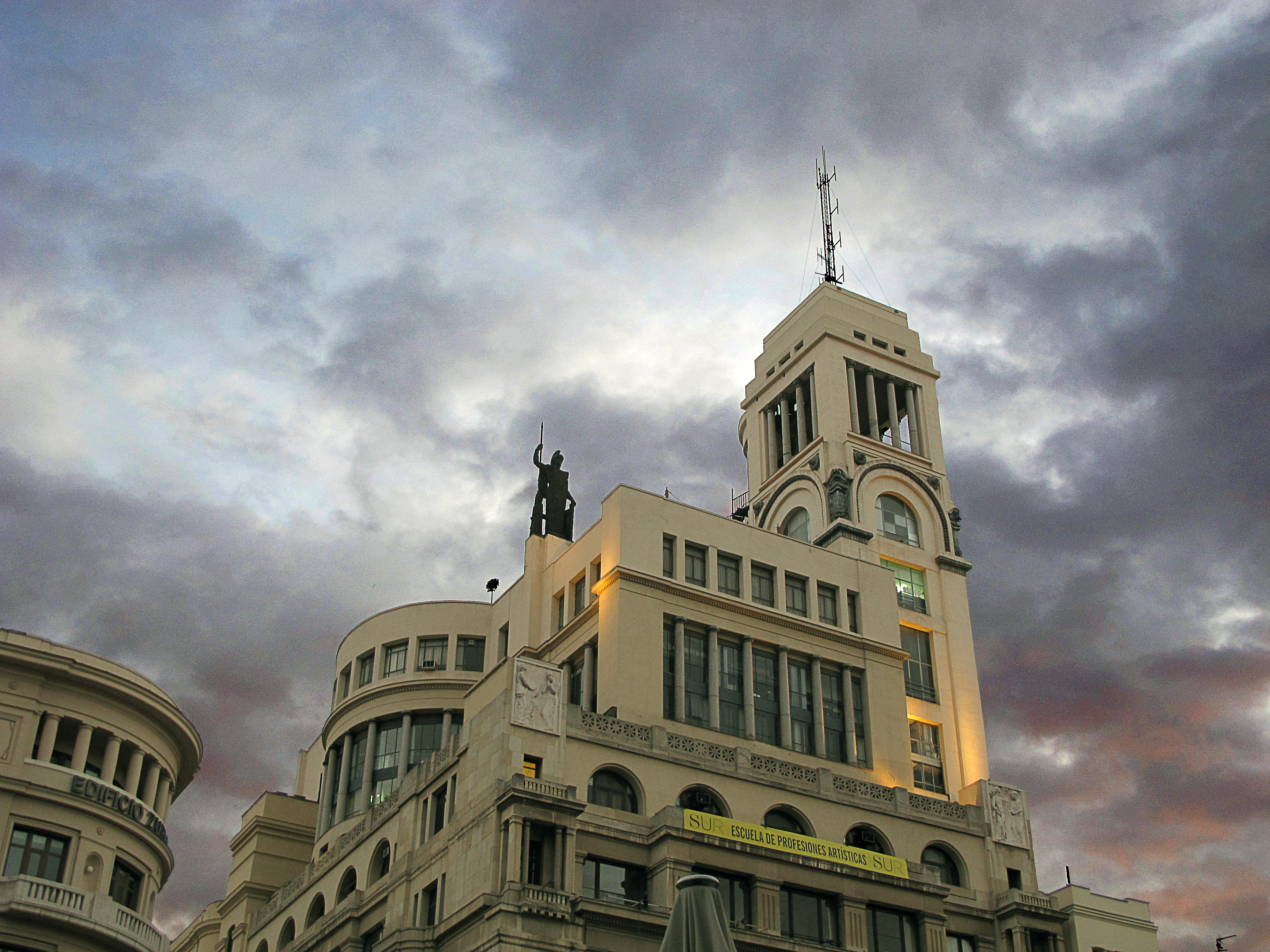
Círculo de Bellas Artes

Od poloviny 19. století až do občanské války se Madrid rozvíjel. Rostly nové čtvrti a památky. Byl vydán plán lineárního města, dokonce bylo postaveno prvních pár kilometrů hlavní silnice. Budovy na ulici Gran Vía jsou postaveny v mnoha architektonických stylech, které se postupem času vyvíjely. Jedná se například o francouzský, eklektický nebo expresionistický styl či art deco. Stejně jako jinde v Evropě se na přelomu století vyvíjela i secese, která je však ve španělské metropoli známa pod názvem Modernismo. Antonio Palacios navrhl řadu budov inspirovaných vídeňskou secesí, jako je Palác komunikací, Círculo de Bellas Artes či budovu Institutu Cervantes. Mezi další pozoruhodné budovy patří sídlo Národní banky Španělska, novogotická katedrála Panny Marie Almudenské či nádraží Atocha. Býčí aréna Las Ventas byla postavena v novomaurijském stylu.

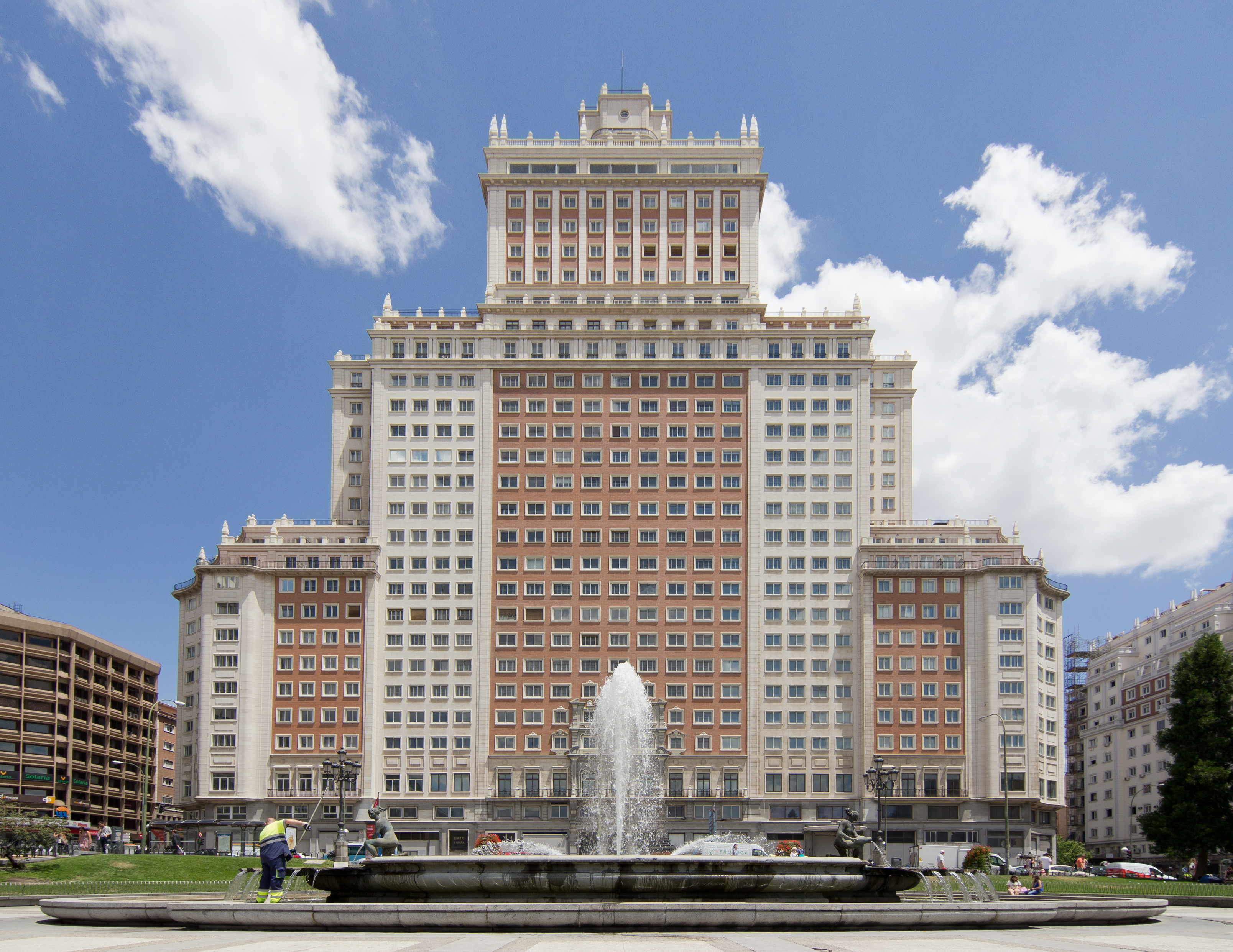
Edifico España

Po převzetí moci frankisty, které následovalo po konci španělské občanské války, zažila architektura posun zpět. Nové budovy se stavěly v konzervativních stylech, aby se zdůraznila idea nesmrtelného Španělska. Mezi ikonické příklady tohoto období patří Edificio España, která byla v době svého otevření představovaná jako nejvyšší budova v Evropě, nebo sídlo Ministerstva vzdušných sil. Mnoho z těchto budov výrazně využívá použití cihel a kamene na fasádách. Přelomem v návratu k moderní racionální architektuře se stala výstavba Casa Sindical. Design však napodoboval architekturu fašistické Itálie.
S příchodem ekonomického rozvoje na konci 20. století začaly ve městě růst mrakodrapy jako Torre Picasso nebo Puerta de Europa. Po roce 2000 byly postaveny čtyři nejvyšší mrakodrapy ve Španělsku. Ty společně tvoří obchodní oblast Cuatro Torres. Terminál 4 na letišti Madrid-Barajas byl slavnostně otevřen v roce 2006 a získal několik architektonických ocenění. Má skleněnou kupoli, která umožňuje průchod přirozeného světla.

### Pamětihodnosti
Na západním okraji historického centra se nachází královský palác Palacio Real. Roku 852 zde nechal arabský emír Muhammad I. postavit tzv. Alcázar – pevnostní palác nazývaný Madžrít. Po reconquistě v 11. století používali křesťanští panovníci palác jako lovecký zámek. Z jeho jména Madžrít se posléze vyvinulo jméno města Madrid. Roku 1561 se stal Madrid hlavním městem Španělska a maurský palác sloužil až do roku 1734 jako královské sídlo. Po jeho vyhoření byla stavba nahrazena novým zámkem Palacio Real, který je přibližně desetkrát větší než londýnský Buckinghamský palác. Řada jeho sálů s nástropními freskami, zlaceným štukováním a lustry o hmotnosti téměř 100 kg se zdá být až nekonečná. Ke skvostům paláce patří sály Trůnní, Gaspariniho a Porcelánový. Španělský král používá tuto monumentální stavbu již jen k reprezentačním účelům. Královský palác patří k nejmonumentálnějším a nejhezčím stavbám města. Je obklopen parky, jako je Casa de Campo, Jardin de Sabatini nebo park atrakcí Parque de Atracciones. Naproti paláci stojí jeden z největších kostelů města, katedrála Virgen de la Almudena.
Blízko centra se nachází obrazárna Museo del Prado, kde je nejen možné zhlédnout některé habsburské panovníky, ale také jedinečnou sbírku šesti tisíc malířských děl mistrů z celé Evropy. Společně s nedalekými galeriemi Museo Reina Sofía a Museo Thyssen-Bornemisza tvoří tzv. zlatý trojúhelník umění nabízející veledíla z celých dějin evropského výtvarného umění. Nedaleko obrazáren se nachází rozlehlý park Retiro. Východní část centra města je od roku 2021 chráněna jako památka světového kulturního dědictví UNESCO pod názvem Paseo del Prado a park Retiro, „krajina umění a vědy“.

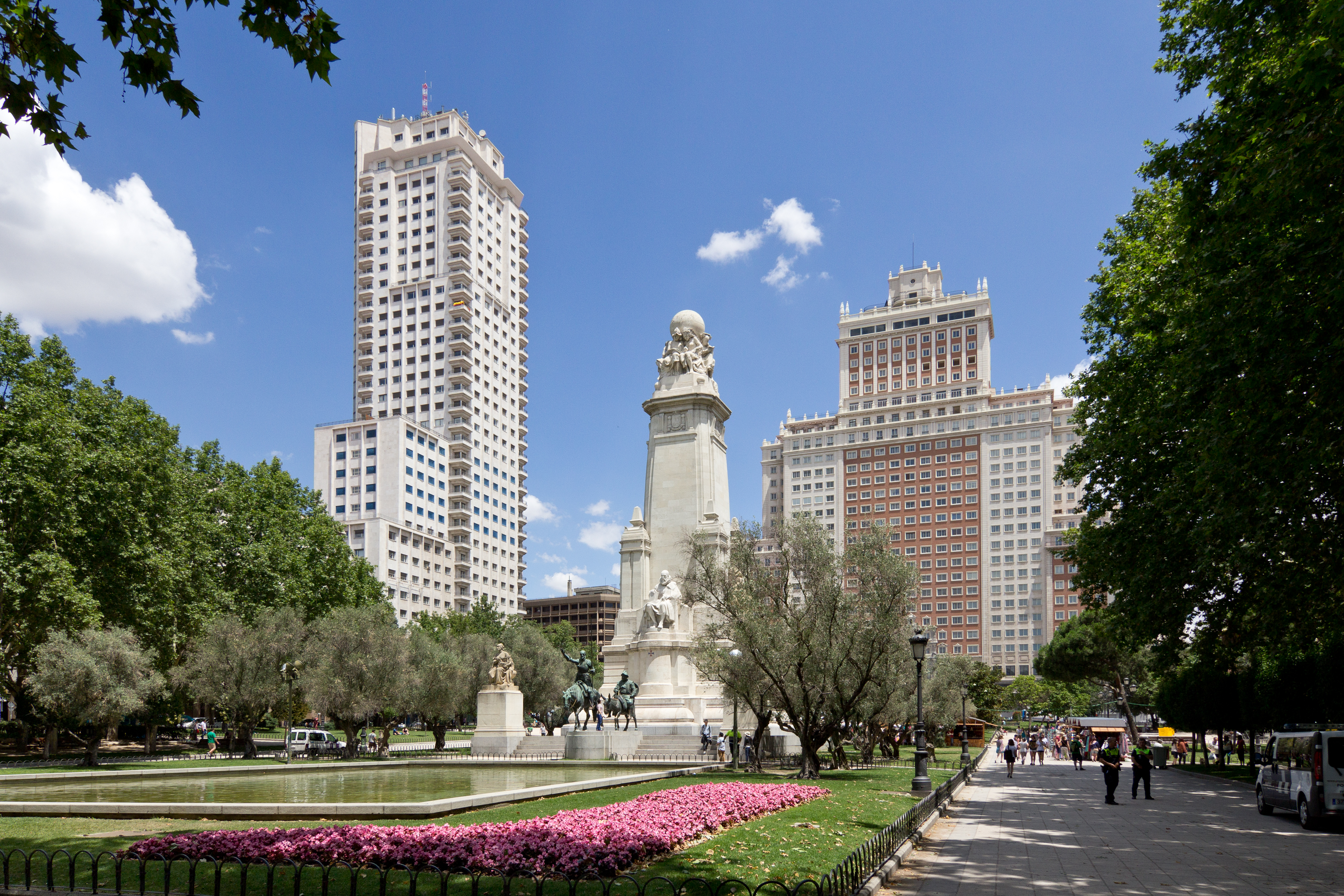
Plaza de España

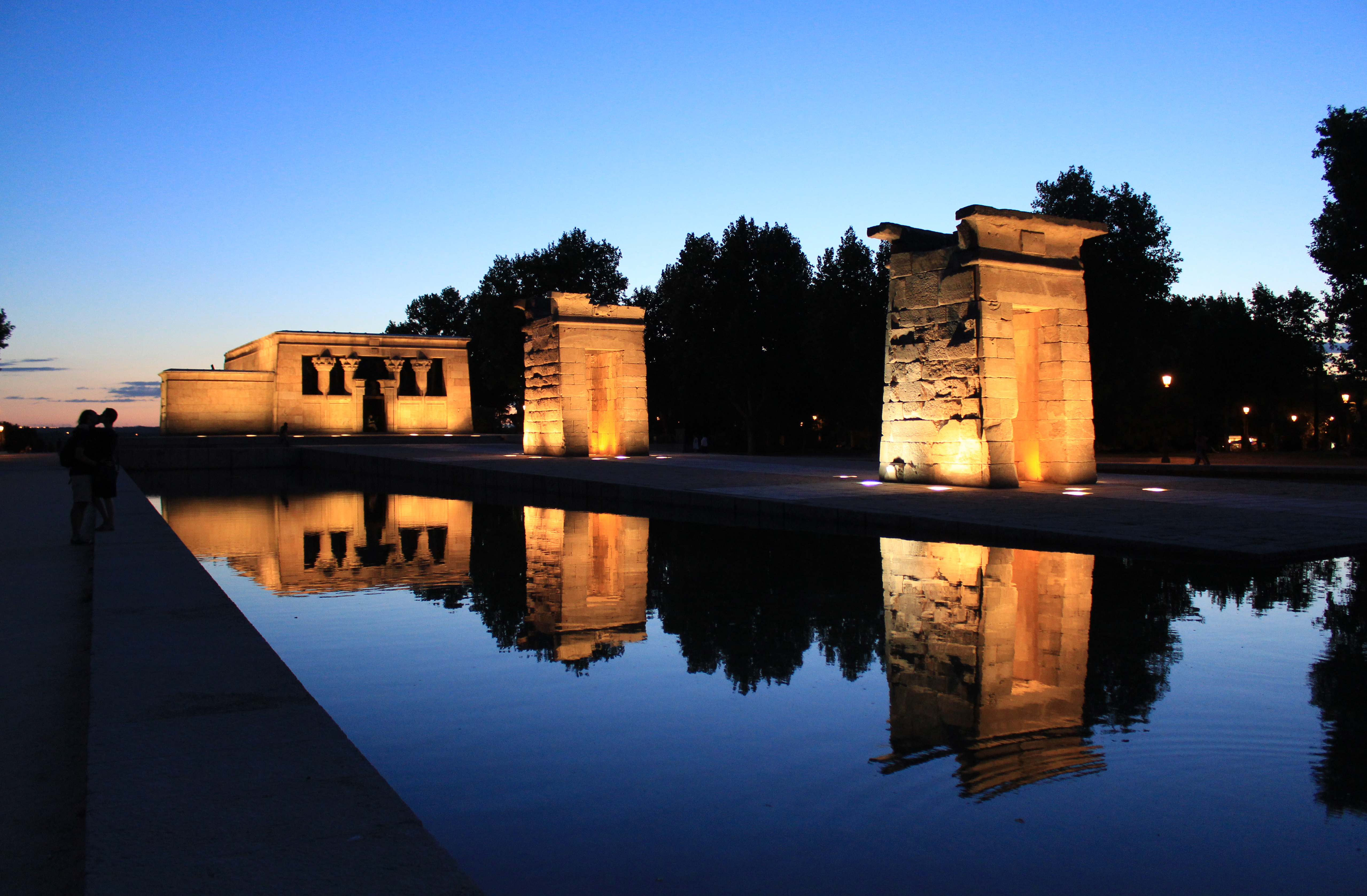
Debod

Plaza de España je obdélníkové náměstí s parčíkem a pomníkem Miguela de Cervantese a jeho románových postav Dona Quijota a Sancho Panzy. V parku se nacházejí různé vodní plochy. Na náměstí Plaza Mayor, které patří k nejkrásnějším náměstím v Madridu, přihlížela dříve vrchnost ze svého balkónu popravám, býčím zápasům a upalovaní kacířů.
Jedním ze symbolů města se stala socha El oso y el Madroño, která se nachází na náměstí Puerta del Sol. Tato socha, pocházející z druhé poloviny 20. století z dílny sochaře Antonia Navarra Santafé, zobrazuje medvěda pojídajícího plody planiky – rostliny podobné jahodníku. Populární socha tak reflektuje znak města, který tvoří právě obraz medvěda pojídajícího planiku na modrém hvězdnatém pozadí.
V muzeu Museo Arqueológico Nacional je možno zhlédnout velký počet exponátů od začátků lidstva přes dobu bronzovou, staré Egypťany, iberské národy, Řeky a Římany až po středověk. Zajímavá je hlavně egyptská mumie kněžky v sarkofágu, socha zvaná Dáma z Elche a také kopie celé jeskyně Altamira, která je přístupná ze zahrady. Další zajímavou připomínkou starověkých civilizací je egyptský chrám Debod, který se nachází v Parque del Oeste nedaleko Královského paláce.

### Sochy
Madridské ulice jsou učiněným muzeem venkovního sochařství. Mnoho částí parku Buen Retiro je krásnou sochařskou scenérií, především díky památníku Alfonse XII. a soše Fuente del Ángel Caído

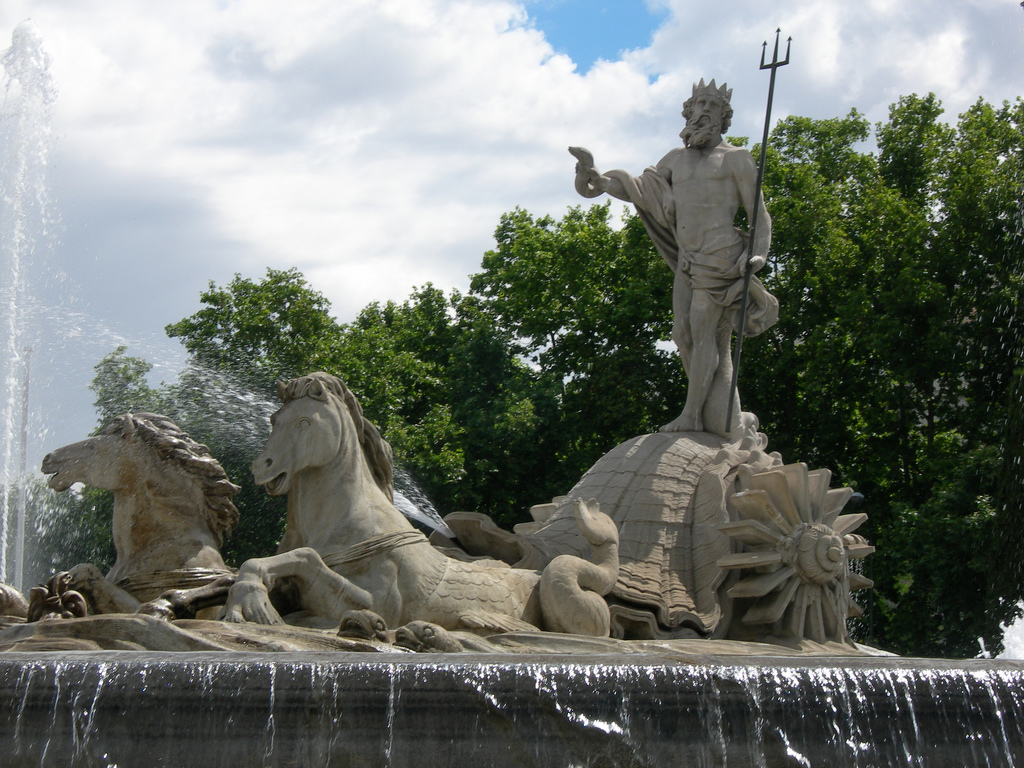
Neptunova fontána (Ventura Rodríguez)
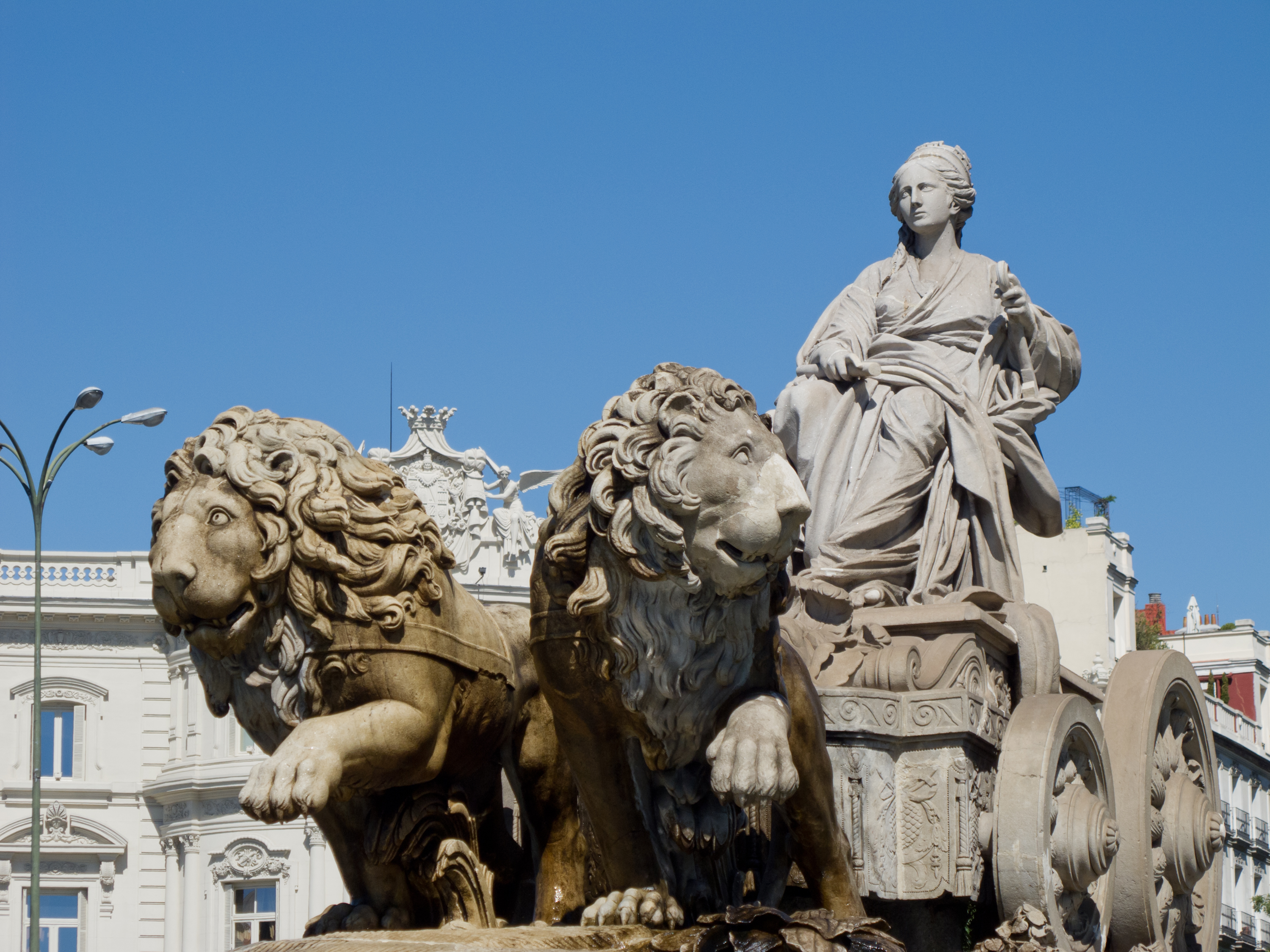
Kybelina fontána (Ventura Rodríguez)
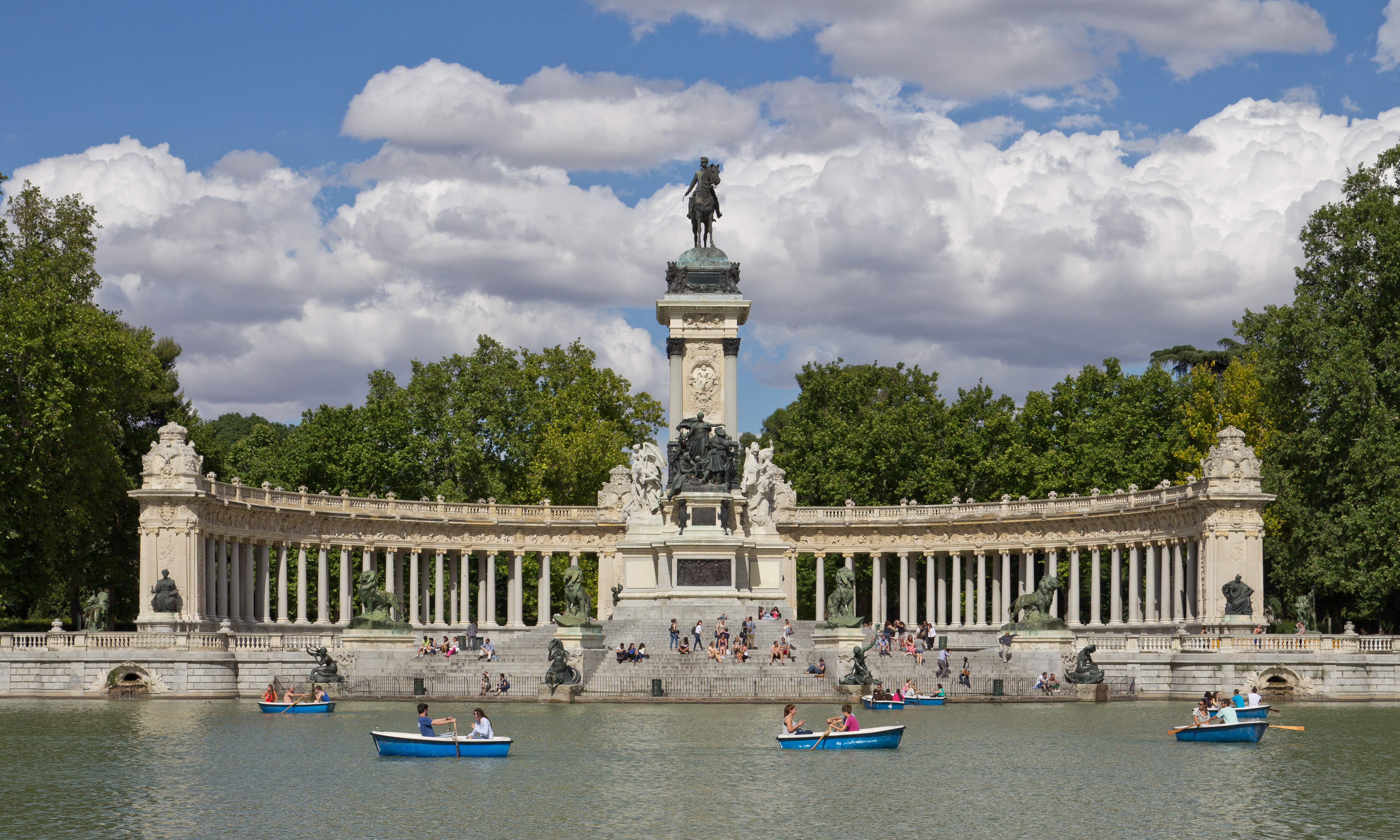
Památník Alfonse XII. (José Grasés Riera)
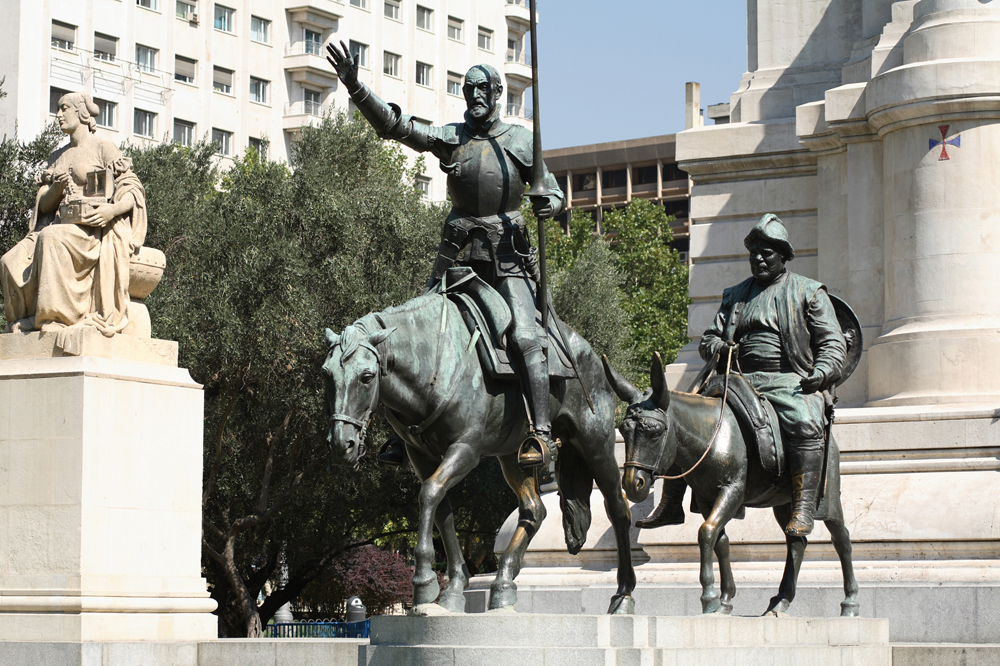
Bronzové sochy Dona Quijota a Sancha Panzy na Plaza de España
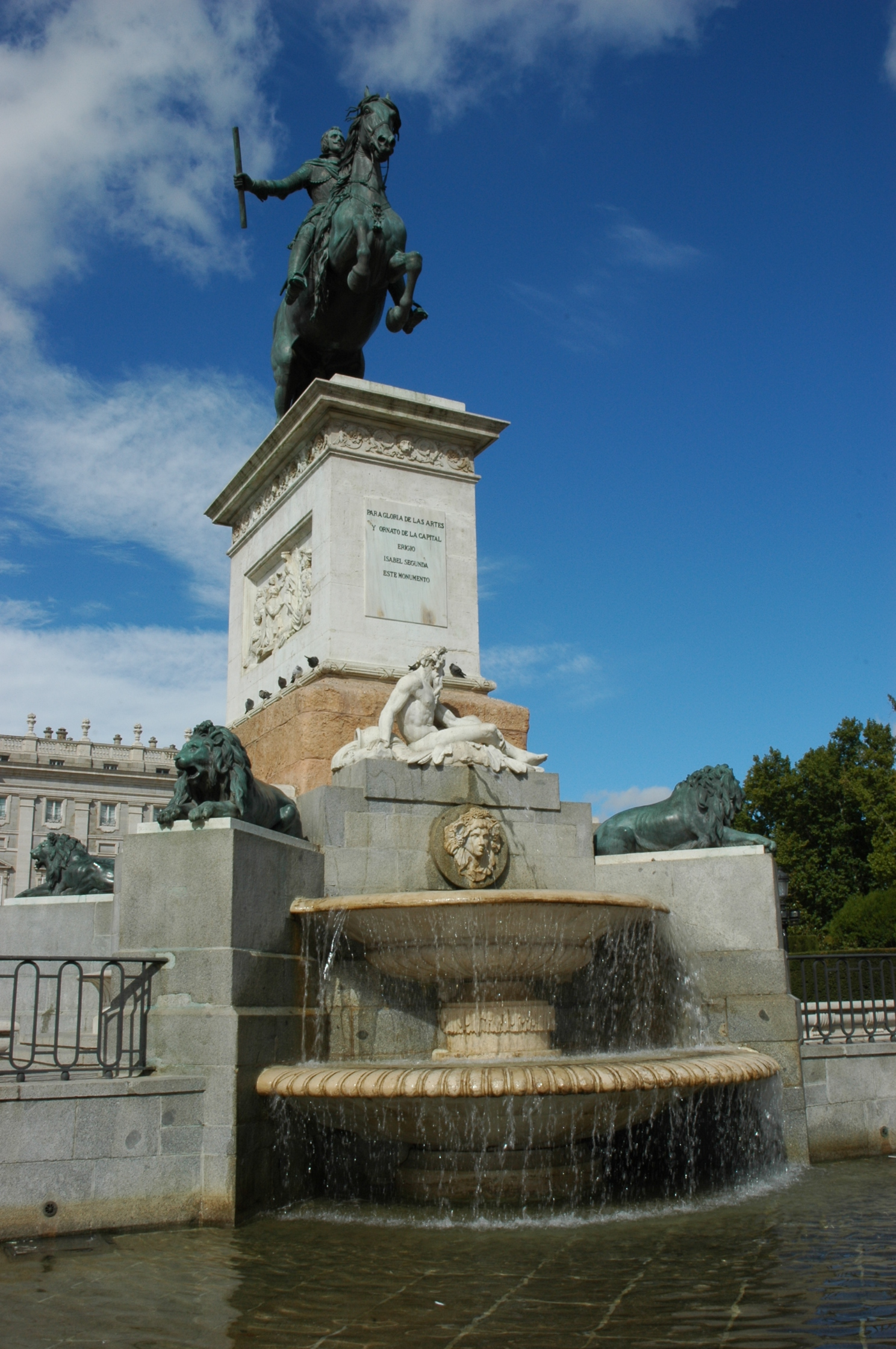
Filip IV. (Pietro Tacca)
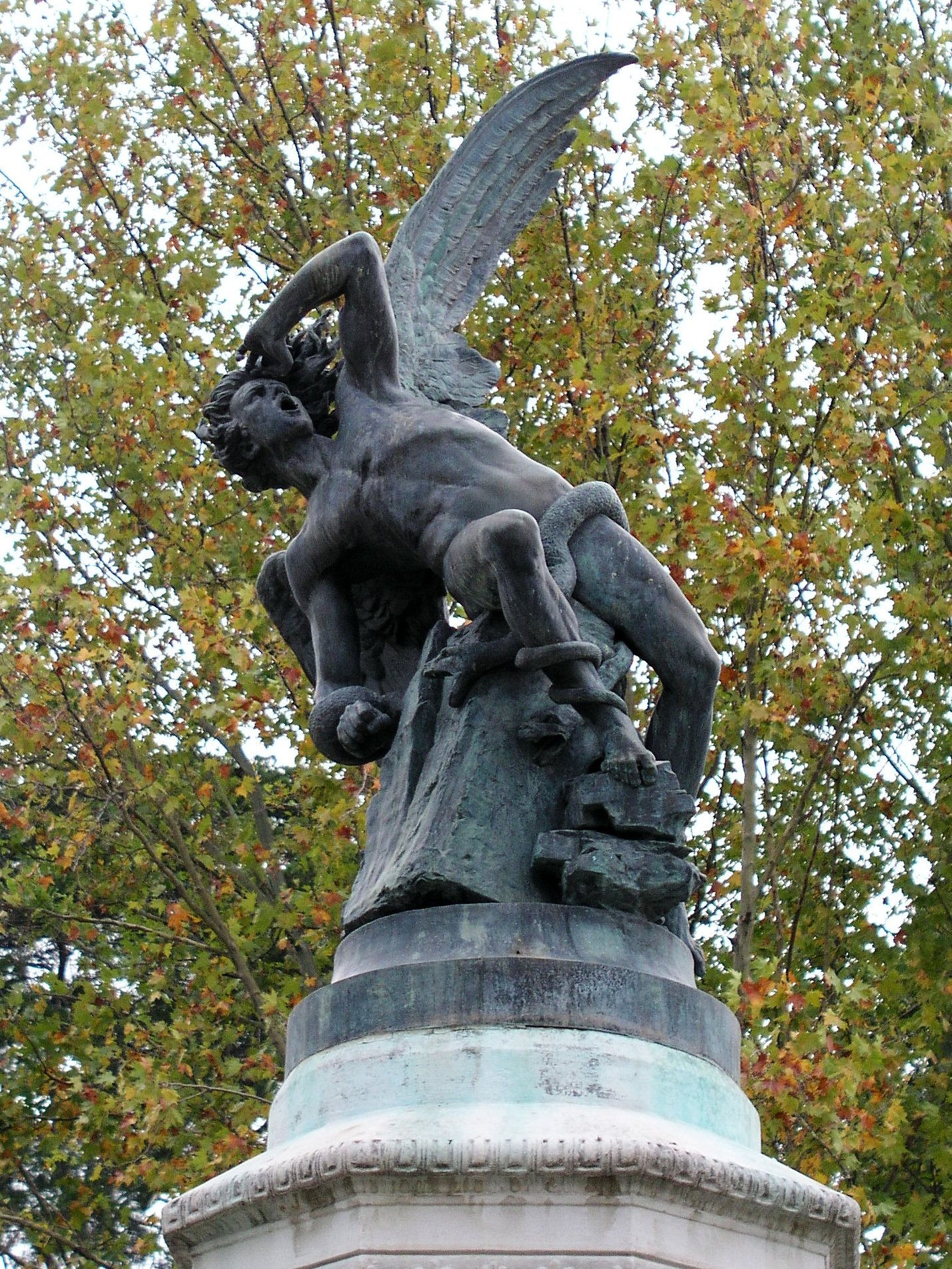
Fuente del Ángel Caído (Ricardo Bellver)
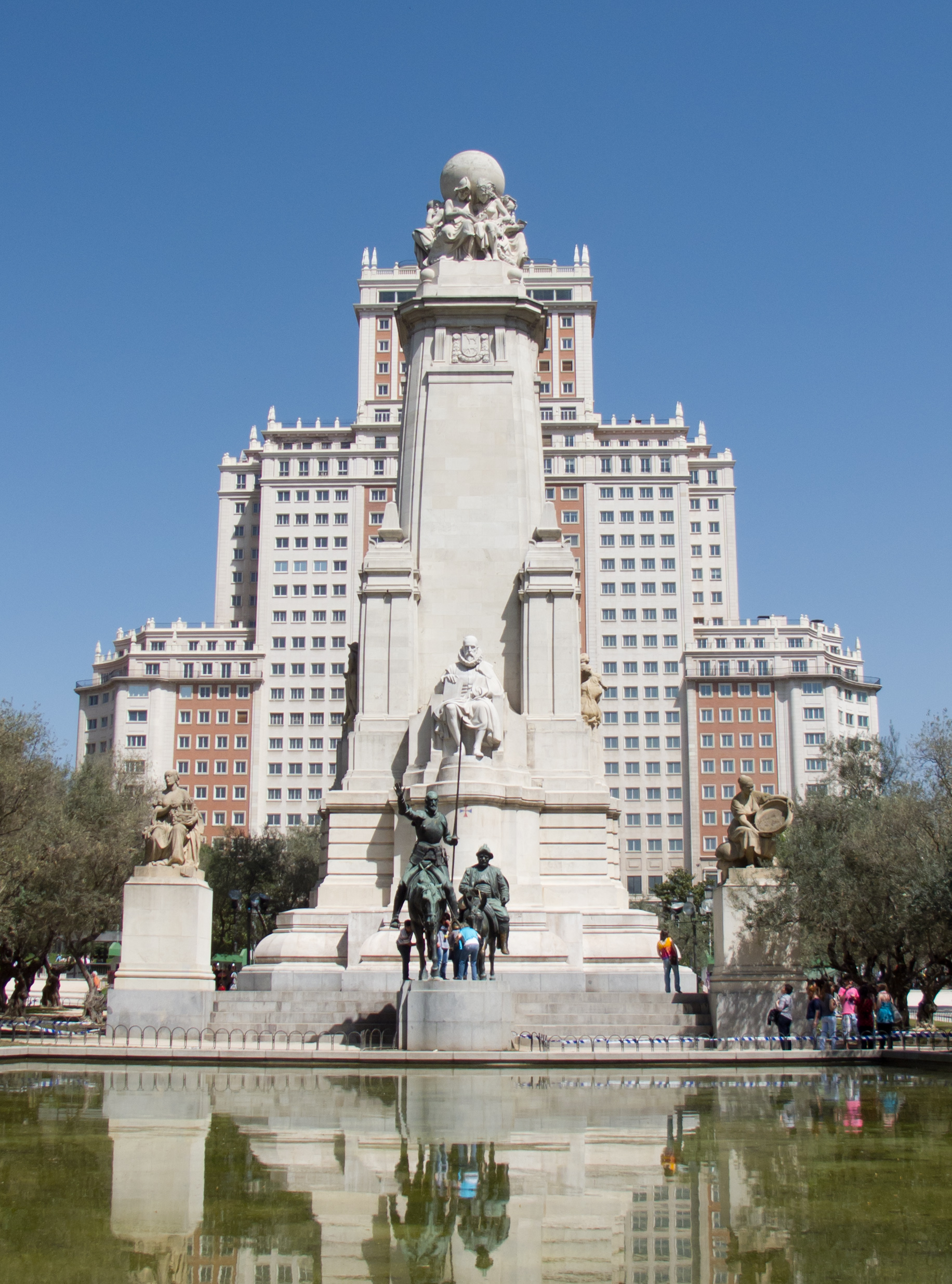
Cervantesův památník na Plaza de España
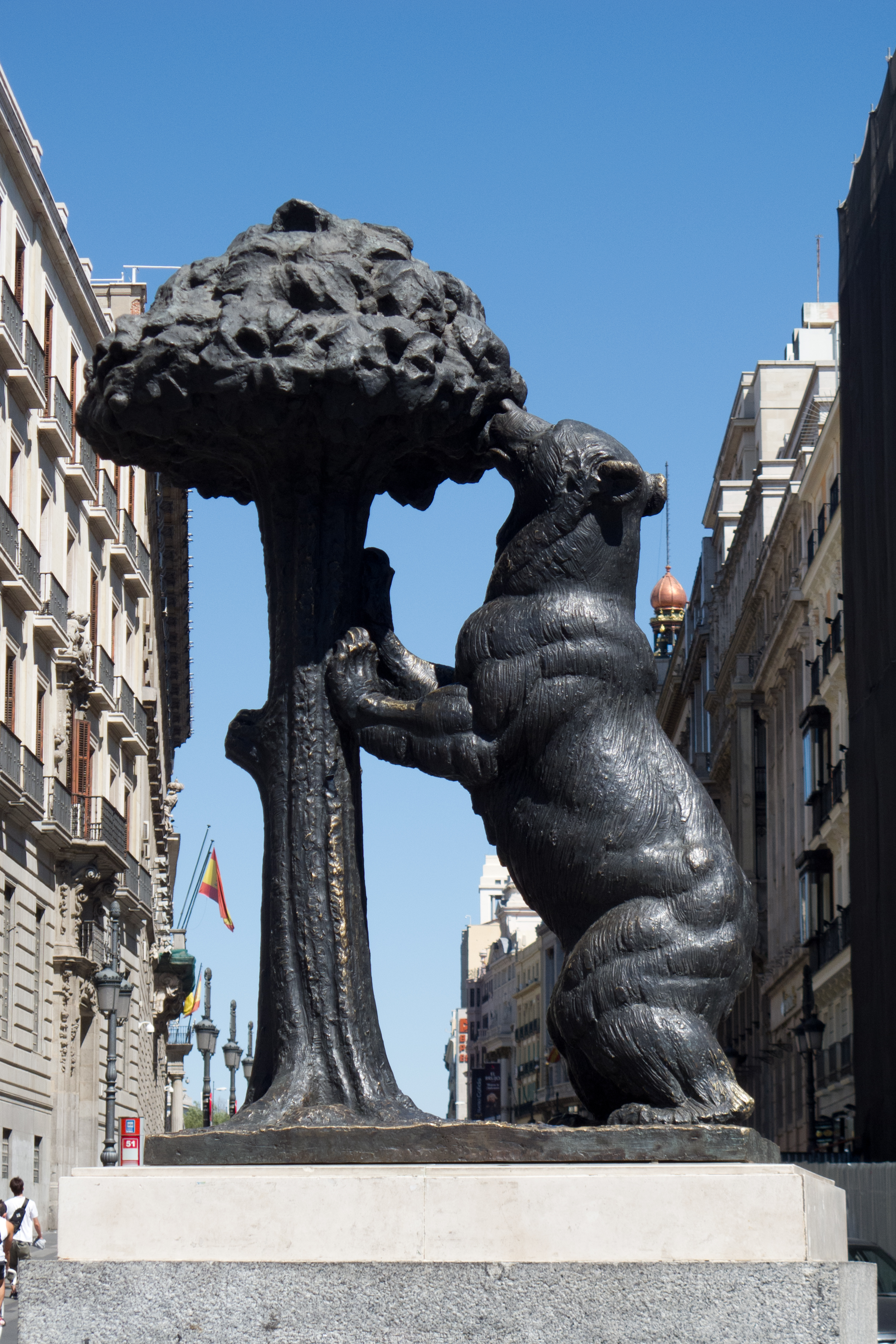
Medvěd a planika (El oso y el madroño) na Puerta del Sol

### Parky a lesy

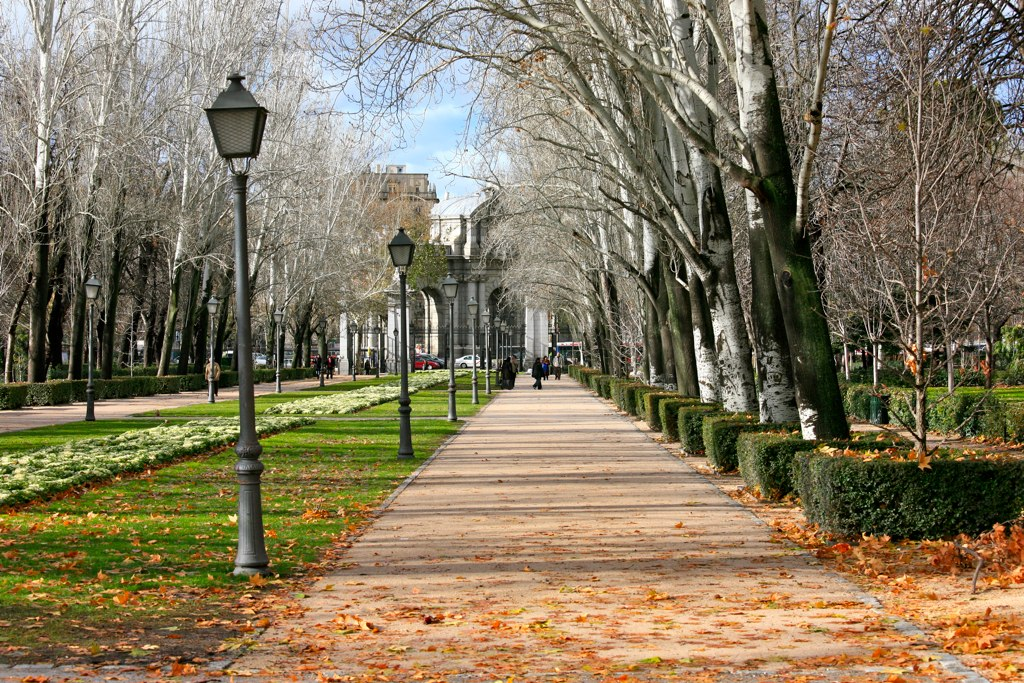
Park El Retiro

V Madridu roste druhý nejvyšší počet stromů ze všech světových metropolí. Počet 300 tisíc překonává pouze Tokio. Obyvatelé Madridu by se měli chůzí dostat k nejbližšímu parku do 15 minut. Od roku 1997 vzrostla rozloha zelených ploch o 16 %. V současnosti zeleň zaplňuje 8,2 % madridských pozemků, což znamená, že na jednoho obyvatele připadá 16 metrů čtverečných. Toto číslo zvysoka překračuje 10 metrů čtverečních na obyvatele, což je číslo doporučené Světovou zdravotnickou organizací.
Velká část nejdůležitějších parků v Madridu leží v oblastech, které původně patřily královskému dvoru. Jedná se například o Monte de El Pardo, Soto de Viñuelas, Casa de Campo, El Buen Retiro, la Florida i kopec Príncipe Pío). Další zelená prostranství se nachází v areálech patřících obci.
Park El Retiro je nejnavštěvovanějším parkem města. S rozlohou větší než 1,4 kilometru čtverečních je největším parkem v centru ohraničeném okruhem M-30. Vznikl za vlády Filipa IV. Španělského v 17. století. V roce 1868 byl předán do správy obci. Leží nedaleko Královské botanické zahrady v Madridu .
Parque del Oeste (Park západu) se nachází severozápadně od centra. Zahrnuje část bývalého královského majetku. Terén je svažitý, neboť leží na březích řeky Manzanares. Jeho jižní část zahrnuje chrám Debod, egyptský chrám převezený do Španělska v průběhu 20. století.
Mezi další městské parky patří Parque de El Capricho, Parque Juan Carlos I. (oba v severovýchodním Madridu) nebo Madrid Río. Zahrady Campo del Moro a Sabatini v blízkosti Královského paláce byly pro veřejnost otevřeny ve 20. století (1978, 1931).
Na západ od řeky Manzanares leží Casa de Campo, velká zalesněná oblast o rozloze přesahující 1700 hektarů. V oblasti leží i Madridská zoologická zahrada či zábavní park Parque de Atracciones de Madrid. Areál spravuje město od vyhlášení druhé Španělské republiky v roce 1931.

Monte de El Pardo je největší zalesněná oblast na území města. Dubový les o rozloze přes 16 000 hektarů je považován za nejlépe zachovalý středomořský les v Madridu a jeden z nejzachovalejších v Evropě. Dříve totiž sloužil jako lovecký areál. Za vlády Ferdinanda VII. Španělského byl v oblasti lov zakázán a došlo k vyvlastnění pozemků. Nyní je oblast zvláště chráněná zejména kvůli životu ptactva. V oblasti je i nejvyšší bod na území města.

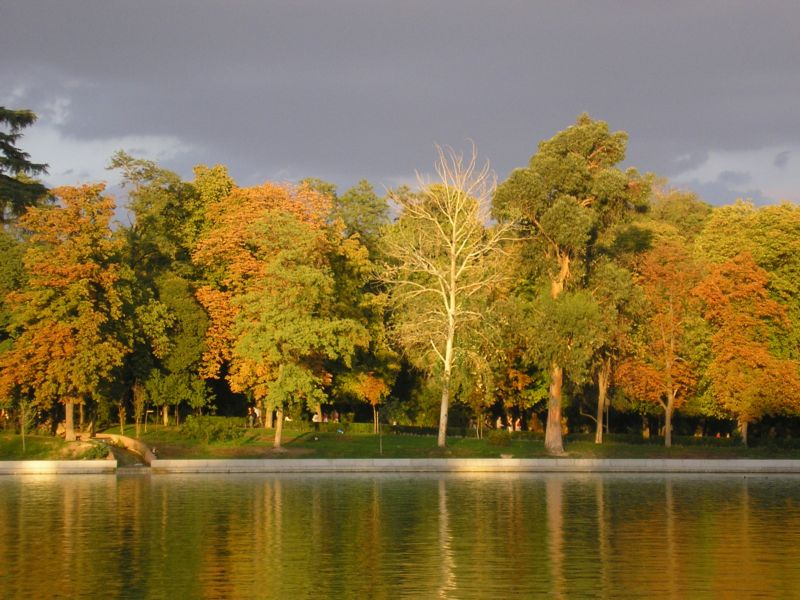
Park Buen Retiro
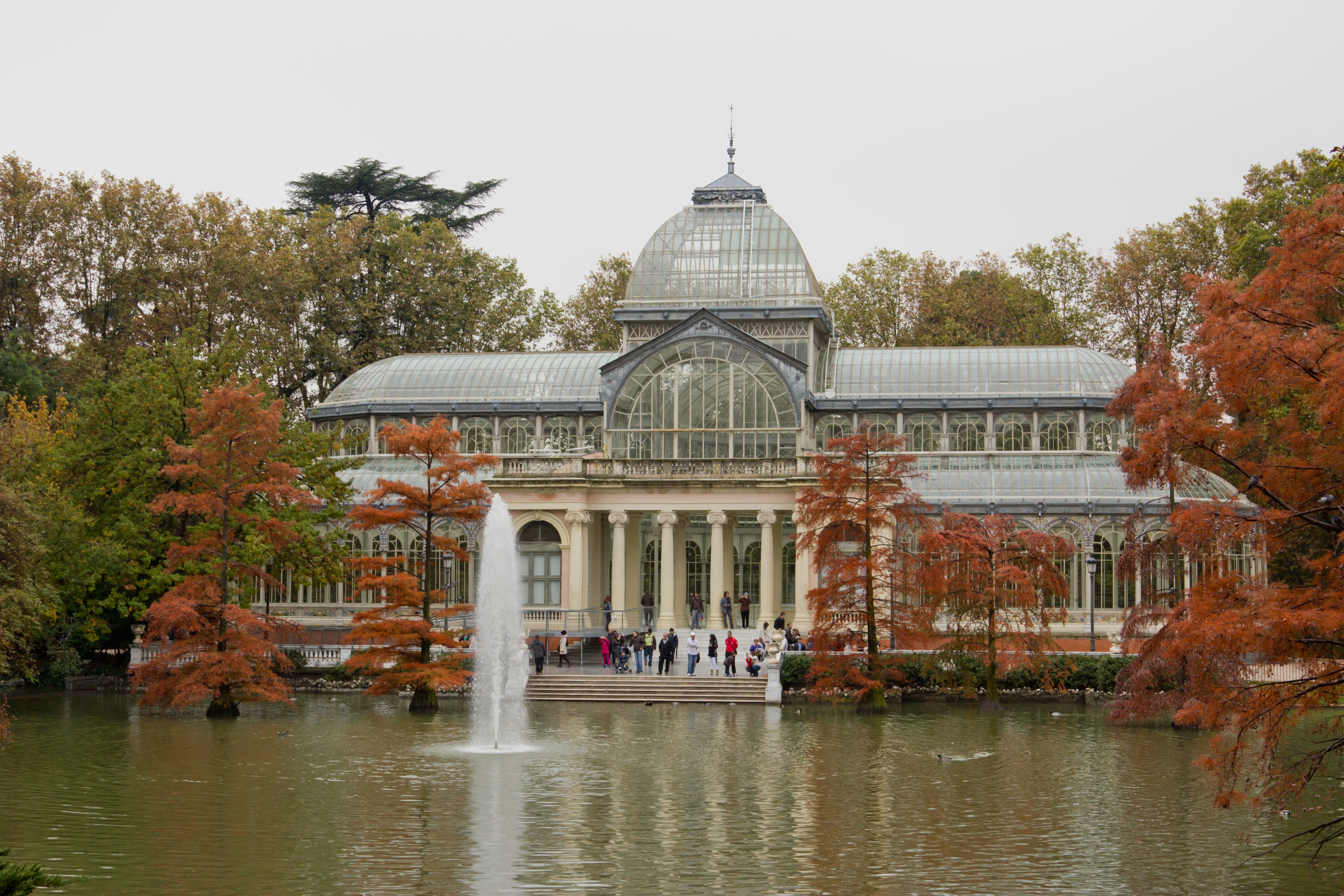
Palacio de Cristal
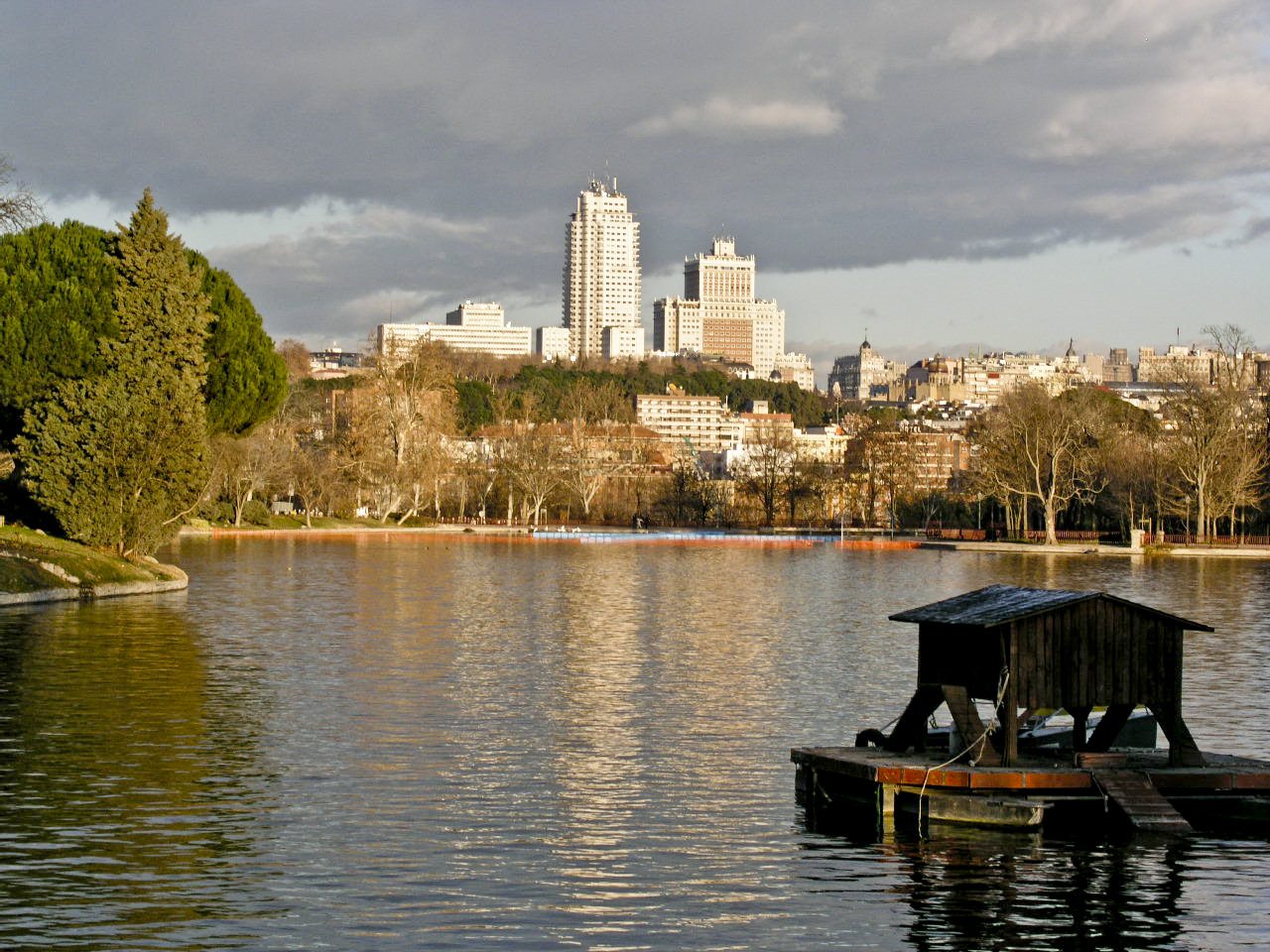
Casa de Campo
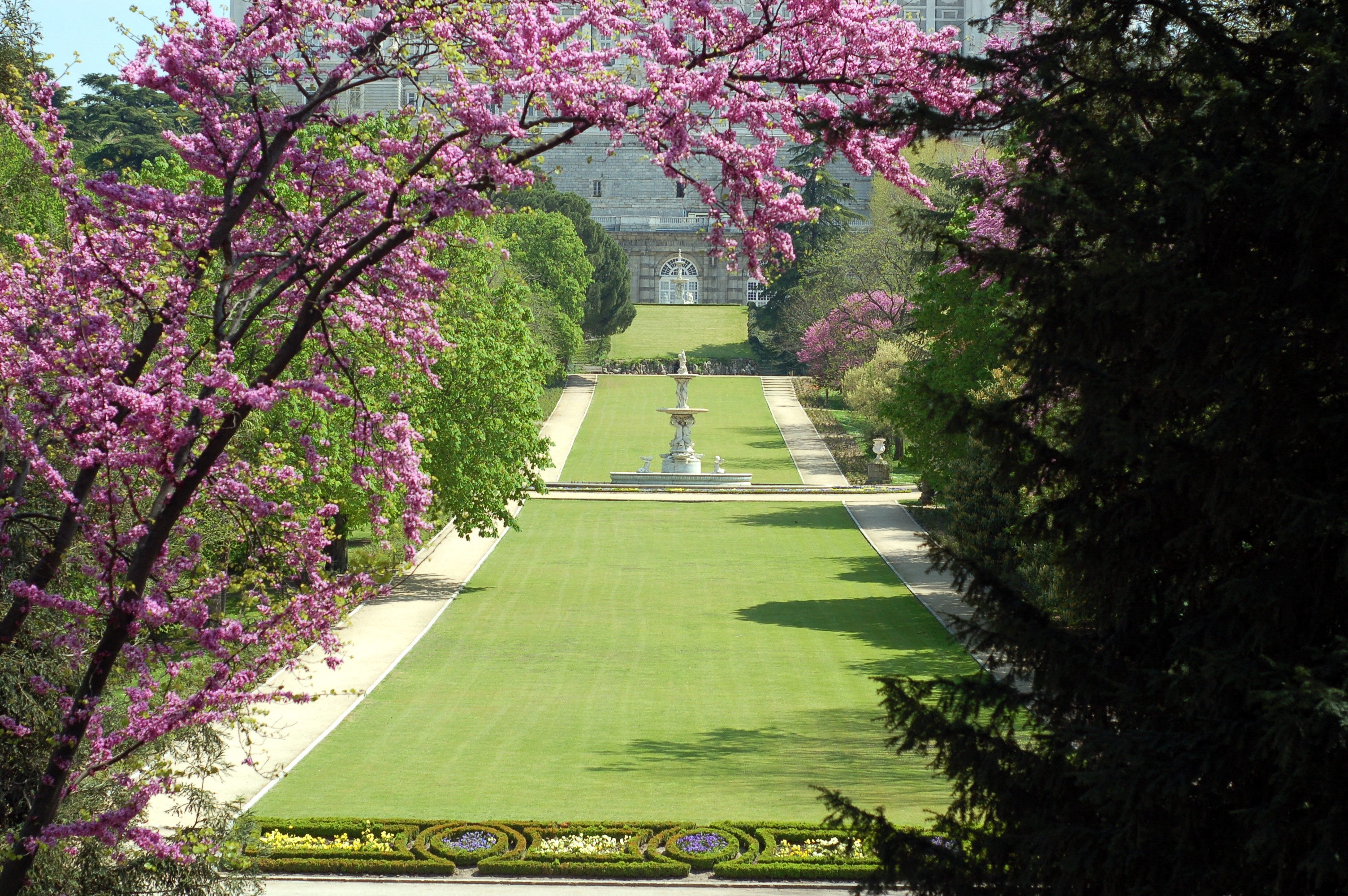
Zahrady Campo del Moro
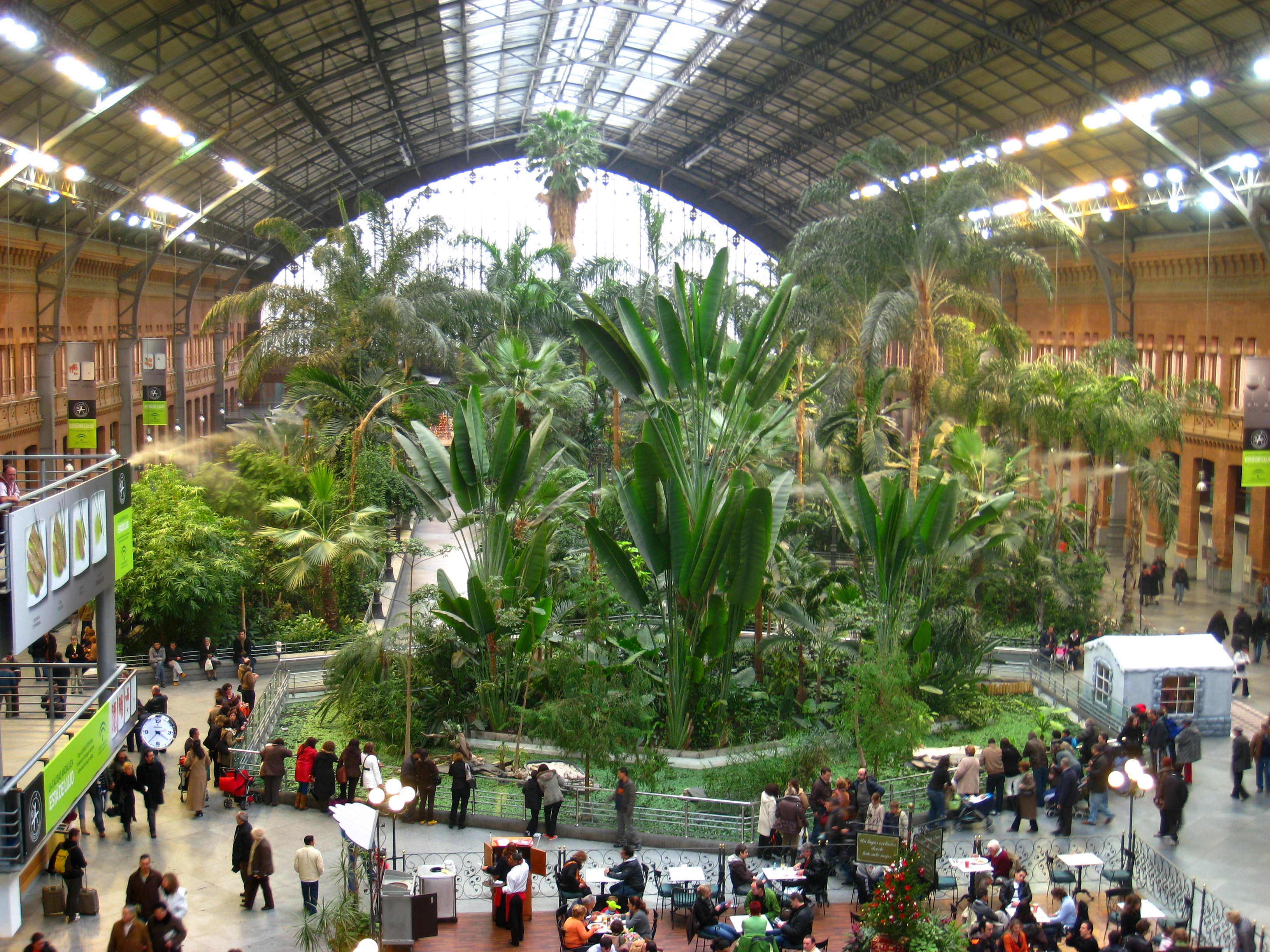
Hala nádraží Atocha
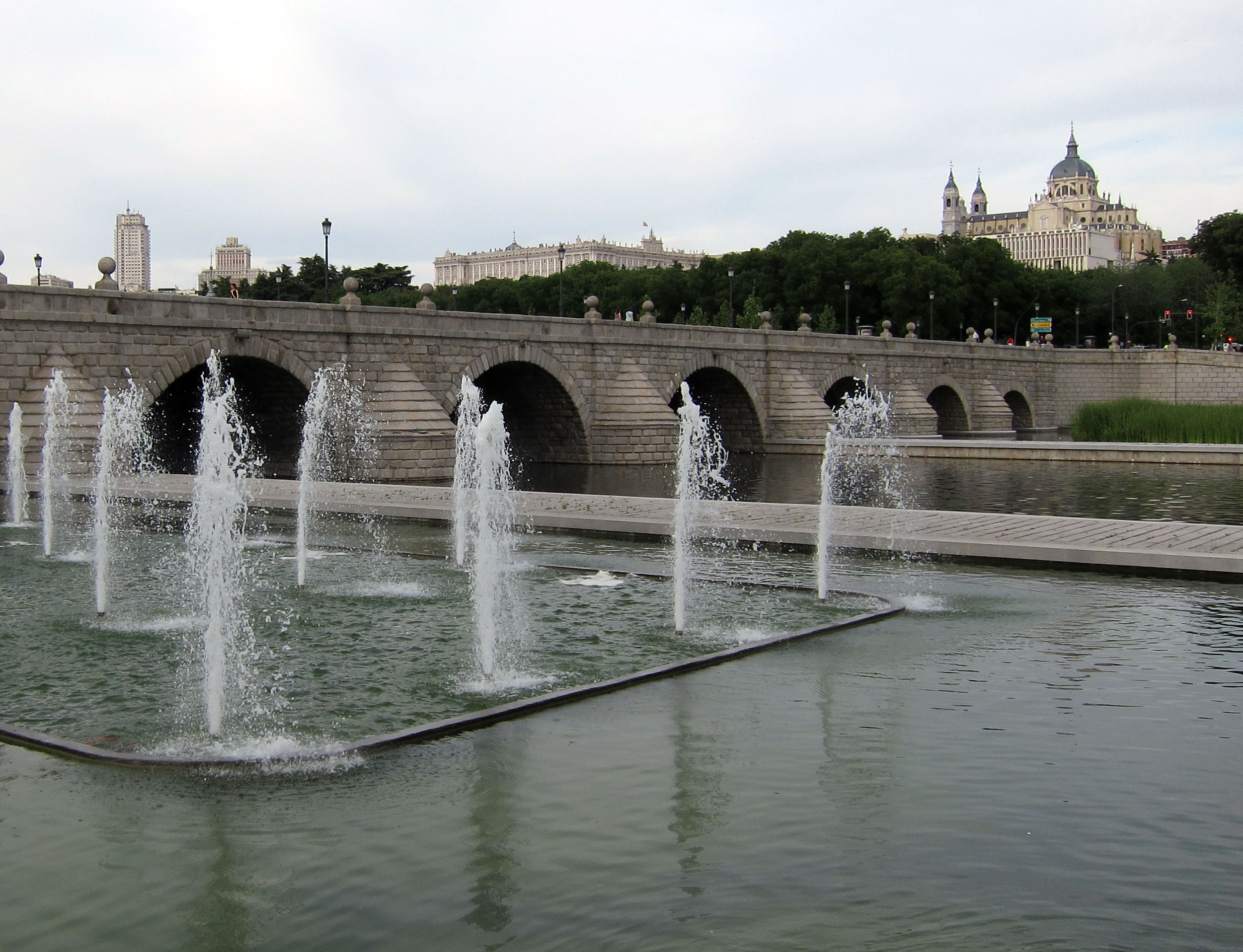
Řeka Manzanares

## Kultura

### Galerie a muzea

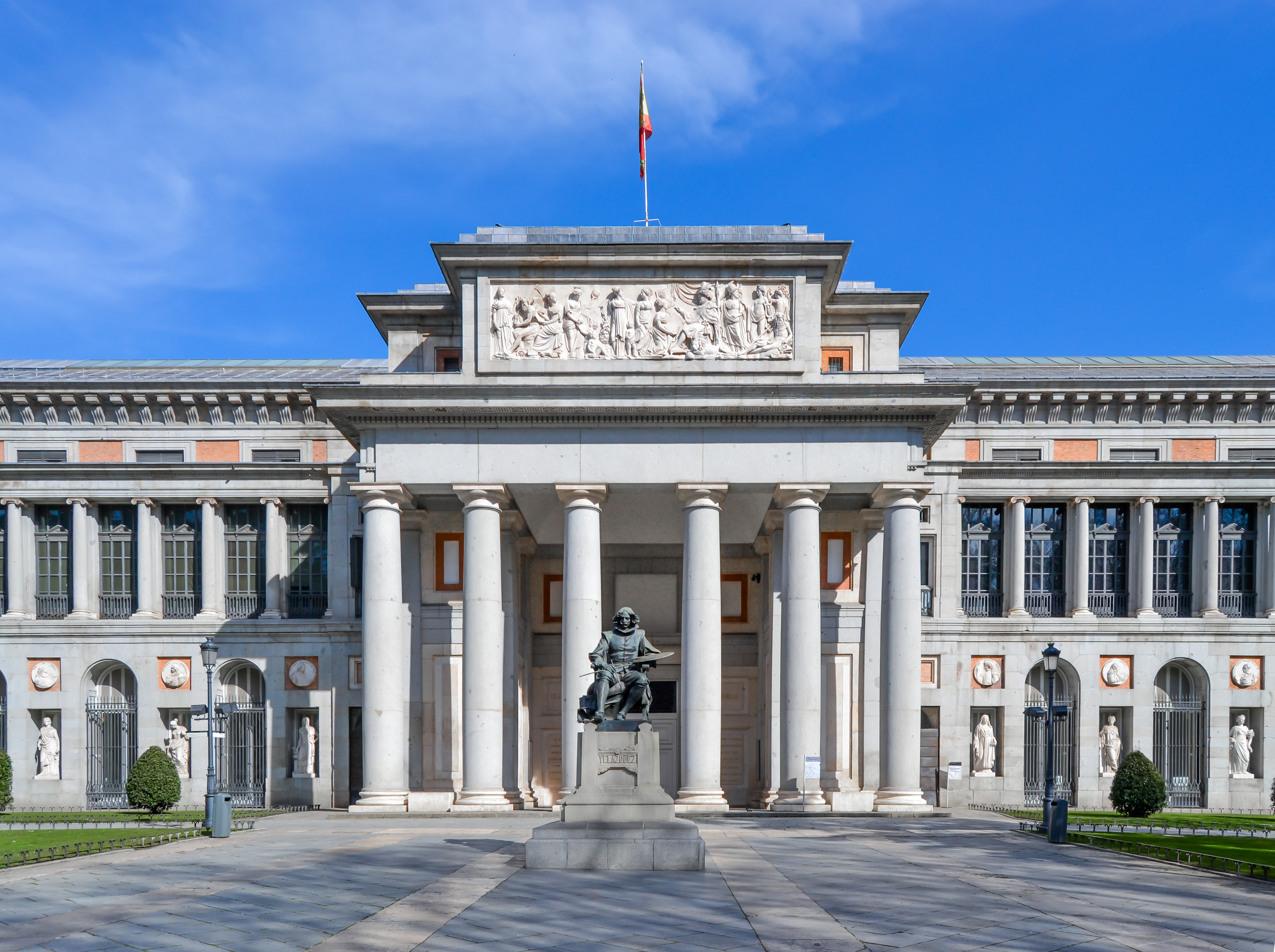
Museo del Prado

Dvorní dámy od Diega Velázqueze

Madrid je považován za jedno z nejlepších měst v Evropě pro milovníky umění. Nejznámější je Zlatý trojúhelník umění, který se nachází v oblasti bulváru Paseo del Prado. Zahrnuje tři hlavní muzea, a to Museo del Prado, Muzeum královny Sofie a Muzeum Thyssen-Bornemiszů.
Museo del Prado zahrnuje jednu z nejrozsáhlejších světových sbírek evropského umění od 12. století do počátku 19. století. Vznikla z bývalé španělské královské sbírky. Zahrnuje mnoho uměleckých děl od Francisca Goyi, Diega Velázqueze, El Greca, Petra Paula Rubense, Tiziana, Hieronyma Bosche, José de Ribery, Joachima Patinira, Rogiera van der Weydena, Raffaela Santiho, Tintoretta, Paola Veroneseho, Caravaggia, Anthonise Van Dycka, Albrechta Dürera, Clauda Lorraina, Murilla a Zurbarána. Mezi pozoruhodná díla patří Dvorní dámy, Oblečená Maja, Nahá Maja, Zahrada pozemských rozkoší, Neposkvrněné početí a Soud v Paříži.
Muzeum královny Sofie je madridské muzeum umění 20. století. Ukrývá mistrovské protiválečné dílo Guernica od Pabla Picassa z roku 1937. Mezi další exponáty muzea, které se věnuje především španělskému umění, patří sbírky největších španělských mistrů 20. století včetně Salvadora Dalího, Joana Miró, Pabla Picassa, Juana Grise i Julia Gonzáleze. V muzeu působí i volně přístupná umělecká knihovna.
Muzeum Thyssen-Bornemiszů je další umělecké muzeum, které zaplňuje mezery ve sbírkách svých protějšků. V případě Musea del Prada sem patří italská, anglická, nizozemská a německá díla, zatímco v případě Muzea královny Sofie doplňuje moderní umění ze zahraničí. Sbírka Thyssen-Bornemiszů byla kdysi druhá nejrozsáhlejší soukromá sbírka na světě po britské královské sbírce. Zahrnovala impresionisty, expresionisty a evropské a americké malby z druhé poloviny 20. století.

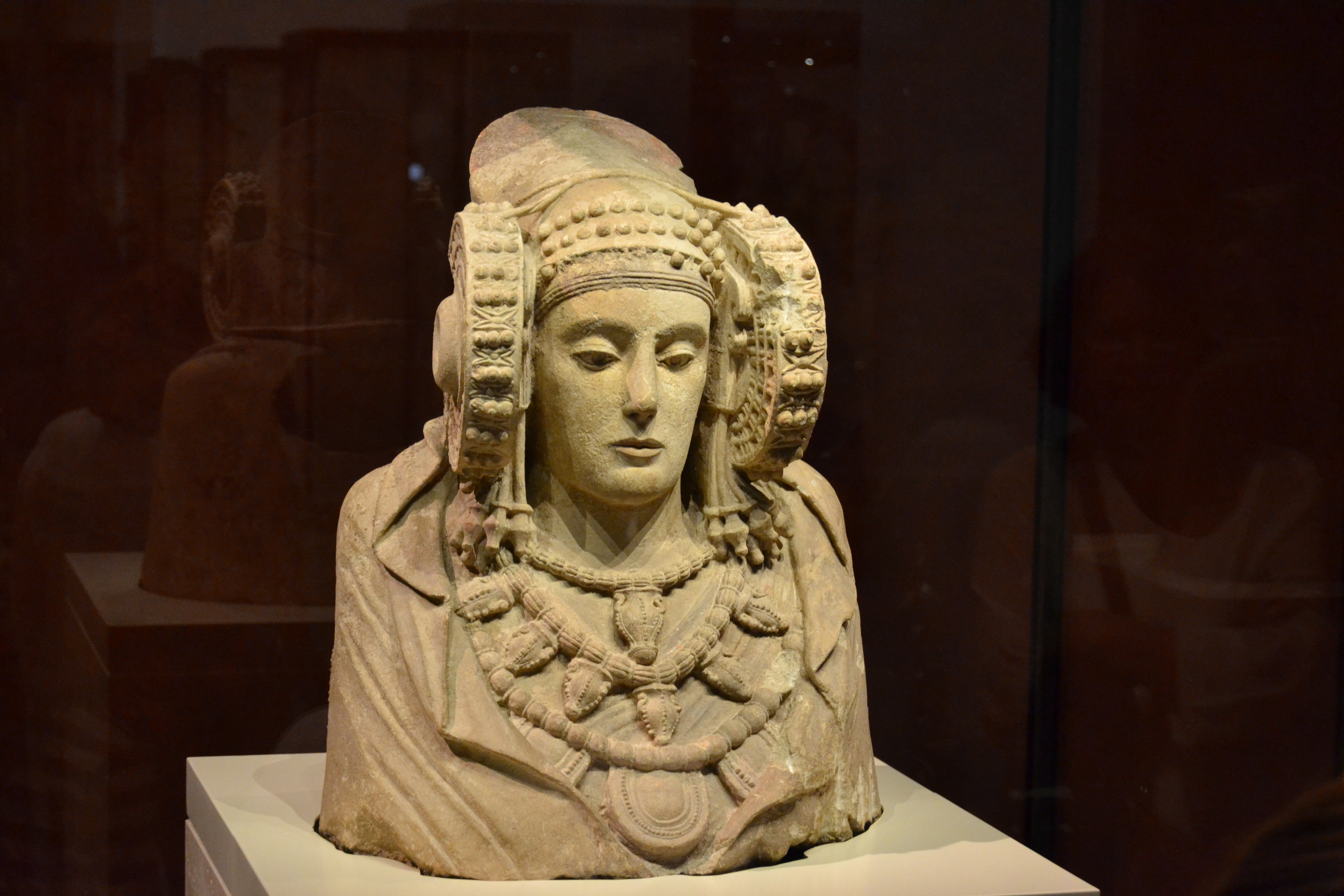
Dáma z Elche

Národní archeologické muzeum v Madridu vystavuje archeologické nálezy od pravěku až po 19. století (včetně římských mozaik, řecké keramiky, islámského a románského umění). Většina jich pochází z Pyrenejského poloostrova. Expozice se rozkládají ve třech patrech. Ikonickým předmětem v muzeu je Dáma z Elche, iberská busta ze 4. století před naším letopočtem. Mezi další významná díla patří Dáma z Bazy, Dáma z Cerro de los Santos, Dáma z Ibizy či poklad z Guarrazaru či reprodukce polychromatických maleb v jeskyni Altamira.
Královská akademie výtvarných umění v San Fernando ukrývá sbírku výtvarného umění z 15. až 20. století. Budova je také sídlem madridské akademie umění.
CaixaForum Madrid je postmoderní umělecká galerie v centru Madridu, nedaleko Musea del Prado.
Královský palác v Madridu, rozsáhlá budova známá svými luxusními pokoji, ukrývá bohaté sbírky brnění a zbraní a nejrozsáhlejší sbírku hudebních nástrojů od Antonia Stradivariho. Muzeum královských sbírek je budoucí muzeum určené k výstavám nejvýznačnějších kusů královských sbírek.
Muzeum Ameriky je muzeum, které uchovává umělecké, archeologické a etnografické sbírky z Ameriky od paleolitu až po současnost.
Mezi další pozoruhodná muzea patří Národní muzeum přírodních věd, Námořní muzeum či klášter Las Descalzas Reales s mnoha výtvarnými díly z období renesance a baroka a bruselskými gobelíny inspirovanými Rubensovými obrazy. Muzeum Lázara Galdiana se specializuje na dekorační předměty, ale zahrnuje i sbírku zbraní včetně meče papeže Inocence VIII. Sorollovo muzeum se zaměřuje na díla valencijského impresionistického malíře Joaquína Sorolly. Vystaveny jsou i sochy Augusta Rodina, které byly součástí Sorollova majetku. Historické muzeum v Madridu vystavuje předměty související s místní historií. Ve městě existuje i Muzeum voskových figurín a Železniční muzeum, které se nachází v budově bývalého nádraží Delicias.

### Múzická umění

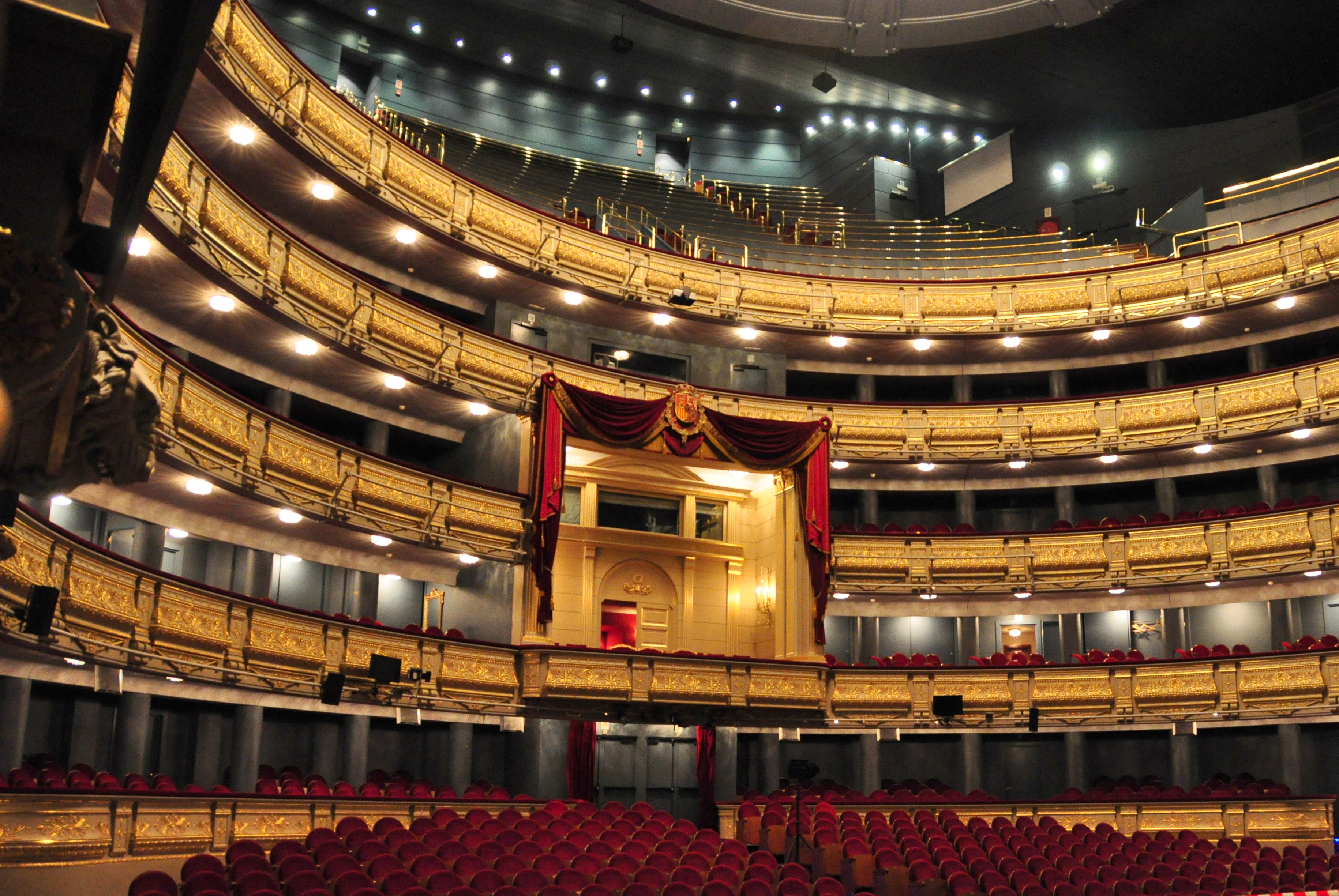
Teatro Real

Národní posluchárna hudby (Auditorio Nacional de Música) je hlavním místem konání koncertů klasické hudby v Madridu. Sídlí v něm Španělský národní orchestr a Chamartínský symfonický orchestr. V budově se také konají koncerty Orchestru Madridského společenství a Madridského symfonického orchestru. Konají se zde i koncerty zahraničních orchestrů.
Teatro Real je hlavní operní dům v Madridu. Nachází se přímo před Královským palácem v Madridu. V této budově sídlí Madridský symfonický orchestr. Teatro Real uvádí kolem sedmnácti operních titulů ročně, dále dva až tři rozsáhlé balety a několik recitálů.
Teatro de la Zarzuela se věnuje především zarzuele (španělský hudebně-dramatický žánr). Kromě ní se věnuje také operetě a recitálům. V budově sídlí Orchestr Madridského společenství.
Teatro Monumental je místem koncertů Symfonického orchestru veřejnoprávní vysílatel rádia a televize RTVE.
Další místa koncertů klasické hudby jsou Fundación Joan March a Auditorio 400.

### Noční život

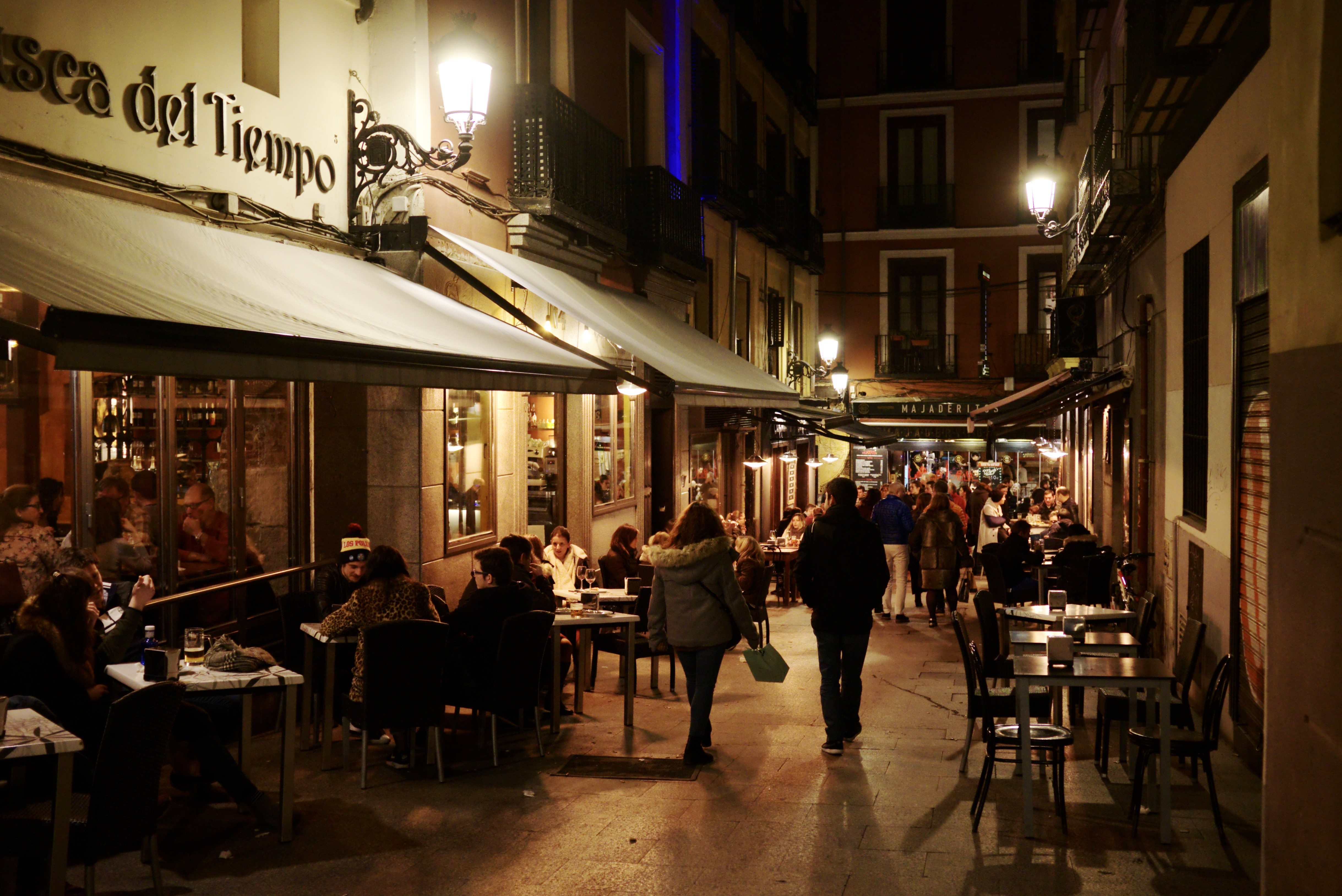
Noční život v centru Madridu

Madrid je mezinárodní centrum vysoce rozmanitého nočního života. Ve městě působí mnoho barů, tanečních a nočními klubů, které zůstávají otevřené i dlouho po půlnoci. O Madridu se říká, že má "pulzující noční život". Mezi nejvýznamnější místa nočního života patří okolí Plaza de Santa Ana, Malasaña a La Latina. Na těchto lokacích lze navštívit například tapas bary, koktejlové bary, kluby, jazzové salonky, podniky s živou hudbou a flamencová divadla. Většina nočních klubů ožívá ve 13.30 po poledni, výjimkou není ani otevírací doba do šesté hodiny ranní.
Noční život vzkvétal zejména v 80. letech, kdy byl starostou Enrique Tierno Galván (PSOE). Během jeho vlády došlo k rozvoji kontrakulturního hnutí La Movida. Toto období znamenalo vzestup punk rocku, synth-popové hudby, otevřenost v oblasti sexuality a užívání drog.
Oblast Chueca se také stala oblíbeným místem madridského nočního života, zejména pro homosexuální populaci. Chueca je známá jako gay čtvrť, srovnatelná se čtvrtí Castro v San Franciscu.

### Festivaly

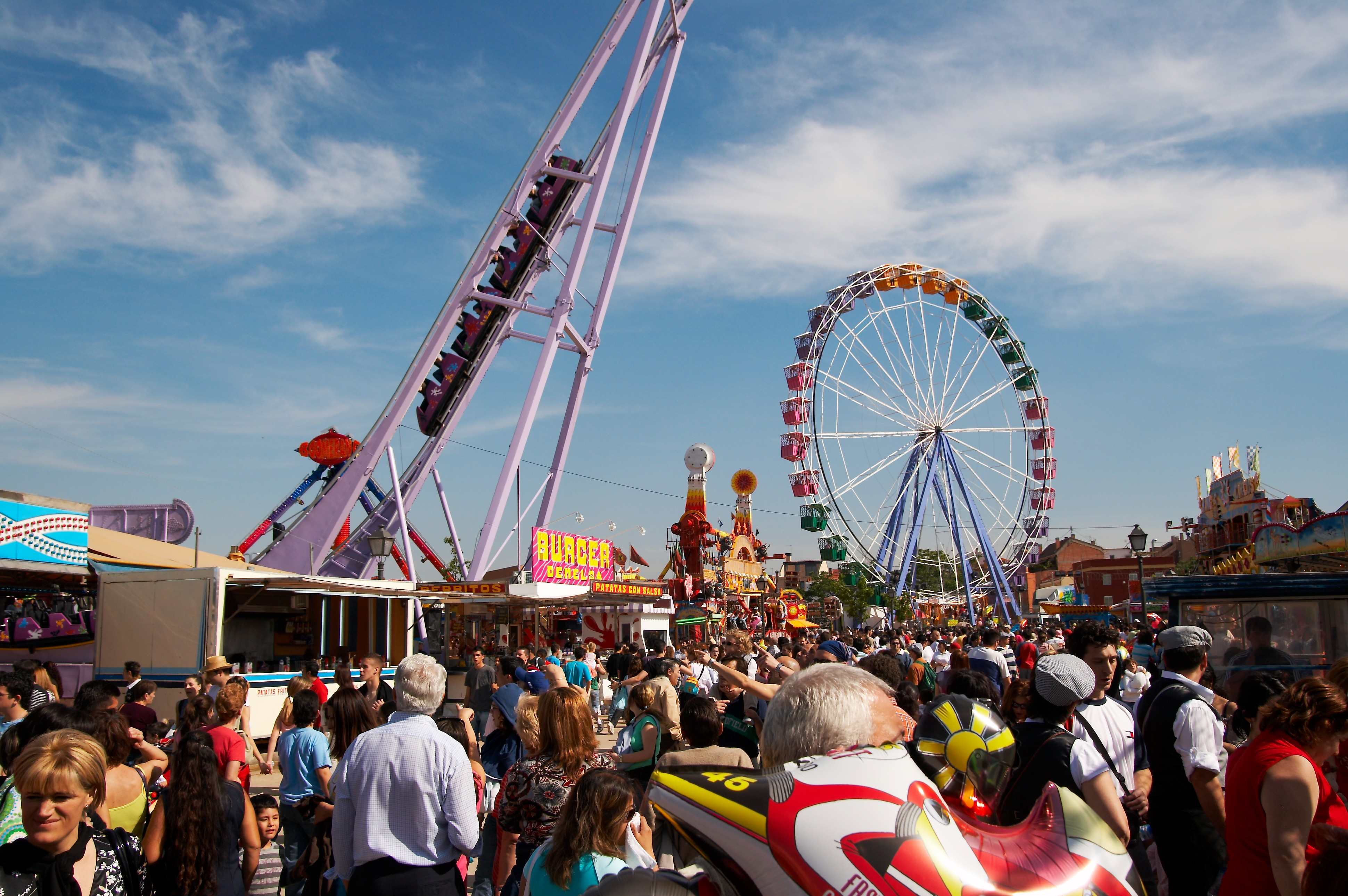
Den svatého Isidora Dělníka

Typickým místním svátkem je Den Isidora Dělníka, patrona Madridu. Slaví se 15. května, je dokonce vyhlášen jako státní svátek. Podle tradice byl Isidor zemědělský dělník a výrobce studní, který se narodil v Madridu na konci 11. století. Žil zbožným životem, jeho mrtvola byla údajně v roce 1212 shledána neporušenou. Mezi madridskými občany je velmi populární. Protože se Madrid stal hlavním městem Španělského království, vyvinula městská rada úsilí na podporu jeho kanonizace, tento proces začal v roce 1562. Isidor byl blahořečen roku 1619 a svátek byl stanoven na 15. května.
15. května se lidé shromažďují v ermitě sv. Isidora a parku sv. Isidora na pravém břehu řeky Manzanares. Často nosí kostkované čepice (parpusas) a šátky (safos).

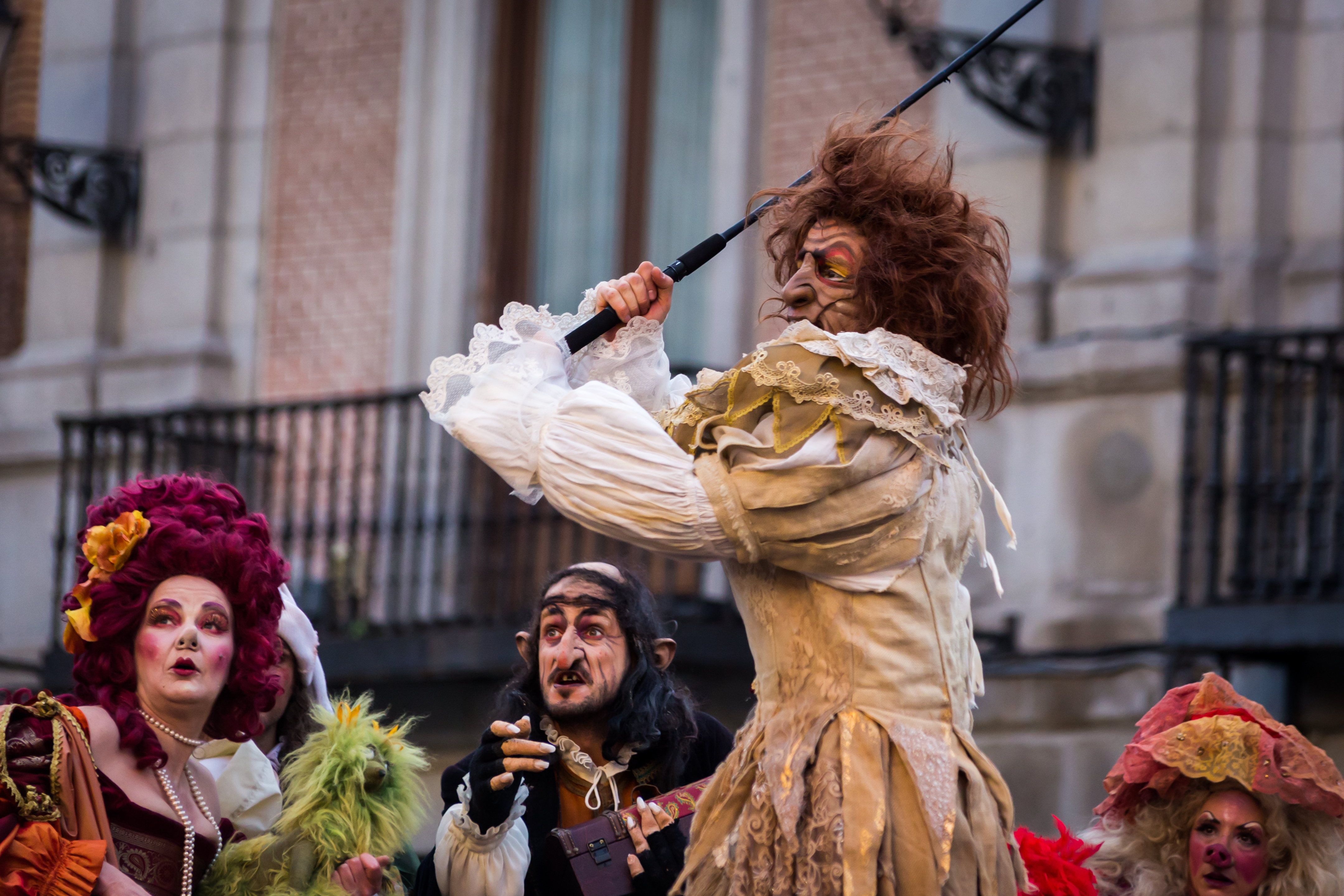
Karneval v Madridu

Přestože je Madrid cizinci často označován jako město bez tradic, karneval je v Madridu populární už od 16. století. Během frankistické diktatury byl omezován, čímž tento svátek výrazně utrpěl. Od té doby se opět pomalu vzpamatovává.
Nejvýznamnější hudební událostí ve městě je Mad Cool festival založený v roce 2016, dosáhl návštěvnosti 240 000 během ročníku 2018. Akce trvala tři dny.
Madrid Pride se stal událostí, při které se sejde nejvíce lidí místních obyvatel během roku. Je také jednou z nejvýznamnějších oslav gay pride na celém světě.
První demonstrace za práva gayů se konala v roce 1977. Od roku 1981 se Madrid Pride koná pravidelně. V roce 2017 se ve městě konal průvod Europride. Na tomto festivalu se konala řada konferencí, seminářů a workshopů, stejně jako kulturních a sportovních aktivit.
Od roku 2005, kdy Španělsko v červenci 2005 legalizovalo sňatky osob stejného pohlaví, se Madrid stal jedním z největších center LGBT kultury. S přibližně 500 podniky zaměřenými na LGBT komunitu se Madrid stal „bránou rozmanitosti“.

### Býčí zápasy

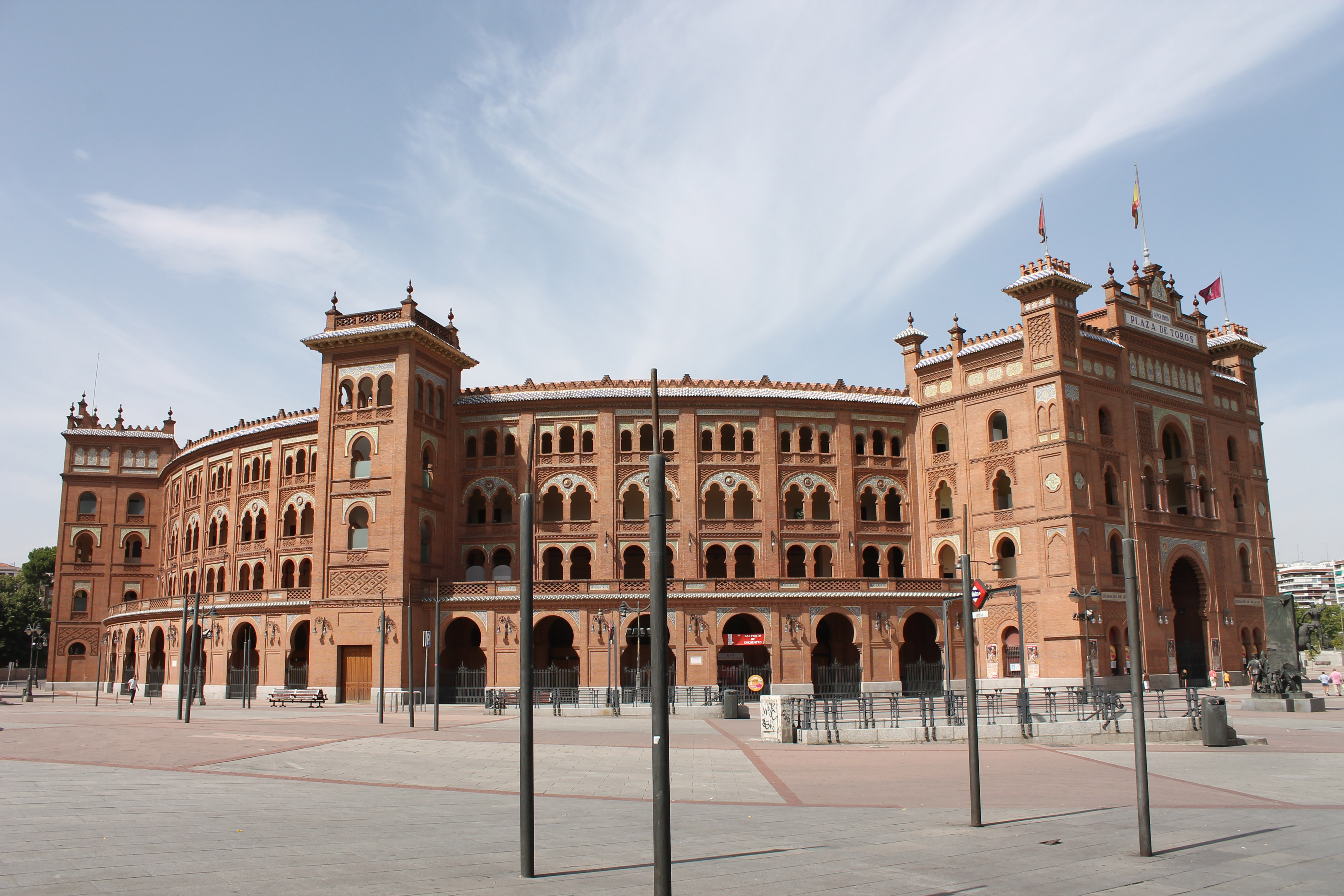
Aréna Las Ventas

V Madridu stojí největší býčí aréna ve Španělsku, Las Ventas. Založená byla v roce 1929. Mnohými je považována za světové centrum býčích zápasů (koridy) a má kapacitu téměř 25 000 míst. Sezóna koridy začíná v březnu a končí v říjnu. Během slavností San Isidro (svatého patrona Madridu) od poloviny května do začátku června se konají zápasy každý den. Po zbytek dne se konají každou neděli a státní svátek po zbytek sezóny. Postavena byla v novomaurisjkém stylu. Aréna také hostí hudební koncerty a další akce mimo býčí zápasy. V Madridu však panuje velká kontroverze ohledně býčích zápasů.

### Literatura

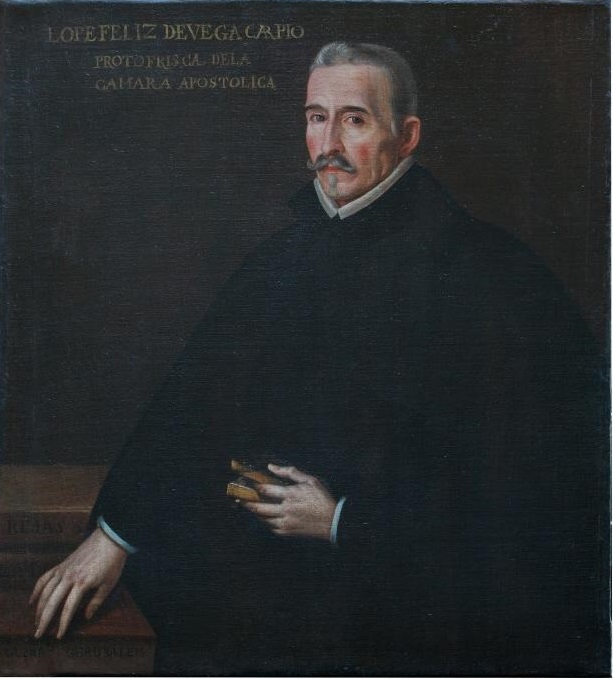
Lope de Vega

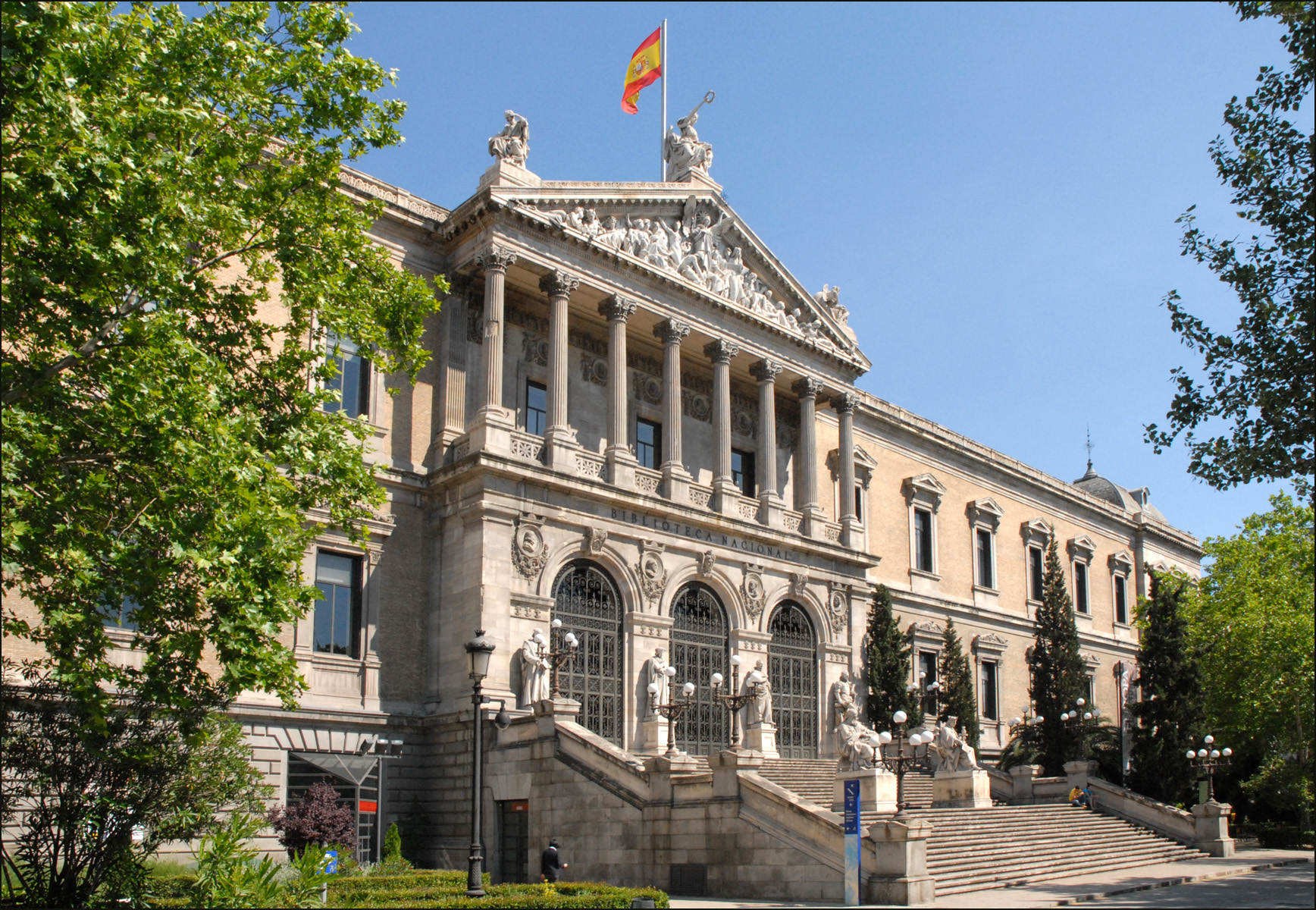
Národní knihovna Španělska

### Gastronomie

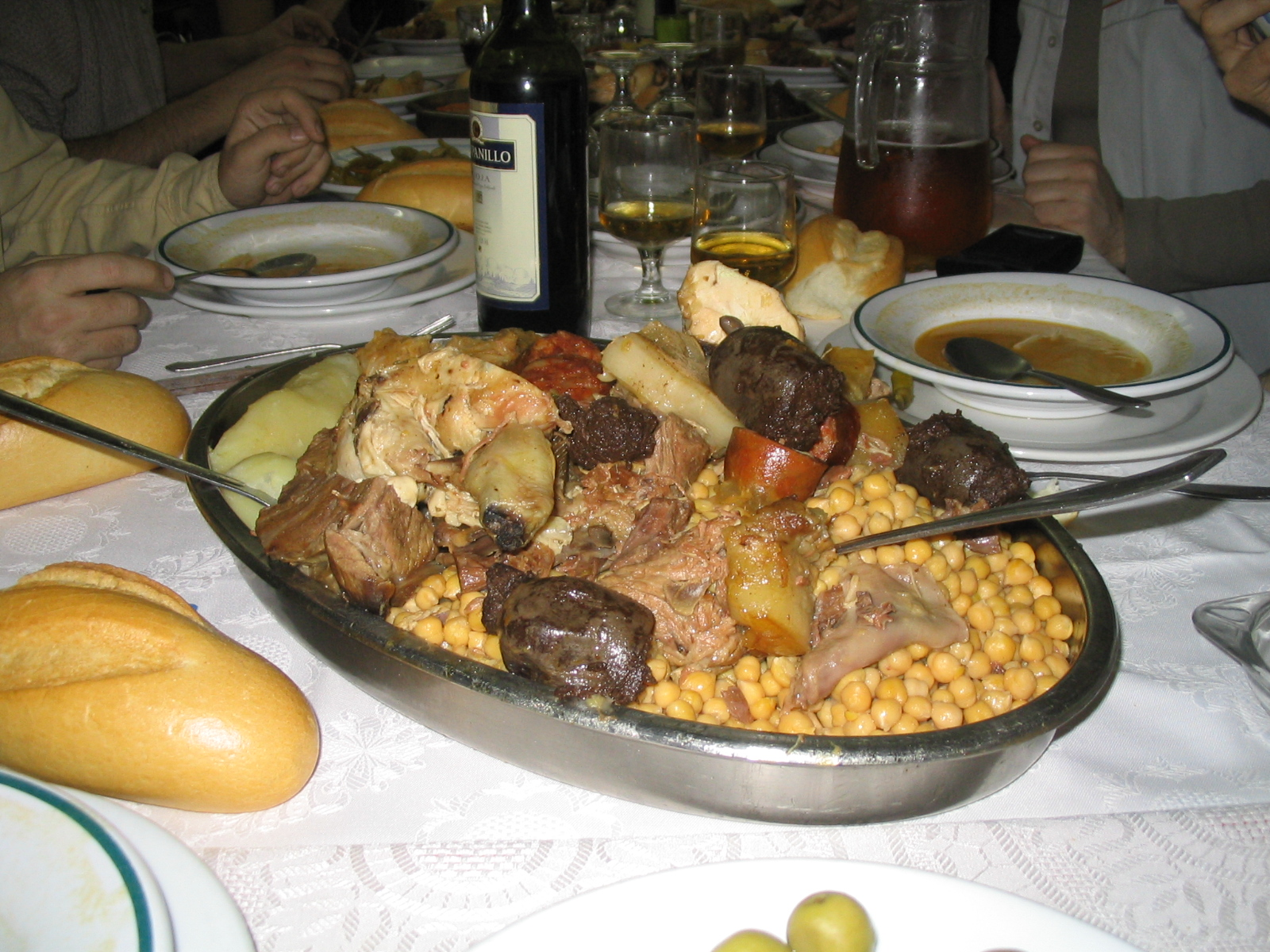
Cocido madrileño, dušené maso s cizrnou

Madridská kuchyně je silně ovlivněna jinými regiony Španělska. Její vlastní identita ve skutečnosti spočívá ve schopnosti tyto vlivy zpracovávat a začleňovat.
Jedním z nejtypičtějších jídel je cocido madrileño, jedná se o dušené maso na cizrně. Callos a la madrileña je tradiční zimní specialitou, obvykle se vyrábí z hovězích drštěk. Mezi další madridské pokrmy připravované z vnitřností patří gallinejas, grilované vepřové ucho. I smažená chobotnice se v Madridu stala kulinářskou specialitou, často se konzumuje v sendviči s názvem bocata de calamares.
Mezi další jídla považovaná za typicky madridská patří sopa de ajo (česneková polévka), španělská omeleta, besugo a la madrileña (cejn), caracoles a la madrileña (šneci) nebo patatas bravas (kořeněné brambory). Posledně jmenovaný pokrm je často podáván v tapas barech. Známé je také jídlo s názvem gallina en pepitoria (slepice nebo kuře vařené s předem uvařeným žloutkem s mandlemi).

## Sport

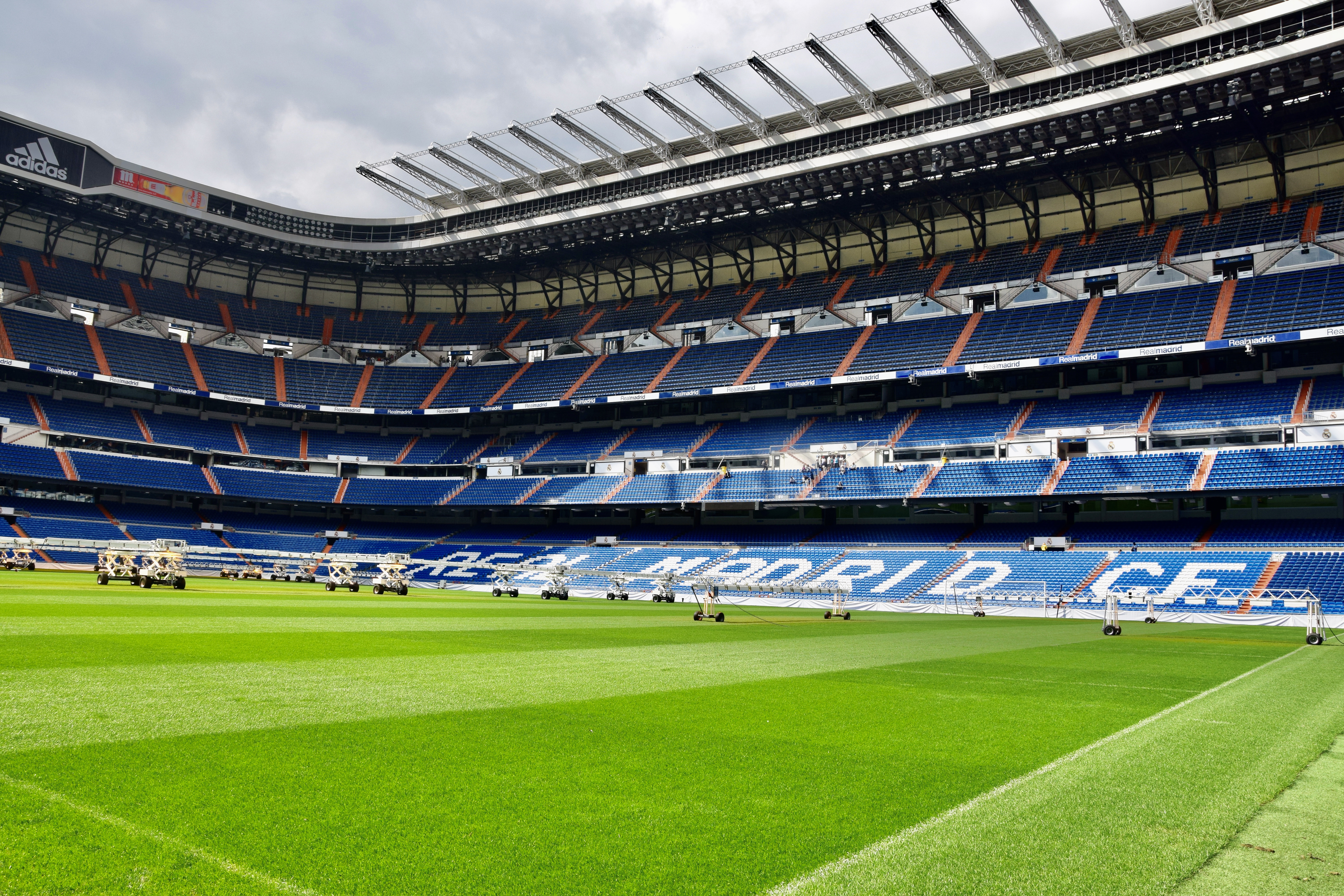
Estadio Santiago Bernabéu

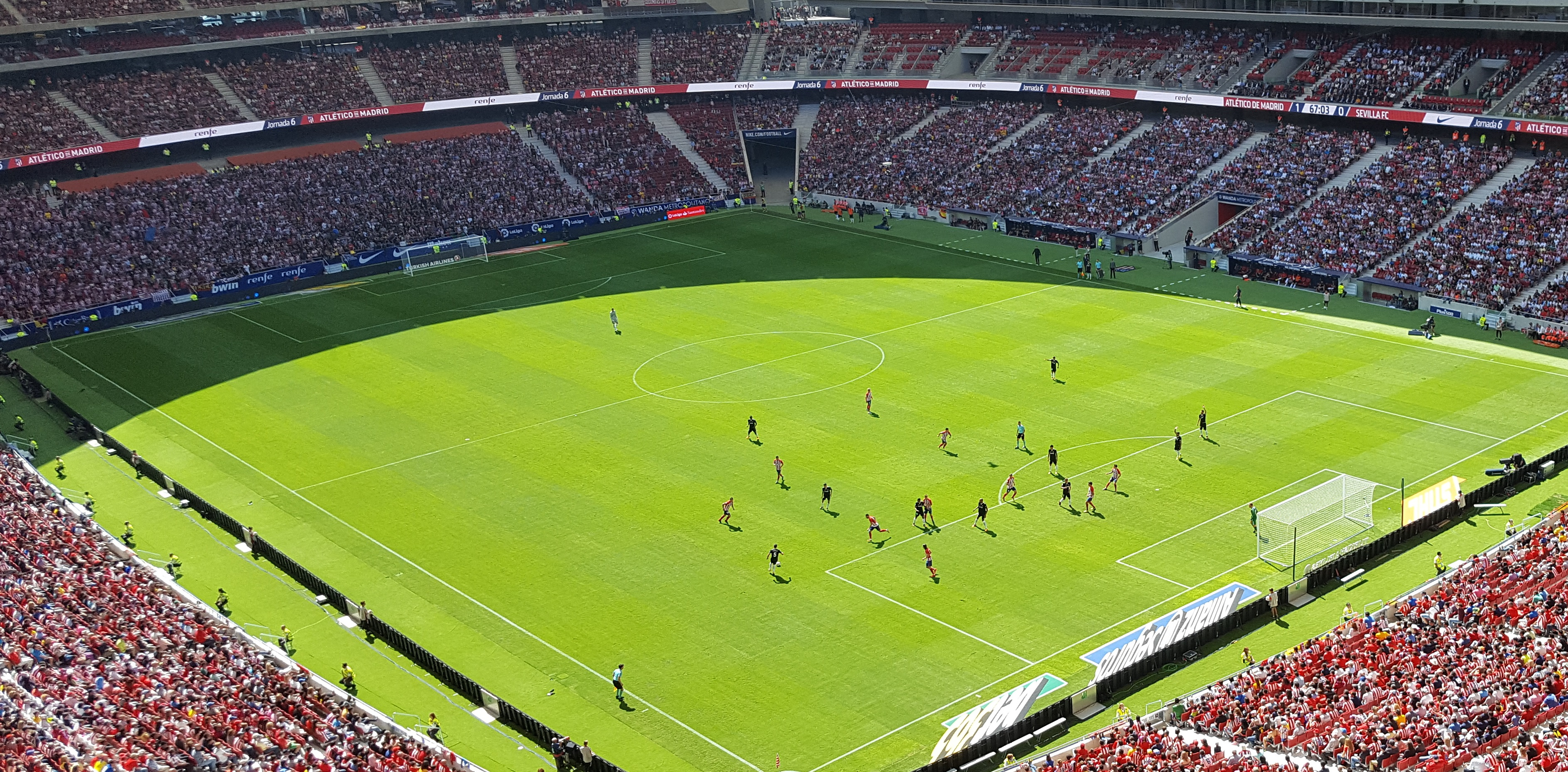
Stadion Wanda Metropolitano

Jeden z nejznámějších klubů světa, Real Madrid, založený v roce 1902, soutěží v La Lize, což je nejvyšší španělská fotbalová liga. Své domácí zápasy hraje na stadionu Santiaga Bernabéu s kapacitou 81 044 diváků. Klub je jedním z nejvíce podporovaných týmů na světě a jeho příznivci jsou označováni jako Madridistas nebo Merengues (pusinky). Příznivci Realu jsou většinou občané vyšší třídy a konzervativci. Klub byl označen jako nejlepší klub 20. století, v současnosti je pátým nejhodnotnějším sportovním klubem na světě a nejúspěšnějším španělským fotbalovým klubem s celkem 99 oficiálními tituly (včetně 14 evropských pohárů a 35 La Ligy).
Atlético Madrid, klub založený v roce 1903, také soutěží v La Lize. Domácí zápasy se konají na stadionu Metropolitano. Klub je ve městě také silně podporovaný, má třetí nejrozsáhlejší základnu fanoušků ve Španělsku a jejich příznivci jsou označováni jako Atléticos nebo Colchoneros (Matrace). Atlético je podporováno především střední pracující třídou. Klub je taktéž považován za elitní evropský tým, vyhrál tři tituly Evropské ligy UEFA a na domácí půdě Atletico jedenáct ligových titulů a deset cen Copa del Reys.
Rayo Vallecano je třetí nejdůležitější fotbalový tým města, sídlí v nedalekém samostatném městě Vallecas. V současné době soutěží v La Lize, kam si zajistil postup v roce 2021. Fanoušci klubu bývají velmi levicoví a jsou známí jako Bucaneers.
Madrid hostil pět finále Ligy mistrů UEFA, čtyři na stadionu Santiaga Bernabéu a jedno na stadionu Metropolitano. Stadion Santiaga Bernabéu také hostil finále Mistrovství Evropy ve fotbale 1964, které Španělsko vyhrálo, a finále Světového poháru FIFA 1982.

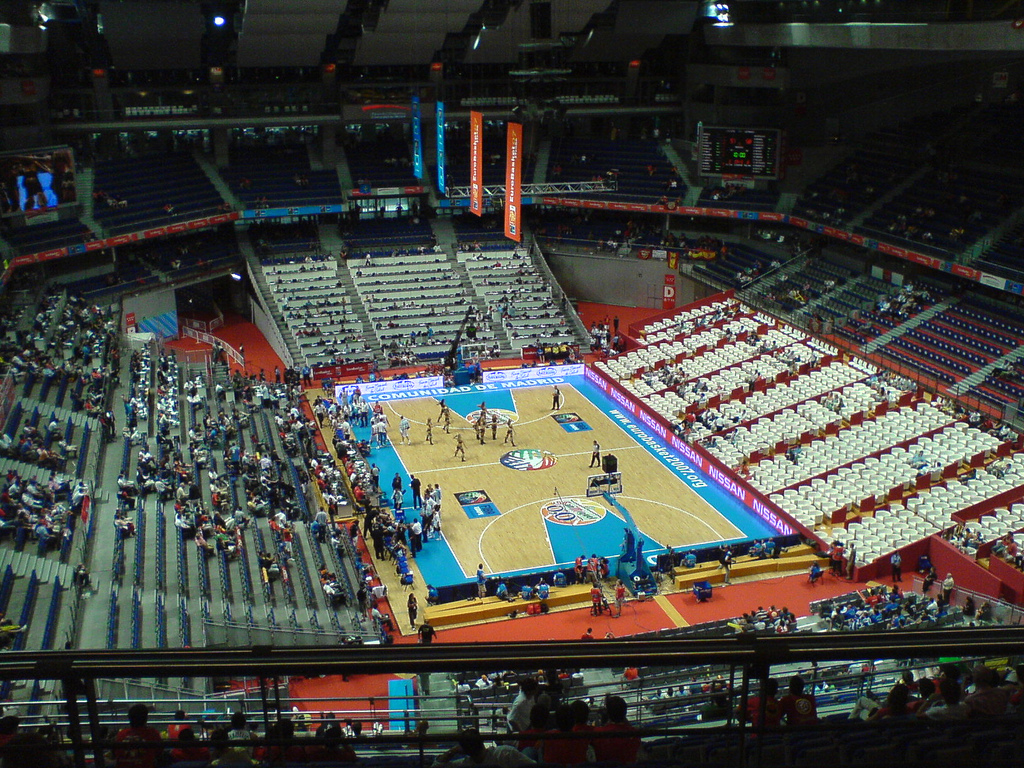
Palacio de Deportes José María Martín Carpena

Basketbalový klub Real Madrid Baloncesto založený v roce 1931 soutěží v Lize ACB. Své domácí zápasy odehrává v Palacio de Deportes José María Martín Carpena (WiZink Center). Jedná se o basketbalovou odnož Realu Madrid. S rekordními 10 tituly v basketbalové Eurolize je nejúspěšnějším týmem v Evropě. V domácí lize získali rekordních 36 titulů a rekordních 28 cen Copa del Reys de Baloncesto.
CB Estudiantes je basketbalový klub založený v roce 1948. Soutěží v druhé nejvyšší basketbalové lize Španělska. Domácí zápasy také hraje v Palacio de Deportes José María Martín Carpena (WiZink Center). Do roku 2021 byl CB Estudiantes jedním z pouhých tří týmů, které nikdy nesestoupily z nejvyšší španělské ligy. Mezi historické úspěchy klubu patří tři vítězství nejvyšší španělské basketbalové ligy a čtyři umístení na druhé pozici.
V Madridu se konalo šest finále basketbalové Euroligy, poslední dvě v Palacio de Deportes José María Martín Carpena. Město také hostilo finálové zápasy Mistrovství světa v basketbalu 1986 a 2014 a finále Mistrovství Evropy v basketbalu 2007.
Hlavním každoročním mezinárodním cyklistickým závodem je Vuelta a España (La Vuelta). Jedná se o jeden ze tří celosvětově prestižních třítýdenních Grand Tours. Její závěrečné etapy se konají v září právě v Madridu. Známým tenisovým turnajem je Madrid Open, který má mužskou i ženskou verzi. Zápasy se odehrávají na antuce. Turnaj je součástí devíti turnajů ATP Tour Masters 1000 a devíti turnajů WTA 1000. Koná se během prvního květnového týdne v Caja Mágica. Od roku 2019 Madrid hostí finále velkého turnaje Davis Cup.

## Osobnosti
- Lope de Vega, (1562–1635), dramatik, básník a prozaik
- Tirso de Molina, (asi 1584–1648), spisovatel
- Pedro Calderón de la Barca (1600–1681), barokní dramatik a básník
- Juan José de Austria (1629–1679), vojevůdce
- Manuela Malasaña (1791–1808), jedna z obětí během povstání Dos de Mayo
- Izabela II. Španělská (1830–1904), španělská královna
- José Echegaray y Eizaguirre (1832–1916), dramatik, politik, matematik a ekonom, nositel Nobelovy ceny za literaturu
- George Santayana (1863–1952), americký filosof, kritik a spisovatel
- Jacinto Benavente (1866–1954), dramatik a básník, nositel Nobelovy ceny za literaturu
- José Ortega y Gasset (1883–1955), filosof, sociolog a esejista
- Juan Gris (1887–1927), malíř a sochař
- Teresa Berganza (* 1935), mezzosopranistka
- Plácido Domingo (* 1941), tenorista a dirigent
- Julio Iglesias (* 1943) , zpěvák
- Massiel (* 1947), zpěvačka
- Javier Marías, (* 1951), prozaik, překladatel, editor a fejetonista
- José María Aznar (* 1953), politik
- Victoria Abrilová (* 1959), herečka
- Carlos Sainz (* 1962), automobilový závodník
- Elena Bourbonská (* 1963), španělská infantka, vévodkyně z Luga
- Filip VI. Španělský (* 1968), španělský král
- Virginia Ruanová Pascualová (* 1973), tenistka
- Enrique Iglesias (* 1975), popový zpěvák
- Raúl González (* 1977), fotbalista
- Iker Casillas Fernández (* 1981), fotbalový brankář
- Alberto Contador (* 1982), cyklista
- Fernando Torres (* 1984), fotbalista
- Carlos Sainz Jr. (* 1994), automobilový závodník